# Liste badischer Reisezugwagen
|  | Der Artikel ist noch nicht komplett vollständig. Ergänzungen sind willkommen. |

Diese Liste umfasst die Badischen Reisezugwagen, sowohl die Wagen der Großherzoglich Badischen Staatseisenbahnen im Zeitraum von 1840 bis 1920 als auch die von der Deutschen Reichsbahn (DRG) noch nach badischen Mustern bis 1930 beschafften Fahrzeuge.
Grundlage für die Liste bilden diverse Wagenverzeichnisse der Badischen Staatseisenbahnen (siehe Auflistung im Literaturnachweis), die Werke von Albert Mühl, Jens Freese, Emil Konrad und Joachim Deppmeyer sowie das Skizzenheft für Personen- und Gepäckwagen der DRG von 1930. Die Gliederung ist angelehnt an die der Wagenverzeichnisse.
Tabellarisch aufgelistet ist eine Aufstellung der diversen Badischen Wagengruppen mit einer Zuordnung zu den jeweiligen Wagengattungen.
| Übersicht der badischen Gruppen      |              |               |
| Bezeichnung                          | Wagengattung | Gruppe        |
| Hofwagen                             | Salon        | 1 bis 2       |
| Salonwagen I. Klasse                 | Salon A      | 3 bis 8       |
| Salonwagen I./II. Klasse             | Salon AB     | 9 bis 11      |
|                                      |              |               |
| Abteilwagen I./II. Klasse            | AB           | 12 bis 21a    |
| Abteilwagen I./II. Klasse            | ABB          | 22 bis 23     |
| Abteilwagen I./II./III. Klasse       | ABC          | 24            |
| Abteilwagen II. Klasse               | B            | 25 bis 30     |
| Abteilwagen II./III. Klasse          | BC           | 31 bis 36     |
| Abteilwagen III. Klasse              | C            | 37 bis 55a    |
| Abteilwagen III. Klasse              | CC           | 56 bis 57     |
| Abteilwagen III. Klasse              | CPost        | 58            |
|                                      |              |               |
| Gefangenenwagen                      | Z            | 59 bis 61a    |
|                                      |              |               |
| Salonwagen I. Klasse                 | AAü          | 62            |
|                                      |              |               |
| Durchgangswagen I./II. Klasse        | ABi          | 63 bis 72     |
| Durchgangswagen I./II. Klasse        | ABBi         | 73 bis 74a    |
| Durchgangswagen I./II. Klasse        | ABBü         | 75 bis 79     |
| Durchgangswagen I,/II,/III, Klasse   | ABCCi        | 79a           |
|                                      |              |               |
| Speisewagen                          | WR           | 79b           |
|                                      |              |               |
| Aussichtswagen                       | A            | 80            |
|                                      |              |               |
| Durchgangswagen II. Klasse           | Bi           | 81 bis 85b    |
| Durchgangswagen II./III. Klasse      | BCi          | 86 bis 93     |
| Durchgangswagen III. Klasse          | Ci           | 94 bis 108    |
| Durchgangswagen III. Klasse          | CCi          | 109 bis 110a  |
| Durchgangswagen III. Klasse          | CCü          | 111 bis 111b  |
| Wagen für Lokalzüge                  |              |               |
| Durchgangswagen III. Klasse          | Ci           | 112 bis 113   |
| Durchgangswagen III. Klasse          | CPPost       | 114           |
| Durchgangswagen III. Klasse          | CP           | 115 bis 120   |
|                                      |              |               |
| Versuchswagen                        |              | 121 bis 122   |
|                                      |              |               |
| Gepäckwagen (gewöhnlich)             | P            | 123 bis 129   |
| Gepäckwagen (groß)                   | P            | 130 bis 133   |
| Gepäckwagen                          | Pü           | 133a bis 133b |
|                                      |              |               |
| Motorwagen                           |              | 133c bis 133d |
|                                      |              |               |
| Fürstl. Fürstenbergischer Salonwagen |              | 134           |
|                                      |              |               |
| Begleitwagen für Munitionstransporte |              | 135           |

## Personenwagen (Breitspur)
Mit dem am 29. März 1838 verabschiedeten Eisenbahngesetz wurde bei den Großherzoglich Badischen Staatseisenbahn eine von anderen Bahngesellschaften abweichende Spurweite von 1.600 mm gewählt, die in der Folge hohe Kosten verursachte. Mit dieser Spurweite wurden die erste Strecke von Mannheim über Heidelberg, Karlsruhe, Rastatt, Offenburg und Freiburg bis zur Schweizer Grenze bei Basel gebaut. Diese Strecke sowie die bis dahin beschafften 63 Lokomotiven und 1.100 Wagen wurden dann in den Jahren 1854 und 1855 bei laufendem Betrieb auf das Maß von 1.435 mm umgespurt.

## Personenwagen (Regelspur)
Mit dem Staatsvertrag mit dem Großherzogtum Hessen und der freien Stadt Frankfurt von 1843 wurde für die Bahn zwischen Frankfurt am Main und Heidelberg die Spurweite von 1.435 mm festgelegt. Diese Spurweite wurde auch von den Königlich Württembergischen Staats-Eisenbahnen für ihre Strecke nach Bruchsal genutzt. Daher erfolgte, nach jahrelanger Diskussion, ab 1854 die Umstellung auf die mittlerweile für Deutschland und angrenzende Länder geltende Spurweite von 1.435 mm.

### Salonwagen

#### Beschaffungszeitraum 1853 bis 1892
| Ältere Salonwagen, Beschaffungszeitraum 1853 bis 1892 | Ältere Salonwagen, Beschaffungszeitraum 1853 bis 1892 | Ältere Salonwagen, Beschaffungszeitraum 1853 bis 1892 | Ältere Salonwagen, Beschaffungszeitraum 1853 bis 1892 | Ältere Salonwagen, Beschaffungszeitraum 1853 bis 1892 | Ältere Salonwagen, Beschaffungszeitraum 1853 bis 1892 | Ältere Salonwagen, Beschaffungszeitraum 1853 bis 1892 | Ältere Salonwagen, Beschaffungszeitraum 1853 bis 1892 | Ältere Salonwagen, Beschaffungszeitraum 1853 bis 1892 | Ältere Salonwagen, Beschaffungszeitraum 1853 bis 1892 | Ältere Salonwagen, Beschaffungszeitraum 1853 bis 1892 | Ältere Salonwagen, Beschaffungszeitraum 1853 bis 1892 | Ältere Salonwagen, Beschaffungszeitraum 1853 bis 1892 | Ältere Salonwagen, Beschaffungszeitraum 1853 bis 1892 | Ältere Salonwagen, Beschaffungszeitraum 1853 bis 1892 | Ältere Salonwagen, Beschaffungszeitraum 1853 bis 1892 | Ältere Salonwagen, Beschaffungszeitraum 1853 bis 1892 | Ältere Salonwagen, Beschaffungszeitraum 1853 bis 1892 | Ältere Salonwagen, Beschaffungszeitraum 1853 bis 1892 | Ältere Salonwagen, Beschaffungszeitraum 1853 bis 1892 | Ältere Salonwagen, Beschaffungszeitraum 1853 bis 1892 | Ältere Salonwagen, Beschaffungszeitraum 1853 bis 1892 | Ältere Salonwagen, Beschaffungszeitraum 1853 bis 1892 | Ältere Salonwagen, Beschaffungszeitraum 1853 bis 1892 | Ältere Salonwagen, Beschaffungszeitraum 1853 bis 1892 | Ältere Salonwagen, Beschaffungszeitraum 1853 bis 1892                                                    |
| Grup- pe                                              | Blatt                                                 | Bau- jahr                                             | Her- steller                                          | Anz.                                                  | GBStsB                                                | GBStsB                                                | Rep. (1919)                                           | DRG (ab 1923)                                         | DRG (ab 1923)                                         | Anz. Achs.                                            | Rad- stand (Drehg.)                                   | LüP                                                   | Unt. Gest.                                            | LA.                                                   | Brem- sen                                             | Bl.                                                   | Hz.                                                   | Art u.Anz. Abteile (Sitze je Klasse)                  | Art u.Anz. Abteile (Sitze je Klasse)                  | Art u.Anz. Abteile (Sitze je Klasse)                  | Art u.Anz. Abteile (Sitze je Klasse)                  | Art u.Anz. Abteile (Sitze je Klasse)                  | Art u.Anz. Abteile (Sitze je Klasse)                  | Art u.Anz. Abteile (Sitze je Klasse)                  | Bemerkung                                                                                                |
| Grup- pe                                              | Blatt                                                 | Bau- jahr                                             | Her- steller                                          | Anz.                                                  | Gattung                                               | Wagen-Nr.                                             | Rep. (1919)                                           | Gattung                                               | Wagen-Nr.                                             | Anz. Achs.                                            | Rad- stand (Drehg.)                                   | LüP                                                   | (siehe jeweilige Legende)                             | (siehe jeweilige Legende)                             | (siehe jeweilige Legende)                             | (siehe jeweilige Legende)                             | (siehe jeweilige Legende)                             | A                                                     | 1.                                                    | 2.                                                    | 3.                                                    | 4.                                                    | O.                                                    | M.                                                    | |
| Zweiachsige Salonwagen                                | Zweiachsige Salonwagen                                | Zweiachsige Salonwagen                                | Zweiachsige Salonwagen                                | Zweiachsige Salonwagen                                | Zweiachsige Salonwagen                                | Zweiachsige Salonwagen                                | Zweiachsige Salonwagen                                | Zweiachsige Salonwagen                                | Zweiachsige Salonwagen                                | Zweiachsige Salonwagen                                | Zweiachsige Salonwagen                                | Zweiachsige Salonwagen                                | Zweiachsige Salonwagen                                | Zweiachsige Salonwagen                                | Zweiachsige Salonwagen                                | Zweiachsige Salonwagen                                | Zweiachsige Salonwagen                                | Zweiachsige Salonwagen                                | Zweiachsige Salonwagen                                | Zweiachsige Salonwagen                                | Zweiachsige Salonwagen                                | Zweiachsige Salonwagen                                | Zweiachsige Salonwagen                                | Zweiachsige Salonwagen                                | Zweiachsige Salonwagen                                                                                   |
| ----------------------------------------------------- | ----------------------------------------------------- | ----------------------------------------------------- | ----------------------------------------------------- | ----------------------------------------------------- | ----------------------------------------------------- | ----------------------------------------------------- | ----------------------------------------------------- | ----------------------------------------------------- | ----------------------------------------------------- | ----------------------------------------------------- | ----------------------------------------------------- | ----------------------------------------------------- | ----------------------------------------------------- | ----------------------------------------------------- | ----------------------------------------------------- | ----------------------------------------------------- | ----------------------------------------------------- | ----------------------------------------------------- | ----------------------------------------------------- | ----------------------------------------------------- | ----------------------------------------------------- | ----------------------------------------------------- | ----------------------------------------------------- | ----------------------------------------------------- | --- |
| 3                                                     |                                                       | 1869                                                  | Sch.M.                                                | 3                                                     | Salon                                                 | 199, 201 202                                          |                                                       | Salon Bad 69                                          |                                                       | 2                                                     | 4.500                                                 | 8.510                                                 | H                                                     |                                                       |                                                       | G                                                     | O                                                     | ?                                                     | ?                                                     |                                                       |                                                       |                                                       |                                                       |                                                       | durchlaufende Trittbretter                                                                               |
| 4                                                     |                                                       | 1874                                                  | Sch.M.                                                | 1                                                     | Salon A                                               | 549                                                   |                                                       | Salon Bad 74                                          |                                                       | 2                                                     | ?                                                     | ?                                                     | H                                                     |                                                       |                                                       | G                                                     | O                                                     | ?                                                     | ?                                                     |                                                       |                                                       |                                                       |                                                       |                                                       | für den Transport der Kurgäste des Weltbades Baden-Baden                                                 |
| 5                                                     |                                                       | 1874                                                  | Sch.M.                                                | 1                                                     | Salon A                                               | 855                                                   |                                                       | Salon Bad 74                                          |                                                       | 2                                                     | 4.500                                                 | 8.820                                                 | H                                                     |                                                       | Sp                                                    | Öl (G)                                                | O (D)                                                 | 1                                                     | 2 12                                                  |                                                       |                                                       |                                                       |                                                       |                                                       | mit Bremserhaus; für den Transport der Kurgäste des Weltbades Baden-Baden                                |
| 6                                                     |                                                       | 1874                                                  | Sch.M.                                                | 1                                                     | Salon A                                               | 6545                                                  |                                                       | Salon Bad 74                                          |                                                       | 2                                                     | 5.050                                                 | 9.610                                                 | H                                                     |                                                       |                                                       | G                                                     | O                                                     | ?                                                     | ?                                                     |                                                       |                                                       |                                                       |                                                       |                                                       | mit Aussichtsplattform; für den Transport der Kurgäste des Weltbades Baden-Baden                         |
| 7                                                     |                                                       | 1874                                                  | Sch.M.                                                | 1                                                     | Salon A                                               | 6546                                                  |                                                       | Salon Bad 74                                          |                                                       | 2                                                     | 5.100                                                 | 8.660                                                 | H                                                     |                                                       | Sp                                                    | G                                                     | O                                                     | ?                                                     | ?                                                     |                                                       |                                                       |                                                       |                                                       |                                                       | offener Bremsersitz; zwei Aussichtsplattformen; für den Transport der Kurgäste des Weltbades Baden-Baden |
| 8                                                     |                                                       | 1895/6                                                | HW.K.                                                 | 3                                                     | Salon A                                               | 10002–10004                                           |                                                       | Salon Bad 95                                          |                                                       | 2                                                     | 7.400                                                 | 10.610                                                | H                                                     |                                                       | Sp Wsbr Hnbr                                          | G                                                     | D                                                     | 2                                                     | 3 12?                                                 |                                                       |                                                       |                                                       |                                                       |                                                       | zwischen 1921 und 1924 außer Dienst gestellt                                                             |
| 9                                                     |                                                       | 1863                                                  | HW.K.                                                 | 1                                                     | Salon AB                                              | 81                                                    |                                                       | Salon Bad 63                                          |                                                       | 2                                                     | 4.500                                                 | 8.620                                                 | H                                                     |                                                       | (Wsbr)                                                | Öl (G)                                                | O? (D)                                                | 1                                                     | 1 6                                                   | 2 16                                                  |                                                       |                                                       |                                                       |                                                       | |
| 10                                                    |                                                       | 1874                                                  | Sch.M.                                                | 2                                                     | Salon AB                                              | 362, 363                                              |                                                       | Salon Bad 74                                          |                                                       | 2                                                     | 4.500                                                 | 8.620                                                 | H                                                     |                                                       | (Wsbr)                                                | Öl (G)                                                | O? (D)                                                | 2                                                     | 1 6                                                   | 2 8                                                   |                                                       |                                                       |                                                       |                                                       | |
| 11                                                    |                                                       | 1869                                                  | Sch.M.                                                | 1                                                     | Salon AB                                              | 4440                                                  |                                                       | Salon Bad 69                                          |                                                       | 2                                                     | 4.500                                                 | 8.850                                                 | H                                                     |                                                       | (Wsbr)                                                | Öl (G)                                                | O? (D)                                                | 2                                                     | 1 6                                                   | 2 8                                                   |                                                       |                                                       |                                                       |                                                       | Bremserhaus                                                                                              |
| Dreiachsige Salonwagen                                |                                                       |                                                       |                                                       |                                                       |                                                       |                                                       |                                                       |                                                       |                                                       |                                                       |                                                       |                                                       |                                                       |                                                       |                                                       |                                                       |                                                       |                                                       |                                                       |                                                       |                                                       |                                                       |                                                       |                                                       | |
| 2I                                                    | 6                                                     | 1888                                                  | F.H.                                                  | 1                                                     | Salon                                                 | 1                                                     |                                                       | Salon3 Bad 88                                         | 10002                                                 | 3                                                     | 9.300                                                 | 11.410                                                | E                                                     |                                                       | Sp Wsbr Hnbr                                          | G                                                     | D                                                     | 1                                                     | 3 12                                                  |                                                       |                                                       |                                                       |                                                       |                                                       | mit Bremserhaus; durchlaufende Trittbretter; vor 1916 ausgemustert                                       |

#### Beschaffungszeitraum 1893 bis 1923
| Jüngere Salonwagen, Beschaffungszeitraum 1893 bis 1923 | Jüngere Salonwagen, Beschaffungszeitraum 1893 bis 1923 | Jüngere Salonwagen, Beschaffungszeitraum 1893 bis 1923 | Jüngere Salonwagen, Beschaffungszeitraum 1893 bis 1923 | Jüngere Salonwagen, Beschaffungszeitraum 1893 bis 1923 | Jüngere Salonwagen, Beschaffungszeitraum 1893 bis 1923 | Jüngere Salonwagen, Beschaffungszeitraum 1893 bis 1923 | Jüngere Salonwagen, Beschaffungszeitraum 1893 bis 1923 | Jüngere Salonwagen, Beschaffungszeitraum 1893 bis 1923 | Jüngere Salonwagen, Beschaffungszeitraum 1893 bis 1923 | Jüngere Salonwagen, Beschaffungszeitraum 1893 bis 1923 | Jüngere Salonwagen, Beschaffungszeitraum 1893 bis 1923 | Jüngere Salonwagen, Beschaffungszeitraum 1893 bis 1923 | Jüngere Salonwagen, Beschaffungszeitraum 1893 bis 1923 | Jüngere Salonwagen, Beschaffungszeitraum 1893 bis 1923 | Jüngere Salonwagen, Beschaffungszeitraum 1893 bis 1923 | Jüngere Salonwagen, Beschaffungszeitraum 1893 bis 1923 | Jüngere Salonwagen, Beschaffungszeitraum 1893 bis 1923 | Jüngere Salonwagen, Beschaffungszeitraum 1893 bis 1923 | Jüngere Salonwagen, Beschaffungszeitraum 1893 bis 1923 | Jüngere Salonwagen, Beschaffungszeitraum 1893 bis 1923 | Jüngere Salonwagen, Beschaffungszeitraum 1893 bis 1923 | Jüngere Salonwagen, Beschaffungszeitraum 1893 bis 1923 | Jüngere Salonwagen, Beschaffungszeitraum 1893 bis 1923 | Jüngere Salonwagen, Beschaffungszeitraum 1893 bis 1923 | Jüngere Salonwagen, Beschaffungszeitraum 1893 bis 1923                                            |
| Grup- pe                                               | Blatt                                                  | Bau- jahr                                              | Her- steller                                           | Anz.                                                   | GBStsB                                                 | GBStsB                                                 | Rep. (1919)                                            | DRG (ab 1923)                                          | DRG (ab 1923)                                          | Anz. Achs.                                             | Rad- stand (Drehg.)                                    | LüP                                                    | Unt. Gest.                                             | LA.                                                    | Brem- sen                                              | Bl.                                                    | Hz.                                                    | Art u.Anz. Abteile (Sitze je Klasse)                   | Art u.Anz. Abteile (Sitze je Klasse)                   | Art u.Anz. Abteile (Sitze je Klasse)                   | Art u.Anz. Abteile (Sitze je Klasse)                   | Art u.Anz. Abteile (Sitze je Klasse)                   | Art u.Anz. Abteile (Sitze je Klasse)                   | Art u.Anz. Abteile (Sitze je Klasse)                   | Bemerkung                                                                                         |
| Grup- pe                                               | Blatt                                                  | Bau- jahr                                              | Her- steller                                           | Anz.                                                   | Gattung                                                | Wagen-Nr.                                              | Rep. (1919)                                            | Gattung                                                | Wagen-Nr.                                              | Anz. Achs.                                             | Rad- stand (Drehg.)                                    | LüP                                                    | (siehe jeweilige Legende)                              | (siehe jeweilige Legende)                              | (siehe jeweilige Legende)                              | (siehe jeweilige Legende)                              | (siehe jeweilige Legende)                              | A                                                      | 1.                                                     | 2.                                                     | 3.                                                     | 4.                                                     | O.                                                     | M.                                                     |                                                                                                   |
| Drehgestell Salonwagen                                 | Drehgestell Salonwagen                                 | Drehgestell Salonwagen                                 | Drehgestell Salonwagen                                 | Drehgestell Salonwagen                                 | Drehgestell Salonwagen                                 | Drehgestell Salonwagen                                 | Drehgestell Salonwagen                                 | Drehgestell Salonwagen                                 | Drehgestell Salonwagen                                 | Drehgestell Salonwagen                                 | Drehgestell Salonwagen                                 | Drehgestell Salonwagen                                 | Drehgestell Salonwagen                                 | Drehgestell Salonwagen                                 | Drehgestell Salonwagen                                 | Drehgestell Salonwagen                                 | Drehgestell Salonwagen                                 | Drehgestell Salonwagen                                 | Drehgestell Salonwagen                                 | Drehgestell Salonwagen                                 | Drehgestell Salonwagen                                 | Drehgestell Salonwagen                                 | Drehgestell Salonwagen                                 | Drehgestell Salonwagen                                 | Drehgestell Salonwagen                                                                            |
| ------------------------------------------------------ | ------------------------------------------------------ | ------------------------------------------------------ | ------------------------------------------------------ | ------------------------------------------------------ | ------------------------------------------------------ | ------------------------------------------------------ | ------------------------------------------------------ | ------------------------------------------------------ | ------------------------------------------------------ | ------------------------------------------------------ | ------------------------------------------------------ | ------------------------------------------------------ | ------------------------------------------------------ | ------------------------------------------------------ | ------------------------------------------------------ | ------------------------------------------------------ | ------------------------------------------------------ | ------------------------------------------------------ | ------------------------------------------------------ | ------------------------------------------------------ | ------------------------------------------------------ | ------------------------------------------------------ | ------------------------------------------------------ | ------------------------------------------------------ | ------------------------------------------------------------------------------------------------- |
| 1                                                      | 5                                                      | 1894                                                   | Rg.                                                    | 1                                                      | Salon                                                  | 10000                                                  |                                                        | Salon6 Bad 94                                          | 10001                                                  | 6                                                      | 12.500 3.500                                           | 19.260                                                 | E                                                      |                                                        | Sp Wsbr Hnbr                                           | G                                                      | Ww                                                     | 4                                                      | 9 (12)                                                 |                                                        |                                                        |                                                        |                                                        |                                                        | vor 1940 ausgemustert                                                                             |
| 2II                                                    | 6                                                      | 1918                                                   | F.H.                                                   | 1                                                      | Salon                                                  | 1II                                                    |                                                        | Salon6ü Bad 18                                         | 10002                                                  | 6                                                      | 14.400 3.500                                           | 21.660                                                 | E                                                      |                                                        | Sp Wsbr Hnbr                                           | G                                                      | Ww Dl                                                  | 4                                                      | 8 (12)                                                 |                                                        |                                                        |                                                        |                                                        |                                                        | 1918 Hofwagen des Großherzogs; ab 1927 Wagen der Reichsregierung, bis 1949 als Salonwagen genutzt |

#### Private Salonwagen
| Private Salonwagen, Beschaffungszeitraum 1893 bis 1923 | Private Salonwagen, Beschaffungszeitraum 1893 bis 1923 | Private Salonwagen, Beschaffungszeitraum 1893 bis 1923 | Private Salonwagen, Beschaffungszeitraum 1893 bis 1923 | Private Salonwagen, Beschaffungszeitraum 1893 bis 1923 | Private Salonwagen, Beschaffungszeitraum 1893 bis 1923 | Private Salonwagen, Beschaffungszeitraum 1893 bis 1923 | Private Salonwagen, Beschaffungszeitraum 1893 bis 1923 | Private Salonwagen, Beschaffungszeitraum 1893 bis 1923 | Private Salonwagen, Beschaffungszeitraum 1893 bis 1923 | Private Salonwagen, Beschaffungszeitraum 1893 bis 1923 | Private Salonwagen, Beschaffungszeitraum 1893 bis 1923 | Private Salonwagen, Beschaffungszeitraum 1893 bis 1923 | Private Salonwagen, Beschaffungszeitraum 1893 bis 1923 | Private Salonwagen, Beschaffungszeitraum 1893 bis 1923 | Private Salonwagen, Beschaffungszeitraum 1893 bis 1923 | Private Salonwagen, Beschaffungszeitraum 1893 bis 1923 | Private Salonwagen, Beschaffungszeitraum 1893 bis 1923 | Private Salonwagen, Beschaffungszeitraum 1893 bis 1923 | Private Salonwagen, Beschaffungszeitraum 1893 bis 1923 | Private Salonwagen, Beschaffungszeitraum 1893 bis 1923 | Private Salonwagen, Beschaffungszeitraum 1893 bis 1923 | Private Salonwagen, Beschaffungszeitraum 1893 bis 1923 | Private Salonwagen, Beschaffungszeitraum 1893 bis 1923 | Private Salonwagen, Beschaffungszeitraum 1893 bis 1923 | Private Salonwagen, Beschaffungszeitraum 1893 bis 1923                                              |
| Grup- pe                                               | Blatt                                                  | Bau- jahr                                              | Her- steller                                           | Anz.                                                   | GBStsB                                                 | GBStsB                                                 | Rep. (1919)                                            | DRG (ab 1923)                                          | DRG (ab 1923)                                          | Anz. Achs.                                             | Rad- stand (Drehg.)                                    | LüP                                                    | Unt. Gest.                                             | LA.                                                    | Brem- sen                                              | Bl.                                                    | Hz.                                                    | Art u.Anz. Abteile (Sitze je Klasse)                   | Art u.Anz. Abteile (Sitze je Klasse)                   | Art u.Anz. Abteile (Sitze je Klasse)                   | Art u.Anz. Abteile (Sitze je Klasse)                   | Art u.Anz. Abteile (Sitze je Klasse)                   | Art u.Anz. Abteile (Sitze je Klasse)                   | Art u.Anz. Abteile (Sitze je Klasse)                   | Bemerkung                                                                                           |
| Grup- pe                                               | Blatt                                                  | Bau- jahr                                              | Her- steller                                           | Anz.                                                   | Gattung                                                | Wagen-Nr.                                              | Rep. (1919)                                            | Gattung                                                | Wagen-Nr.                                              | Anz. Achs.                                             | Rad- stand (Drehg.)                                    | LüP                                                    | (siehe jeweilige Legende)                              | (siehe jeweilige Legende)                              | (siehe jeweilige Legende)                              | (siehe jeweilige Legende)                              | (siehe jeweilige Legende)                              | A                                                      | 1.                                                     | 2.                                                     | 3.                                                     | 4.                                                     | O.                                                     | M.                                                     | |
| Salonwagen der Fürsten zu Fürstenberg                  | Salonwagen der Fürsten zu Fürstenberg                  | Salonwagen der Fürsten zu Fürstenberg                  | Salonwagen der Fürsten zu Fürstenberg                  | Salonwagen der Fürsten zu Fürstenberg                  | Salonwagen der Fürsten zu Fürstenberg                  | Salonwagen der Fürsten zu Fürstenberg                  | Salonwagen der Fürsten zu Fürstenberg                  | Salonwagen der Fürsten zu Fürstenberg                  | Salonwagen der Fürsten zu Fürstenberg                  | Salonwagen der Fürsten zu Fürstenberg                  | Salonwagen der Fürsten zu Fürstenberg                  | Salonwagen der Fürsten zu Fürstenberg                  | Salonwagen der Fürsten zu Fürstenberg                  | Salonwagen der Fürsten zu Fürstenberg                  | Salonwagen der Fürsten zu Fürstenberg                  | Salonwagen der Fürsten zu Fürstenberg                  | Salonwagen der Fürsten zu Fürstenberg                  | Salonwagen der Fürsten zu Fürstenberg                  | Salonwagen der Fürsten zu Fürstenberg                  | Salonwagen der Fürsten zu Fürstenberg                  | Salonwagen der Fürsten zu Fürstenberg                  | Salonwagen der Fürsten zu Fürstenberg                  | Salonwagen der Fürsten zu Fürstenberg                  | Salonwagen der Fürsten zu Fürstenberg                  | Salonwagen der Fürsten zu Fürstenberg                                                               |
| ------------------------------------------------------ | ------------------------------------------------------ | ------------------------------------------------------ | ------------------------------------------------------ | ------------------------------------------------------ | ------------------------------------------------------ | ------------------------------------------------------ | ------------------------------------------------------ | ------------------------------------------------------ | ------------------------------------------------------ | ------------------------------------------------------ | ------------------------------------------------------ | ------------------------------------------------------ | ------------------------------------------------------ | ------------------------------------------------------ | ------------------------------------------------------ | ------------------------------------------------------ | ------------------------------------------------------ | ------------------------------------------------------ | ------------------------------------------------------ | ------------------------------------------------------ | ------------------------------------------------------ | ------------------------------------------------------ | ------------------------------------------------------ | ------------------------------------------------------ | --------------------------------------------------------------------------------------------------- |
| 134                                                    |                                                        | 1900                                                   | W.G.                                                   | 1                                                      | Salon                                                  | 22125                                                  |                                                        | Salon6ü Bad 00                                         | 220125 Kar                                             | 6                                                      | 12.900 3.500                                           | 19.400                                                 | E                                                      |                                                        | Sp Wsbr Hnbr                                           | G                                                      | Ww Dl                                                  | 1                                                      | 7 (15)                                                 |                                                        |                                                        |                                                        |                                                        |                                                        | Salonwagen mit Küche; ab 1907 neue Nummer nach Revision; 1931 verkauft an Schollmeyer & Witten GmbH |

### D-Zug Wagen / Schnellzugwagen

#### Beschaffungszeitraum 1893 bis 1900
| Drehgestell Durchgangswagen der 1. Generation  | Drehgestell Durchgangswagen der 1. Generation  | Drehgestell Durchgangswagen der 1. Generation  | Drehgestell Durchgangswagen der 1. Generation  | Drehgestell Durchgangswagen der 1. Generation  | Drehgestell Durchgangswagen der 1. Generation  | Drehgestell Durchgangswagen der 1. Generation  | Drehgestell Durchgangswagen der 1. Generation  | Drehgestell Durchgangswagen der 1. Generation  | Drehgestell Durchgangswagen der 1. Generation  | Drehgestell Durchgangswagen der 1. Generation  | Drehgestell Durchgangswagen der 1. Generation  | Drehgestell Durchgangswagen der 1. Generation  | Drehgestell Durchgangswagen der 1. Generation  | Drehgestell Durchgangswagen der 1. Generation  | Drehgestell Durchgangswagen der 1. Generation  | Drehgestell Durchgangswagen der 1. Generation  | Drehgestell Durchgangswagen der 1. Generation  | Drehgestell Durchgangswagen der 1. Generation  | Drehgestell Durchgangswagen der 1. Generation  | Drehgestell Durchgangswagen der 1. Generation  | Drehgestell Durchgangswagen der 1. Generation  | Drehgestell Durchgangswagen der 1. Generation  | Drehgestell Durchgangswagen der 1. Generation  | Drehgestell Durchgangswagen der 1. Generation  | Drehgestell Durchgangswagen der 1. Generation                                                                |
| Grup- pe                                       | Blatt                                          | Bau- jahr                                      | Her- steller                                   | Anz.                                           | GBStsB                                         | GBStsB                                         | Rep. (1919)                                    | DRG (ab 1923)                                  | DRG (ab 1923)                                  | Anz. Achs.                                     | Rad- stand (Drehg.)                            | LüP                                            | Unt. Gest.                                     | LA.                                            | Brem- sen                                      | Bl.                                            | Hz.                                            | Art u.Anz. Abteile (Sitze je Klasse)           | Art u.Anz. Abteile (Sitze je Klasse)           | Art u.Anz. Abteile (Sitze je Klasse)           | Art u.Anz. Abteile (Sitze je Klasse)           | Art u.Anz. Abteile (Sitze je Klasse)           | Art u.Anz. Abteile (Sitze je Klasse)           | Art u.Anz. Abteile (Sitze je Klasse)           | Bemerkung |
| Grup- pe                                       | Blatt                                          | Bau- jahr                                      | Her- steller                                   | Anz.                                           | Gattung                                        | Wagen-Nr.                                      | Rep. (1919)                                    | Gattung                                        | Wagen-Nr.                                      | Anz. Achs.                                     | Rad- stand (Drehg.)                            | LüP                                            | (siehe jeweilige Legende)                      | (siehe jeweilige Legende)                      | (siehe jeweilige Legende)                      | (siehe jeweilige Legende)                      | (siehe jeweilige Legende)                      | A                                              | 1.                                             | 2.                                             | 3.                                             | 4.                                             | O.                                             | M.                                             | |
| mit geschlossenen Übergängen und Fensterpaaren | mit geschlossenen Übergängen und Fensterpaaren | mit geschlossenen Übergängen und Fensterpaaren | mit geschlossenen Übergängen und Fensterpaaren | mit geschlossenen Übergängen und Fensterpaaren | mit geschlossenen Übergängen und Fensterpaaren | mit geschlossenen Übergängen und Fensterpaaren | mit geschlossenen Übergängen und Fensterpaaren | mit geschlossenen Übergängen und Fensterpaaren | mit geschlossenen Übergängen und Fensterpaaren | mit geschlossenen Übergängen und Fensterpaaren | mit geschlossenen Übergängen und Fensterpaaren | mit geschlossenen Übergängen und Fensterpaaren | mit geschlossenen Übergängen und Fensterpaaren | mit geschlossenen Übergängen und Fensterpaaren | mit geschlossenen Übergängen und Fensterpaaren | mit geschlossenen Übergängen und Fensterpaaren | mit geschlossenen Übergängen und Fensterpaaren | mit geschlossenen Übergängen und Fensterpaaren | mit geschlossenen Übergängen und Fensterpaaren | mit geschlossenen Übergängen und Fensterpaaren | mit geschlossenen Übergängen und Fensterpaaren | mit geschlossenen Übergängen und Fensterpaaren | mit geschlossenen Übergängen und Fensterpaaren | mit geschlossenen Übergängen und Fensterpaaren | mit geschlossenen Übergängen und Fensterpaaren                                                               |
| ---------------------------------------------- | ---------------------------------------------- | ---------------------------------------------- | ---------------------------------------------- | ---------------------------------------------- | ---------------------------------------------- | ---------------------------------------------- | ---------------------------------------------- | ---------------------------------------------- | ---------------------------------------------- | ---------------------------------------------- | ---------------------------------------------- | ---------------------------------------------- | ---------------------------------------------- | ---------------------------------------------- | ---------------------------------------------- | ---------------------------------------------- | ---------------------------------------------- | ---------------------------------------------- | ---------------------------------------------- | ---------------------------------------------- | ---------------------------------------------- | ---------------------------------------------- | ---------------------------------------------- | ---------------------------------------------- | --- |
| 75                                             | 9?                                             | 1894                                           | S.M.B.                                         | 4                                              | ABB                                            | 10810–10813                                    |                                                | AB4 Bad 94                                     |                                                | 4                                              | 11.000 2.500                                   | 18.800                                         | E                                              |                                                | Sp Wsbr Hnbr                                   | G                                              | D                                              | 2                                              | 2 (8)                                          | 4 (24)                                         |                                                |                                                | 24                                             |                                                | Teakholzverkleidung; 1908 Umbau der Aborte                                                                   |
| 77                                             | 10                                             | 1896                                           | W.G.                                           | 4                                              | ABB                                            | 11734–11737                                    |                                                | AB4ü Bad 96                                    | 21004–21006                                    | 4                                              | 12.000 2.500                                   | 18.300                                         | E                                              |                                                | Sp Wsbr Hnbr                                   | G                                              | D                                              | 1 2                                            | 2 (8)                                          | 4 (24)                                         |                                                |                                                | 24                                             |                                                | 1908/9 Umbau auf 2 Aborte und Dienstabteil, ein Abteil 2–Klasse entfällt                                     |
| 77                                             | 10                                             | 1897                                           | Sch.M.                                         | 6                                              | ABB                                            | 11804–11809                                    |                                                | AB4ü Bad 96                                    | 21007–21012                                    | 4                                              | 12.000 2.500                                   | 18.300                                         | E                                              |                                                | Sp Wsbr Hnbr                                   | G                                              | D                                              | 1 2                                            | 2 (8)                                          | 4 (24)                                         |                                                |                                                | 24                                             |                                                | 1908/9 Umbau auf 2 Aborte und Dienstabteil, ein Abteil 2–Klasse entfällt                                     |
| 77                                             | 10                                             | 1898                                           | Sch.M.                                         | 5                                              | ABB                                            | 12300–12305                                    |                                                | AB4ü Bad 96                                    | 21013–21016                                    | 4                                              | 12.000 2.500                                   | 18.300                                         | E                                              |                                                | Sp Wsbr Hnbr                                   | G                                              | D                                              | 1 2                                            | 2 (8)                                          | 4 (24)                                         |                                                |                                                | 24                                             |                                                | 1908/9 Umbau auf 2 Aborte und Dienstabteil, ein Abteil 2–Klasse entfällt                                     |
| 78                                             | 11                                             | 1899                                           | Sch.M.                                         | 11                                             | ABB                                            | 13007–13016                                    |                                                | AB4ü Bad 99                                    | 21017–21026                                    | 4                                              | 11.900 2.500                                   | 18.610                                         | E                                              |                                                | Sp Wsbr Hnbr                                   | G                                              | D                                              | 1 [2]                                          | 2 (8)                                          | 5 (29)                                         |                                                |                                                | 24                                             |                                                | 1908/9 Umbau auf 2 Aborte und Dienstabteil, ein Abteil 2–Klasse entfällt                                     |
| 78                                             | 11                                             | 1900                                           | Sch.M.                                         | 4                                              | ABB                                            | 13480–13484                                    |                                                | AB4ü Bad 99                                    | 21027–21031                                    | 4                                              | 11.900 2.500                                   | 18.610                                         | E                                              |                                                | Sp Wsbr Hnbr                                   | G                                              | D                                              | 1 [2]                                          | 2 (8)                                          | 5 (29)                                         |                                                |                                                | 24                                             |                                                | 1908/9 Umbau auf 2 Aborte und Dienstabteil, ein Abteil 2–Klasse entfällt                                     |
| 79b                                            | ?                                              | 1896                                           | W.G.                                           | 3                                              | ABB                                            | 11732–11733 11810                              |                                                | AB4ük Bad 96                                   |                                                | 4                                              | 12.000 2.500                                   | 18.600                                         | E                                              |                                                | Sp Wsbr Hnbr                                   | G                                              | D                                              | ?                                              | 2 (8)                                          | 3 (18)                                         |                                                |                                                |                                                |                                                | Buffetwagen mit Küche und Anrichte; 1903 Umbau zu Speisewagen (gruppe 80)                                    |
| 111                                            | 18                                             | 1899                                           | W.R.                                           | 6                                              | CC                                             | 13032–13037                                    | 4                                              | C4ü Bad 99                                     | 26001–26002                                    | 4                                              | 11.900 2.500                                   | 18.610                                         | E                                              |                                                | Sp Wsbr Hnbr                                   | G                                              | D                                              | 1 (2)                                          |                                                |                                                | 9 71                                           |                                                |                                                | 63                                             | nach Umbau Wegfall eines Abteils zugunsten eines zus. Aborts und eines Dienstabteils; dann nur noch 64 Sitze |

#### Beschaffungszeitraum 1901 bis 1904
| Drehgestell Durchgangswagen der 2. Generation                            | Drehgestell Durchgangswagen der 2. Generation                            | Drehgestell Durchgangswagen der 2. Generation                            | Drehgestell Durchgangswagen der 2. Generation                            | Drehgestell Durchgangswagen der 2. Generation                            | Drehgestell Durchgangswagen der 2. Generation                            | Drehgestell Durchgangswagen der 2. Generation                            | Drehgestell Durchgangswagen der 2. Generation                            | Drehgestell Durchgangswagen der 2. Generation                            | Drehgestell Durchgangswagen der 2. Generation                            | Drehgestell Durchgangswagen der 2. Generation                            | Drehgestell Durchgangswagen der 2. Generation                            | Drehgestell Durchgangswagen der 2. Generation                            | Drehgestell Durchgangswagen der 2. Generation                            | Drehgestell Durchgangswagen der 2. Generation                            | Drehgestell Durchgangswagen der 2. Generation                            | Drehgestell Durchgangswagen der 2. Generation                            | Drehgestell Durchgangswagen der 2. Generation                            | Drehgestell Durchgangswagen der 2. Generation                            | Drehgestell Durchgangswagen der 2. Generation                            | Drehgestell Durchgangswagen der 2. Generation                            | Drehgestell Durchgangswagen der 2. Generation                            | Drehgestell Durchgangswagen der 2. Generation                            | Drehgestell Durchgangswagen der 2. Generation                            | Drehgestell Durchgangswagen der 2. Generation                            | Drehgestell Durchgangswagen der 2. Generation                                                                |
| Grup- pe                                                                 | Blatt                                                                    | Bau- jahr                                                                | Her- steller                                                             | Anz.                                                                     | GBStsB                                                                   | GBStsB                                                                   | Rep. (1919)                                                              | DRG (ab 1923)                                                            | DRG (ab 1923)                                                            | Anz. Achs.                                                               | Rad- stand (Drehg.)                                                      | LüP                                                                      | Unt. Gest.                                                               | LA.                                                                      | Brem- sen                                                                | Bl.                                                                      | Hz.                                                                      | Art u.Anz. Abteile (Sitze je Klasse)                                     | Art u.Anz. Abteile (Sitze je Klasse)                                     | Art u.Anz. Abteile (Sitze je Klasse)                                     | Art u.Anz. Abteile (Sitze je Klasse)                                     | Art u.Anz. Abteile (Sitze je Klasse)                                     | Art u.Anz. Abteile (Sitze je Klasse)                                     | Art u.Anz. Abteile (Sitze je Klasse)                                     | Bemerkung |
| Grup- pe                                                                 | Blatt                                                                    | Bau- jahr                                                                | Her- steller                                                             | Anz.                                                                     | Gattung                                                                  | Wagen-Nr.                                                                | Rep. (1919)                                                              | Gattung                                                                  | Wagen-Nr.                                                                | Anz. Achs.                                                               | Rad- stand (Drehg.)                                                      | LüP                                                                      | (siehe jeweilige Legende)                                                | (siehe jeweilige Legende)                                                | (siehe jeweilige Legende)                                                | (siehe jeweilige Legende)                                                | (siehe jeweilige Legende)                                                | A                                                                        | 1.                                                                       | 2.                                                                       | 3.                                                                       | 4.                                                                       | O.                                                                       | M.                                                                       | |
| mit geschlossenen Übergängen, Einzelfenstern und Spitzbogen-Regenleisten | mit geschlossenen Übergängen, Einzelfenstern und Spitzbogen-Regenleisten | mit geschlossenen Übergängen, Einzelfenstern und Spitzbogen-Regenleisten | mit geschlossenen Übergängen, Einzelfenstern und Spitzbogen-Regenleisten | mit geschlossenen Übergängen, Einzelfenstern und Spitzbogen-Regenleisten | mit geschlossenen Übergängen, Einzelfenstern und Spitzbogen-Regenleisten | mit geschlossenen Übergängen, Einzelfenstern und Spitzbogen-Regenleisten | mit geschlossenen Übergängen, Einzelfenstern und Spitzbogen-Regenleisten | mit geschlossenen Übergängen, Einzelfenstern und Spitzbogen-Regenleisten | mit geschlossenen Übergängen, Einzelfenstern und Spitzbogen-Regenleisten | mit geschlossenen Übergängen, Einzelfenstern und Spitzbogen-Regenleisten | mit geschlossenen Übergängen, Einzelfenstern und Spitzbogen-Regenleisten | mit geschlossenen Übergängen, Einzelfenstern und Spitzbogen-Regenleisten | mit geschlossenen Übergängen, Einzelfenstern und Spitzbogen-Regenleisten | mit geschlossenen Übergängen, Einzelfenstern und Spitzbogen-Regenleisten | mit geschlossenen Übergängen, Einzelfenstern und Spitzbogen-Regenleisten | mit geschlossenen Übergängen, Einzelfenstern und Spitzbogen-Regenleisten | mit geschlossenen Übergängen, Einzelfenstern und Spitzbogen-Regenleisten | mit geschlossenen Übergängen, Einzelfenstern und Spitzbogen-Regenleisten | mit geschlossenen Übergängen, Einzelfenstern und Spitzbogen-Regenleisten | mit geschlossenen Übergängen, Einzelfenstern und Spitzbogen-Regenleisten | mit geschlossenen Übergängen, Einzelfenstern und Spitzbogen-Regenleisten | mit geschlossenen Übergängen, Einzelfenstern und Spitzbogen-Regenleisten | mit geschlossenen Übergängen, Einzelfenstern und Spitzbogen-Regenleisten | mit geschlossenen Übergängen, Einzelfenstern und Spitzbogen-Regenleisten | mit geschlossenen Übergängen, Einzelfenstern und Spitzbogen-Regenleisten                                     |
| ------------------------------------------------------------------------ | ------------------------------------------------------------------------ | ------------------------------------------------------------------------ | ------------------------------------------------------------------------ | ------------------------------------------------------------------------ | ------------------------------------------------------------------------ | ------------------------------------------------------------------------ | ------------------------------------------------------------------------ | ------------------------------------------------------------------------ | ------------------------------------------------------------------------ | ------------------------------------------------------------------------ | ------------------------------------------------------------------------ | ------------------------------------------------------------------------ | ------------------------------------------------------------------------ | ------------------------------------------------------------------------ | ------------------------------------------------------------------------ | ------------------------------------------------------------------------ | ------------------------------------------------------------------------ | ------------------------------------------------------------------------ | ------------------------------------------------------------------------ | ------------------------------------------------------------------------ | ------------------------------------------------------------------------ | ------------------------------------------------------------------------ | ------------------------------------------------------------------------ | ------------------------------------------------------------------------ | --- |
| 62                                                                       | 8                                                                        | 1902                                                                     | Rg.                                                                      | 6                                                                        | AA                                                                       | 14396–14403                                                              |                                                                          | A4ü Bad 02                                                               | 20001–20004 10005–10006                                                  | 4                                                                        | 10.500 2.500                                                             | 16.300                                                                   | E                                                                        |                                                                          | Sp Wsbr Hnbr                                                             | G                                                                        | D                                                                        | 1                                                                        | 4 (36)                                                                   |                                                                          |                                                                          |                                                                          |                                                                          |                                                                          | mit großem Salon; Wagen 14398 in 1923 zu Dienstwagen 700757 umgebaut                                         |
| 79                                                                       | 12                                                                       | 1901                                                                     | Sch.M.                                                                   | 15                                                                       | ABBü                                                                     | 13883–13897                                                              |                                                                          | AB4ü Bad 01                                                              | 21032–21046                                                              | 4                                                                        | 13.000 2.500                                                             | 19.490                                                                   | E                                                                        |                                                                          | Sp Wsbr Hnbr                                                             | G                                                                        | D                                                                        | 1 (2)                                                                    | 2 8                                                                      | 5 30                                                                     |                                                                          |                                                                          | 28                                                                       |                                                                          | nach Umbau 1908/09 zwei Aborte; Wegfall eines Abteils 2-Klasse                                               |
| 111a                                                                     | 19                                                                       | 1903                                                                     | F.H.                                                                     | 9                                                                        | CC                                                                       | 14458–14466                                                              | 3                                                                        | C4ü Bad 03                                                               | 26003–26008                                                              | 4                                                                        | 11.900 2.500                                                             | 18.610                                                                   | E                                                                        |                                                                          | Sp Wsbr Hnbr                                                             | G                                                                        | D                                                                        | 1 (2)                                                                    |                                                                          |                                                                          | 9 71                                                                     |                                                                          |                                                                          | 63                                                                       | nach Umbau Wegfall eines Abteils zugunsten eines zus. Aborts und eines Dienstabteils; dann nur noch 64 Sitze |

#### Beschaffungszeitraum 1906 bis 1921
| Drehgestell Durchgangswagen der 3. Generation   | Drehgestell Durchgangswagen der 3. Generation   | Drehgestell Durchgangswagen der 3. Generation   | Drehgestell Durchgangswagen der 3. Generation   | Drehgestell Durchgangswagen der 3. Generation   | Drehgestell Durchgangswagen der 3. Generation   | Drehgestell Durchgangswagen der 3. Generation   | Drehgestell Durchgangswagen der 3. Generation   | Drehgestell Durchgangswagen der 3. Generation   | Drehgestell Durchgangswagen der 3. Generation   | Drehgestell Durchgangswagen der 3. Generation   | Drehgestell Durchgangswagen der 3. Generation   | Drehgestell Durchgangswagen der 3. Generation   | Drehgestell Durchgangswagen der 3. Generation   | Drehgestell Durchgangswagen der 3. Generation   | Drehgestell Durchgangswagen der 3. Generation   | Drehgestell Durchgangswagen der 3. Generation   | Drehgestell Durchgangswagen der 3. Generation   | Drehgestell Durchgangswagen der 3. Generation   | Drehgestell Durchgangswagen der 3. Generation   | Drehgestell Durchgangswagen der 3. Generation   | Drehgestell Durchgangswagen der 3. Generation   | Drehgestell Durchgangswagen der 3. Generation   | Drehgestell Durchgangswagen der 3. Generation   | Drehgestell Durchgangswagen der 3. Generation   | Drehgestell Durchgangswagen der 3. Generation   |
| Grup- pe                                        | Blatt                                           | Bau- jahr                                       | Her- steller                                    | Anz.                                            | GBStsB                                          | GBStsB                                          | Rep. (1919)                                     | DRG (ab 1923)                                   | DRG (ab 1923)                                   | Anz. Achs.                                      | Rad- stand (Drehg.)                             | LüP                                             | Unt. Gest.                                      | LA.                                             | Brem- sen                                       | Bl.                                             | Hz.                                             | Art u.Anz. Abteile (Sitze je Klasse)            | Art u.Anz. Abteile (Sitze je Klasse)            | Art u.Anz. Abteile (Sitze je Klasse)            | Art u.Anz. Abteile (Sitze je Klasse)            | Art u.Anz. Abteile (Sitze je Klasse)            | Art u.Anz. Abteile (Sitze je Klasse)            | Art u.Anz. Abteile (Sitze je Klasse)            | Bemerkung                                       |
| Grup- pe                                        | Blatt                                           | Bau- jahr                                       | Her- steller                                    | Anz.                                            | Gattung                                         | Wagen-Nr.                                       | Rep. (1919)                                     | Gattung                                         | Wagen-Nr.                                       | Anz. Achs.                                      | Rad- stand (Drehg.)                             | LüP                                             | (siehe jeweilige Legende)                       | (siehe jeweilige Legende)                       | (siehe jeweilige Legende)                       | (siehe jeweilige Legende)                       | (siehe jeweilige Legende)                       | A                                               | 1.                                              | 2.                                              | 3.                                              | 4.                                              | O.                                              | M.                                              |                                                 |
| mit geschlossenen Übergängen und Einzelfenstern | mit geschlossenen Übergängen und Einzelfenstern | mit geschlossenen Übergängen und Einzelfenstern | mit geschlossenen Übergängen und Einzelfenstern | mit geschlossenen Übergängen und Einzelfenstern | mit geschlossenen Übergängen und Einzelfenstern | mit geschlossenen Übergängen und Einzelfenstern | mit geschlossenen Übergängen und Einzelfenstern | mit geschlossenen Übergängen und Einzelfenstern | mit geschlossenen Übergängen und Einzelfenstern | mit geschlossenen Übergängen und Einzelfenstern | mit geschlossenen Übergängen und Einzelfenstern | mit geschlossenen Übergängen und Einzelfenstern | mit geschlossenen Übergängen und Einzelfenstern | mit geschlossenen Übergängen und Einzelfenstern | mit geschlossenen Übergängen und Einzelfenstern | mit geschlossenen Übergängen und Einzelfenstern | mit geschlossenen Übergängen und Einzelfenstern | mit geschlossenen Übergängen und Einzelfenstern | mit geschlossenen Übergängen und Einzelfenstern | mit geschlossenen Übergängen und Einzelfenstern | mit geschlossenen Übergängen und Einzelfenstern | mit geschlossenen Übergängen und Einzelfenstern | mit geschlossenen Übergängen und Einzelfenstern | mit geschlossenen Übergängen und Einzelfenstern | mit geschlossenen Übergängen und Einzelfenstern |
| ----------------------------------------------- | ----------------------------------------------- | ----------------------------------------------- | ----------------------------------------------- | ----------------------------------------------- | ----------------------------------------------- | ----------------------------------------------- | ----------------------------------------------- | ----------------------------------------------- | ----------------------------------------------- | ----------------------------------------------- | ----------------------------------------------- | ----------------------------------------------- | ----------------------------------------------- | ----------------------------------------------- | ----------------------------------------------- | ----------------------------------------------- | ----------------------------------------------- | ----------------------------------------------- | ----------------------------------------------- | ----------------------------------------------- | ----------------------------------------------- | ----------------------------------------------- | ----------------------------------------------- | ----------------------------------------------- | ----------------------------------------------- |
| 760                                             | 13                                              | 1907                                            | F.H.                                            | 7                                               | ABBü                                            | 13898–13904                                     | 1                                               | AB4ü Bad 07                                     | 21047–21052                                     | 4                                               | 13.200 2.500                                    | 19.610                                          | E                                               |                                                 | Sp Wsbr Hnbr                                    | G                                               | D                                               | 2                                               | 2 8                                             | 5 30                                            |                                                 |                                                 | 28                                              |                                                 | mit Dienstabteil                                |
| 76a                                             | 14                                              | 1908                                            | Rg.                                             | 10                                              | ABBü                                            | 13905–13914                                     |                                                 | AB6ü Bad 08                                     | 21053–21062                                     | 6                                               | 13.500 2.500                                    | 19.950                                          | E                                               |                                                 | Sp Wsbr Hnbr                                    | G                                               | D                                               | 2                                               | 2 8                                             | 5 30                                            |                                                 |                                                 | 28                                              |                                                 | mit Dienstabteil                                |
| 79bII                                           | 15                                              | 1904                                            | W.R.                                            | 10                                              | ABCCü                                           | 22 41–46 68–70                                  | 1                                               | ABC4ü Bad 04                                    | 23001–23009                                     | 4                                               | 12.100 2.500                                    | 18.030                                          | E                                               |                                                 | Sp Wsbr Hnbr                                    | G                                               | D                                               | 2                                               | 1 4                                             | 2 12                                            | 4 32                                            |                                                 | 12                                              | 24                                              |                                                 |
| 79c                                             | 16                                              | 1906                                            | W.R.                                            | 6                                               | ABCCü                                           | 71–73 99–101                                    |                                                 | ABC4ü Bad 06                                    | 23010–23015                                     | 4                                               | 13.000 2.500                                    | 19.310                                          | E                                               |                                                 | Sp Wsbr Hnbr                                    | G                                               | D                                               | 2                                               | 1 4                                             | 2 12                                            | 3 24                                            |                                                 | 12                                              | 18                                              | mit Dienstabteil                                |
| 79d                                             | 1                                               | 1911                                            | HAWA.                                           | 7                                               | ABCCü                                           | 102–107 130                                     |                                                 | ABC4ü Bad 11                                    | 23010–23015                                     | 4                                               | 12.000 2.500                                    | 18.200                                          | E                                               |                                                 | Sp Wsbr Hnbr                                    | G                                               | D                                               | 2                                               | 1 4                                             | 3 18                                            | 3 24                                            |                                                 | 16                                              | 18                                              |                                                 |
| 79d                                             | 1                                               | 1914                                            | F.H.                                            | 3                                               | ABCCü                                           | 146, 152, 169                                   |                                                 | ABC4ü Bad 11                                    | 23016–23022                                     | 4                                               | 12.000 2.500                                    | 18.200                                          | E                                               |                                                 | Sp Wsbr Hnbr                                    | G                                               | D                                               | 2                                               | 1 4                                             | 3 18                                            | 3 24                                            |                                                 | 16                                              | 18                                              |                                                 |
| 111b                                            | 20                                              | 1907 bis 1921                                   |                                                 | 85                                              | CCü                                             | 14000–14085                                     | 19                                              | C4ü Bad 07                                      | 26009–26072                                     | 4                                               | 11.900 2.500                                    | 19.300 19.410                                   | E                                               |                                                 | Sp Wsbr Hnbr                                    | G                                               | D                                               | 2                                               |                                                 |                                                 | 8 64                                            |                                                 |                                                 | 48                                              | mit Dienstabteil                                |

#### D-Zug Abteilwagen
| D-Zug Abteil-Wagen, Beschaffungszeitraum von 1906 bis 1921 | D-Zug Abteil-Wagen, Beschaffungszeitraum von 1906 bis 1921 | D-Zug Abteil-Wagen, Beschaffungszeitraum von 1906 bis 1921 | D-Zug Abteil-Wagen, Beschaffungszeitraum von 1906 bis 1921 | D-Zug Abteil-Wagen, Beschaffungszeitraum von 1906 bis 1921 | D-Zug Abteil-Wagen, Beschaffungszeitraum von 1906 bis 1921 | D-Zug Abteil-Wagen, Beschaffungszeitraum von 1906 bis 1921 | D-Zug Abteil-Wagen, Beschaffungszeitraum von 1906 bis 1921 | D-Zug Abteil-Wagen, Beschaffungszeitraum von 1906 bis 1921 | D-Zug Abteil-Wagen, Beschaffungszeitraum von 1906 bis 1921 | D-Zug Abteil-Wagen, Beschaffungszeitraum von 1906 bis 1921 | D-Zug Abteil-Wagen, Beschaffungszeitraum von 1906 bis 1921 | D-Zug Abteil-Wagen, Beschaffungszeitraum von 1906 bis 1921 | D-Zug Abteil-Wagen, Beschaffungszeitraum von 1906 bis 1921 | D-Zug Abteil-Wagen, Beschaffungszeitraum von 1906 bis 1921 | D-Zug Abteil-Wagen, Beschaffungszeitraum von 1906 bis 1921 | D-Zug Abteil-Wagen, Beschaffungszeitraum von 1906 bis 1921 | D-Zug Abteil-Wagen, Beschaffungszeitraum von 1906 bis 1921 | D-Zug Abteil-Wagen, Beschaffungszeitraum von 1906 bis 1921 | D-Zug Abteil-Wagen, Beschaffungszeitraum von 1906 bis 1921 | D-Zug Abteil-Wagen, Beschaffungszeitraum von 1906 bis 1921 | D-Zug Abteil-Wagen, Beschaffungszeitraum von 1906 bis 1921 | D-Zug Abteil-Wagen, Beschaffungszeitraum von 1906 bis 1921 | D-Zug Abteil-Wagen, Beschaffungszeitraum von 1906 bis 1921 | D-Zug Abteil-Wagen, Beschaffungszeitraum von 1906 bis 1921 | D-Zug Abteil-Wagen, Beschaffungszeitraum von 1906 bis 1921 |
| Grup- pe                                                   | Blatt                                                      | Bau- jahr                                                  | Her- steller                                               | Anz.                                                       | GBStsB                                                     | GBStsB                                                     | Rep. (1919)                                                | DRG (ab 1923)                                              | DRG (ab 1923)                                              | Anz. Achs.                                                 | Rad- stand (Drehg.)                                        | LüP                                                        | Unt. Gest.                                                 | LA.                                                        | Brem- sen                                                  | Bl.                                                        | Hz.                                                        | Art u.Anz. Abteile (Sitze je Klasse)                       | Art u.Anz. Abteile (Sitze je Klasse)                       | Art u.Anz. Abteile (Sitze je Klasse)                       | Art u.Anz. Abteile (Sitze je Klasse)                       | Art u.Anz. Abteile (Sitze je Klasse)                       | Art u.Anz. Abteile (Sitze je Klasse)                       | Art u.Anz. Abteile (Sitze je Klasse)                       | Bemerkung                                                  |
| Grup- pe                                                   | Blatt                                                      | Bau- jahr                                                  | Her- steller                                               | Anz.                                                       | Gattung                                                    | Wagen-Nr.                                                  | Rep. (1919)                                                | Gattung                                                    | Wagen-Nr.                                                  | Anz. Achs.                                                 | Rad- stand (Drehg.)                                        | LüP                                                        | (siehe jeweilige Legende)                                  | (siehe jeweilige Legende)                                  | (siehe jeweilige Legende)                                  | (siehe jeweilige Legende)                                  | (siehe jeweilige Legende)                                  | A                                                          | 1.                                                         | 2.                                                         | 3.                                                         | 4.                                                         | O.                                                         | M.                                                         |                                                            |
| Drehgestell-Abteilwagen                                    | Drehgestell-Abteilwagen                                    | Drehgestell-Abteilwagen                                    | Drehgestell-Abteilwagen                                    | Drehgestell-Abteilwagen                                    | Drehgestell-Abteilwagen                                    | Drehgestell-Abteilwagen                                    | Drehgestell-Abteilwagen                                    | Drehgestell-Abteilwagen                                    | Drehgestell-Abteilwagen                                    | Drehgestell-Abteilwagen                                    | Drehgestell-Abteilwagen                                    | Drehgestell-Abteilwagen                                    | Drehgestell-Abteilwagen                                    | Drehgestell-Abteilwagen                                    | Drehgestell-Abteilwagen                                    | Drehgestell-Abteilwagen                                    | Drehgestell-Abteilwagen                                    | Drehgestell-Abteilwagen                                    | Drehgestell-Abteilwagen                                    | Drehgestell-Abteilwagen                                    | Drehgestell-Abteilwagen                                    | Drehgestell-Abteilwagen                                    | Drehgestell-Abteilwagen                                    | Drehgestell-Abteilwagen                                    | Drehgestell-Abteilwagen                                    |
| ---------------------------------------------------------- | ---------------------------------------------------------- | ---------------------------------------------------------- | ---------------------------------------------------------- | ---------------------------------------------------------- | ---------------------------------------------------------- | ---------------------------------------------------------- | ---------------------------------------------------------- | ---------------------------------------------------------- | ---------------------------------------------------------- | ---------------------------------------------------------- | ---------------------------------------------------------- | ---------------------------------------------------------- | ---------------------------------------------------------- | ---------------------------------------------------------- | ---------------------------------------------------------- | ---------------------------------------------------------- | ---------------------------------------------------------- | ---------------------------------------------------------- | ---------------------------------------------------------- | ---------------------------------------------------------- | ---------------------------------------------------------- | ---------------------------------------------------------- | ---------------------------------------------------------- | ---------------------------------------------------------- | ---------------------------------------------------------- |
| 23                                                         | 76                                                         | 1896                                                       | Zyp                                                        | 5                                                          | ABB                                                        | 10757–10761                                                | 2                                                          | B4 Bad 93                                                  | 60004–60006                                                | 4                                                          | 10.500 2.500                                               | 16.300                                                     | E                                                          |                                                            | Sp Wsbr Hnbr                                               | G                                                          | D                                                          | 3                                                          | 2 (8)                                                      | 4 (28)                                                     |                                                            |                                                            | 26                                                         | (42)                                                       | mit Bremserhaus; ab 1923 zu B4 umgezeichnet                |

### Durchgangswagen

#### Beschaffungszeitraum 1866 bis 1891
| Zwei- und dreiachsige Durchgangswagen, Beschaffungszeitraum 1866 bis 1891 | Zwei- und dreiachsige Durchgangswagen, Beschaffungszeitraum 1866 bis 1891 | Zwei- und dreiachsige Durchgangswagen, Beschaffungszeitraum 1866 bis 1891 | Zwei- und dreiachsige Durchgangswagen, Beschaffungszeitraum 1866 bis 1891 | Zwei- und dreiachsige Durchgangswagen, Beschaffungszeitraum 1866 bis 1891 | Zwei- und dreiachsige Durchgangswagen, Beschaffungszeitraum 1866 bis 1891 | Zwei- und dreiachsige Durchgangswagen, Beschaffungszeitraum 1866 bis 1891 | Zwei- und dreiachsige Durchgangswagen, Beschaffungszeitraum 1866 bis 1891 | Zwei- und dreiachsige Durchgangswagen, Beschaffungszeitraum 1866 bis 1891 | Zwei- und dreiachsige Durchgangswagen, Beschaffungszeitraum 1866 bis 1891 | Zwei- und dreiachsige Durchgangswagen, Beschaffungszeitraum 1866 bis 1891 | Zwei- und dreiachsige Durchgangswagen, Beschaffungszeitraum 1866 bis 1891 | Zwei- und dreiachsige Durchgangswagen, Beschaffungszeitraum 1866 bis 1891 | Zwei- und dreiachsige Durchgangswagen, Beschaffungszeitraum 1866 bis 1891 | Zwei- und dreiachsige Durchgangswagen, Beschaffungszeitraum 1866 bis 1891 | Zwei- und dreiachsige Durchgangswagen, Beschaffungszeitraum 1866 bis 1891 | Zwei- und dreiachsige Durchgangswagen, Beschaffungszeitraum 1866 bis 1891 | Zwei- und dreiachsige Durchgangswagen, Beschaffungszeitraum 1866 bis 1891 | Zwei- und dreiachsige Durchgangswagen, Beschaffungszeitraum 1866 bis 1891 | Zwei- und dreiachsige Durchgangswagen, Beschaffungszeitraum 1866 bis 1891 | Zwei- und dreiachsige Durchgangswagen, Beschaffungszeitraum 1866 bis 1891 | Zwei- und dreiachsige Durchgangswagen, Beschaffungszeitraum 1866 bis 1891 | Zwei- und dreiachsige Durchgangswagen, Beschaffungszeitraum 1866 bis 1891 | Zwei- und dreiachsige Durchgangswagen, Beschaffungszeitraum 1866 bis 1891 | Zwei- und dreiachsige Durchgangswagen, Beschaffungszeitraum 1866 bis 1891 | Zwei- und dreiachsige Durchgangswagen, Beschaffungszeitraum 1866 bis 1891 |
| Grup- pe                                                                  | Blatt                                                                     | Bau- jahr                                                                 | Her- steller                                                              | Anz.                                                                      | GBStsB                                                                    | GBStsB                                                                    | Rep. (1919)                                                               | DRG (ab 1923)                                                             | DRG (ab 1923)                                                             | Anz. Achs.                                                                | Rad- stand (Drehg.)                                                       | LüP                                                                       | Unt. Gest.                                                                | LA.                                                                       | Brem- sen                                                                 | Bl.                                                                       | Hz.                                                                       | Art u.Anz. Abteile (Sitze je Klasse)                                      | Art u.Anz. Abteile (Sitze je Klasse)                                      | Art u.Anz. Abteile (Sitze je Klasse)                                      | Art u.Anz. Abteile (Sitze je Klasse)                                      | Art u.Anz. Abteile (Sitze je Klasse)                                      | Art u.Anz. Abteile (Sitze je Klasse)                                      | Art u.Anz. Abteile (Sitze je Klasse)                                      | Bemerkung                                                                 |
| Grup- pe                                                                  | Blatt                                                                     | Bau- jahr                                                                 | Her- steller                                                              | Anz.                                                                      | Gattung                                                                   | Wagen-Nr.                                                                 | Rep. (1919)                                                               | Gattung                                                                   | Wagen-Nr.                                                                 | Anz. Achs.                                                                | Rad- stand (Drehg.)                                                       | LüP                                                                       | (siehe jeweilige Legende)                                                 | (siehe jeweilige Legende)                                                 | (siehe jeweilige Legende)                                                 | (siehe jeweilige Legende)                                                 | (siehe jeweilige Legende)                                                 | A                                                                         | 1.                                                                        | 2.                                                                        | 3.                                                                        | 4.                                                                        | O.                                                                        | M.                                                                        |                                                                           |
| Zweiachsige Wagen mit offenen Endplattformen und schmalen Einzelfenstern  | Zweiachsige Wagen mit offenen Endplattformen und schmalen Einzelfenstern  | Zweiachsige Wagen mit offenen Endplattformen und schmalen Einzelfenstern  | Zweiachsige Wagen mit offenen Endplattformen und schmalen Einzelfenstern  | Zweiachsige Wagen mit offenen Endplattformen und schmalen Einzelfenstern  | Zweiachsige Wagen mit offenen Endplattformen und schmalen Einzelfenstern  | Zweiachsige Wagen mit offenen Endplattformen und schmalen Einzelfenstern  | Zweiachsige Wagen mit offenen Endplattformen und schmalen Einzelfenstern  | Zweiachsige Wagen mit offenen Endplattformen und schmalen Einzelfenstern  | Zweiachsige Wagen mit offenen Endplattformen und schmalen Einzelfenstern  | Zweiachsige Wagen mit offenen Endplattformen und schmalen Einzelfenstern  | Zweiachsige Wagen mit offenen Endplattformen und schmalen Einzelfenstern  | Zweiachsige Wagen mit offenen Endplattformen und schmalen Einzelfenstern  | Zweiachsige Wagen mit offenen Endplattformen und schmalen Einzelfenstern  | Zweiachsige Wagen mit offenen Endplattformen und schmalen Einzelfenstern  | Zweiachsige Wagen mit offenen Endplattformen und schmalen Einzelfenstern  | Zweiachsige Wagen mit offenen Endplattformen und schmalen Einzelfenstern  | Zweiachsige Wagen mit offenen Endplattformen und schmalen Einzelfenstern  | Zweiachsige Wagen mit offenen Endplattformen und schmalen Einzelfenstern  | Zweiachsige Wagen mit offenen Endplattformen und schmalen Einzelfenstern  | Zweiachsige Wagen mit offenen Endplattformen und schmalen Einzelfenstern  | Zweiachsige Wagen mit offenen Endplattformen und schmalen Einzelfenstern  | Zweiachsige Wagen mit offenen Endplattformen und schmalen Einzelfenstern  | Zweiachsige Wagen mit offenen Endplattformen und schmalen Einzelfenstern  | Zweiachsige Wagen mit offenen Endplattformen und schmalen Einzelfenstern  | Zweiachsige Wagen mit offenen Endplattformen und schmalen Einzelfenstern  |
| ------------------------------------------------------------------------- | ------------------------------------------------------------------------- | ------------------------------------------------------------------------- | ------------------------------------------------------------------------- | ------------------------------------------------------------------------- | ------------------------------------------------------------------------- | ------------------------------------------------------------------------- | ------------------------------------------------------------------------- | ------------------------------------------------------------------------- | ------------------------------------------------------------------------- | ------------------------------------------------------------------------- | ------------------------------------------------------------------------- | ------------------------------------------------------------------------- | ------------------------------------------------------------------------- | ------------------------------------------------------------------------- | ------------------------------------------------------------------------- | ------------------------------------------------------------------------- | ------------------------------------------------------------------------- | ------------------------------------------------------------------------- | ------------------------------------------------------------------------- | ------------------------------------------------------------------------- | ------------------------------------------------------------------------- | ------------------------------------------------------------------------- | ------------------------------------------------------------------------- | ------------------------------------------------------------------------- | ------------------------------------------------------------------------- |
| 63                                                                        | (29?)                                                                     | 1879                                                                      | Sch.M.                                                                    | 6                                                                         | ABi                                                                       | 6688–6693                                                                 |                                                                           | ABi Bad 79                                                                |                                                                           | 2                                                                         | 5.500                                                                     | 9.400                                                                     | E                                                                         | (A4)                                                                      | Sp (Wsbr)                                                                 | Öl (G)                                                                    | D                                                                         | 1                                                                         | 1 6                                                                       | 2 16                                                                      |                                                                           |                                                                           | ?                                                                         |                                                                           | mit dem Einbau von Lenkachsen vergrößerter Radstand                       |
| 64                                                                        | (30?)                                                                     | 1878                                                                      | Sch.M.                                                                    |                                                                           | ABi                                                                       | 542, 548                                                                  |                                                                           | ABi Bad 78                                                                |                                                                           | 2                                                                         | 4.500 6.000                                                               | 9.860                                                                     | E                                                                         | (A4)                                                                      | Sp (Wsbr)                                                                 | Öl (G)                                                                    | D                                                                         | 1                                                                         | 1 6                                                                       | 2 18                                                                      |                                                                           |                                                                           | ?                                                                         |                                                                           | mit dem Einbau von Lenkachsen vergrößerter Radstand                       |
| 67                                                                        | (33?)                                                                     | 1879                                                                      | Sch.M.                                                                    | 8                                                                         | ABi                                                                       | 6680–6687                                                                 |                                                                           | ABi Bad 79                                                                |                                                                           | 2                                                                         | 4.500? 6.400                                                              | 10.360                                                                    | E                                                                         | (A4)                                                                      | Sp (Wsbr)                                                                 | Öl (G)                                                                    | D                                                                         | 1                                                                         | 1 6                                                                       | 2½ 20                                                                     |                                                                           |                                                                           | ?                                                                         |                                                                           | mit dem Einbau von Lenkachsen vergrößerter Radstand                       |

| Drehgestell Durchgangswagen, Beschaffungszeitraum 1866 bis 1923  | Drehgestell Durchgangswagen, Beschaffungszeitraum 1866 bis 1923  | Drehgestell Durchgangswagen, Beschaffungszeitraum 1866 bis 1923  | Drehgestell Durchgangswagen, Beschaffungszeitraum 1866 bis 1923  | Drehgestell Durchgangswagen, Beschaffungszeitraum 1866 bis 1923  | Drehgestell Durchgangswagen, Beschaffungszeitraum 1866 bis 1923  | Drehgestell Durchgangswagen, Beschaffungszeitraum 1866 bis 1923  | Drehgestell Durchgangswagen, Beschaffungszeitraum 1866 bis 1923  | Drehgestell Durchgangswagen, Beschaffungszeitraum 1866 bis 1923  | Drehgestell Durchgangswagen, Beschaffungszeitraum 1866 bis 1923  | Drehgestell Durchgangswagen, Beschaffungszeitraum 1866 bis 1923  | Drehgestell Durchgangswagen, Beschaffungszeitraum 1866 bis 1923  | Drehgestell Durchgangswagen, Beschaffungszeitraum 1866 bis 1923  | Drehgestell Durchgangswagen, Beschaffungszeitraum 1866 bis 1923  | Drehgestell Durchgangswagen, Beschaffungszeitraum 1866 bis 1923  | Drehgestell Durchgangswagen, Beschaffungszeitraum 1866 bis 1923  | Drehgestell Durchgangswagen, Beschaffungszeitraum 1866 bis 1923  | Drehgestell Durchgangswagen, Beschaffungszeitraum 1866 bis 1923  | Drehgestell Durchgangswagen, Beschaffungszeitraum 1866 bis 1923  | Drehgestell Durchgangswagen, Beschaffungszeitraum 1866 bis 1923  | Drehgestell Durchgangswagen, Beschaffungszeitraum 1866 bis 1923  | Drehgestell Durchgangswagen, Beschaffungszeitraum 1866 bis 1923  | Drehgestell Durchgangswagen, Beschaffungszeitraum 1866 bis 1923  | Drehgestell Durchgangswagen, Beschaffungszeitraum 1866 bis 1923  | Drehgestell Durchgangswagen, Beschaffungszeitraum 1866 bis 1923  | Drehgestell Durchgangswagen, Beschaffungszeitraum 1866 bis 1923  |
| Grup- pe                                                         | Blatt                                                            | Bau- jahr                                                        | Her- steller                                                     | Anz.                                                             | GBStsB                                                           | GBStsB                                                           | Rep. (1919)                                                      | DRG (ab 1923)                                                    | DRG (ab 1923)                                                    | Anz. Achs.                                                       | Rad- stand (Drehg.)                                              | LüP                                                              | Unt. Gest.                                                       | LA.                                                              | Brem- sen                                                        | Bl.                                                              | Hz.                                                              | Art u.Anz. Abteile (Sitze je Klasse)                             | Art u.Anz. Abteile (Sitze je Klasse)                             | Art u.Anz. Abteile (Sitze je Klasse)                             | Art u.Anz. Abteile (Sitze je Klasse)                             | Art u.Anz. Abteile (Sitze je Klasse)                             | Art u.Anz. Abteile (Sitze je Klasse)                             | Art u.Anz. Abteile (Sitze je Klasse)                             | Bemerkung                                                        |
| Grup- pe                                                         | Blatt                                                            | Bau- jahr                                                        | Her- steller                                                     | Anz.                                                             | Gattung                                                          | Wagen-Nr.                                                        | Rep. (1919)                                                      | Gattung                                                          | Wagen-Nr.                                                        | Anz. Achs.                                                       | Rad- stand (Drehg.)                                              | LüP                                                              | (siehe jeweilige Legende)                                        | (siehe jeweilige Legende)                                        | (siehe jeweilige Legende)                                        | (siehe jeweilige Legende)                                        | (siehe jeweilige Legende)                                        | A                                                                | 1.                                                               | 2.                                                               | 3.                                                               | 4.                                                               | O.                                                               | M.                                                               |                                                                  |
| mit offenen Endplattformen ohne Übergänge; schmale Einzelfenster | mit offenen Endplattformen ohne Übergänge; schmale Einzelfenster | mit offenen Endplattformen ohne Übergänge; schmale Einzelfenster | mit offenen Endplattformen ohne Übergänge; schmale Einzelfenster | mit offenen Endplattformen ohne Übergänge; schmale Einzelfenster | mit offenen Endplattformen ohne Übergänge; schmale Einzelfenster | mit offenen Endplattformen ohne Übergänge; schmale Einzelfenster | mit offenen Endplattformen ohne Übergänge; schmale Einzelfenster | mit offenen Endplattformen ohne Übergänge; schmale Einzelfenster | mit offenen Endplattformen ohne Übergänge; schmale Einzelfenster | mit offenen Endplattformen ohne Übergänge; schmale Einzelfenster | mit offenen Endplattformen ohne Übergänge; schmale Einzelfenster | mit offenen Endplattformen ohne Übergänge; schmale Einzelfenster | mit offenen Endplattformen ohne Übergänge; schmale Einzelfenster | mit offenen Endplattformen ohne Übergänge; schmale Einzelfenster | mit offenen Endplattformen ohne Übergänge; schmale Einzelfenster | mit offenen Endplattformen ohne Übergänge; schmale Einzelfenster | mit offenen Endplattformen ohne Übergänge; schmale Einzelfenster | mit offenen Endplattformen ohne Übergänge; schmale Einzelfenster | mit offenen Endplattformen ohne Übergänge; schmale Einzelfenster | mit offenen Endplattformen ohne Übergänge; schmale Einzelfenster | mit offenen Endplattformen ohne Übergänge; schmale Einzelfenster | mit offenen Endplattformen ohne Übergänge; schmale Einzelfenster | mit offenen Endplattformen ohne Übergänge; schmale Einzelfenster | mit offenen Endplattformen ohne Übergänge; schmale Einzelfenster | mit offenen Endplattformen ohne Übergänge; schmale Einzelfenster |
| ---------------------------------------------------------------- | ---------------------------------------------------------------- | ---------------------------------------------------------------- | ---------------------------------------------------------------- | ---------------------------------------------------------------- | ---------------------------------------------------------------- | ---------------------------------------------------------------- | ---------------------------------------------------------------- | ---------------------------------------------------------------- | ---------------------------------------------------------------- | ---------------------------------------------------------------- | ---------------------------------------------------------------- | ---------------------------------------------------------------- | ---------------------------------------------------------------- | ---------------------------------------------------------------- | ---------------------------------------------------------------- | ---------------------------------------------------------------- | ---------------------------------------------------------------- | ---------------------------------------------------------------- | ---------------------------------------------------------------- | ---------------------------------------------------------------- | ---------------------------------------------------------------- | ---------------------------------------------------------------- | ---------------------------------------------------------------- | ---------------------------------------------------------------- | ---------------------------------------------------------------- |
| 93                                                               |                                                                  | 1866                                                             | Sch.M.                                                           | ABCC                                                             | 2                                                                | 2719, 2720                                                       |                                                                  | C4i Bad 66                                                       |                                                                  | 4                                                                | 7.950 1.500                                                      | 14.310                                                           | E,H                                                              |                                                                  | Sp                                                               | Öl (G)                                                           | D                                                                |                                                                  | ½ 2                                                              | 1 8                                                              | 6 48                                                             |                                                                  | 6                                                                | 48                                                               | 1913 Umbau zu CCi (Gr. 108a)                                     |

#### Beschaffungszeitraum 1892 bis 1923
| Zwei- und dreiachsige Durchgangswagen, Beschaffungszeitraum 1866 bis 1891 | Zwei- und dreiachsige Durchgangswagen, Beschaffungszeitraum 1866 bis 1891 | Zwei- und dreiachsige Durchgangswagen, Beschaffungszeitraum 1866 bis 1891 | Zwei- und dreiachsige Durchgangswagen, Beschaffungszeitraum 1866 bis 1891 | Zwei- und dreiachsige Durchgangswagen, Beschaffungszeitraum 1866 bis 1891 | Zwei- und dreiachsige Durchgangswagen, Beschaffungszeitraum 1866 bis 1891 | Zwei- und dreiachsige Durchgangswagen, Beschaffungszeitraum 1866 bis 1891 | Zwei- und dreiachsige Durchgangswagen, Beschaffungszeitraum 1866 bis 1891 | Zwei- und dreiachsige Durchgangswagen, Beschaffungszeitraum 1866 bis 1891 | Zwei- und dreiachsige Durchgangswagen, Beschaffungszeitraum 1866 bis 1891 | Zwei- und dreiachsige Durchgangswagen, Beschaffungszeitraum 1866 bis 1891 | Zwei- und dreiachsige Durchgangswagen, Beschaffungszeitraum 1866 bis 1891 | Zwei- und dreiachsige Durchgangswagen, Beschaffungszeitraum 1866 bis 1891 | Zwei- und dreiachsige Durchgangswagen, Beschaffungszeitraum 1866 bis 1891 | Zwei- und dreiachsige Durchgangswagen, Beschaffungszeitraum 1866 bis 1891 | Zwei- und dreiachsige Durchgangswagen, Beschaffungszeitraum 1866 bis 1891 | Zwei- und dreiachsige Durchgangswagen, Beschaffungszeitraum 1866 bis 1891 | Zwei- und dreiachsige Durchgangswagen, Beschaffungszeitraum 1866 bis 1891 | Zwei- und dreiachsige Durchgangswagen, Beschaffungszeitraum 1866 bis 1891 | Zwei- und dreiachsige Durchgangswagen, Beschaffungszeitraum 1866 bis 1891 | Zwei- und dreiachsige Durchgangswagen, Beschaffungszeitraum 1866 bis 1891 | Zwei- und dreiachsige Durchgangswagen, Beschaffungszeitraum 1866 bis 1891 | Zwei- und dreiachsige Durchgangswagen, Beschaffungszeitraum 1866 bis 1891 | Zwei- und dreiachsige Durchgangswagen, Beschaffungszeitraum 1866 bis 1891 | Zwei- und dreiachsige Durchgangswagen, Beschaffungszeitraum 1866 bis 1891 | Zwei- und dreiachsige Durchgangswagen, Beschaffungszeitraum 1866 bis 1891             |
| Grup- pe                                                                  | Blatt                                                                     | Bau- jahr                                                                 | Her- steller                                                              | Anz.                                                                      | GBStsB                                                                    | GBStsB                                                                    | Rep. (1919)                                                               | DRG (ab 1923)                                                             | DRG (ab 1923)                                                             | Anz. Achs.                                                                | Rad- stand (Drehg.)                                                       | LüP                                                                       | Unt. Gest.                                                                | LA.                                                                       | Brem- sen                                                                 | Bl.                                                                       | Hz.                                                                       | Art u.Anz. Abteile (Sitze je Klasse)                                      | Art u.Anz. Abteile (Sitze je Klasse)                                      | Art u.Anz. Abteile (Sitze je Klasse)                                      | Art u.Anz. Abteile (Sitze je Klasse)                                      | Art u.Anz. Abteile (Sitze je Klasse)                                      | Art u.Anz. Abteile (Sitze je Klasse)                                      | Art u.Anz. Abteile (Sitze je Klasse)                                      | Bemerkung                                                                             |
| Grup- pe                                                                  | Blatt                                                                     | Bau- jahr                                                                 | Her- steller                                                              | Anz.                                                                      | Gattung                                                                   | Wagen-Nr.                                                                 | Rep. (1919)                                                               | Gattung                                                                   | Wagen-Nr.                                                                 | Anz. Achs.                                                                | Rad- stand (Drehg.)                                                       | LüP                                                                       | (siehe jeweilige Legende)                                                 | (siehe jeweilige Legende)                                                 | (siehe jeweilige Legende)                                                 | (siehe jeweilige Legende)                                                 | (siehe jeweilige Legende)                                                 | A                                                                         | 1.                                                                        | 2.                                                                        | 3.                                                                        | 4.                                                                        | O.                                                                        | M.                                                                        |                                                                                       |
| Zweiachsige Wagen mit offenen Endplattformen und schmalen Einzelfenstern  | Zweiachsige Wagen mit offenen Endplattformen und schmalen Einzelfenstern  | Zweiachsige Wagen mit offenen Endplattformen und schmalen Einzelfenstern  | Zweiachsige Wagen mit offenen Endplattformen und schmalen Einzelfenstern  | Zweiachsige Wagen mit offenen Endplattformen und schmalen Einzelfenstern  | Zweiachsige Wagen mit offenen Endplattformen und schmalen Einzelfenstern  | Zweiachsige Wagen mit offenen Endplattformen und schmalen Einzelfenstern  | Zweiachsige Wagen mit offenen Endplattformen und schmalen Einzelfenstern  | Zweiachsige Wagen mit offenen Endplattformen und schmalen Einzelfenstern  | Zweiachsige Wagen mit offenen Endplattformen und schmalen Einzelfenstern  | Zweiachsige Wagen mit offenen Endplattformen und schmalen Einzelfenstern  | Zweiachsige Wagen mit offenen Endplattformen und schmalen Einzelfenstern  | Zweiachsige Wagen mit offenen Endplattformen und schmalen Einzelfenstern  | Zweiachsige Wagen mit offenen Endplattformen und schmalen Einzelfenstern  | Zweiachsige Wagen mit offenen Endplattformen und schmalen Einzelfenstern  | Zweiachsige Wagen mit offenen Endplattformen und schmalen Einzelfenstern  | Zweiachsige Wagen mit offenen Endplattformen und schmalen Einzelfenstern  | Zweiachsige Wagen mit offenen Endplattformen und schmalen Einzelfenstern  | Zweiachsige Wagen mit offenen Endplattformen und schmalen Einzelfenstern  | Zweiachsige Wagen mit offenen Endplattformen und schmalen Einzelfenstern  | Zweiachsige Wagen mit offenen Endplattformen und schmalen Einzelfenstern  | Zweiachsige Wagen mit offenen Endplattformen und schmalen Einzelfenstern  | Zweiachsige Wagen mit offenen Endplattformen und schmalen Einzelfenstern  | Zweiachsige Wagen mit offenen Endplattformen und schmalen Einzelfenstern  | Zweiachsige Wagen mit offenen Endplattformen und schmalen Einzelfenstern  | Zweiachsige Wagen mit offenen Endplattformen und schmalen Einzelfenstern              |
| ------------------------------------------------------------------------- | ------------------------------------------------------------------------- | ------------------------------------------------------------------------- | ------------------------------------------------------------------------- | ------------------------------------------------------------------------- | ------------------------------------------------------------------------- | ------------------------------------------------------------------------- | ------------------------------------------------------------------------- | ------------------------------------------------------------------------- | ------------------------------------------------------------------------- | ------------------------------------------------------------------------- | ------------------------------------------------------------------------- | ------------------------------------------------------------------------- | ------------------------------------------------------------------------- | ------------------------------------------------------------------------- | ------------------------------------------------------------------------- | ------------------------------------------------------------------------- | ------------------------------------------------------------------------- | ------------------------------------------------------------------------- | ------------------------------------------------------------------------- | ------------------------------------------------------------------------- | ------------------------------------------------------------------------- | ------------------------------------------------------------------------- | ------------------------------------------------------------------------- | ------------------------------------------------------------------------- | ------------------------------------------------------------------------------------- |
| 68                                                                        |                                                                           | 1892                                                                      | Sch.M.                                                                    | 1                                                                         | ABi                                                                       | 1365                                                                      |                                                                           | Cid Bad 92                                                                |                                                                           | 2                                                                         | 6.500                                                                     | 11.160                                                                    | E                                                                         | A4                                                                        | Sp (Wsbr)                                                                 | Öl (G)                                                                    | D                                                                         | 1                                                                         | ?                                                                         | ?                                                                         |                                                                           |                                                                           |                                                                           |                                                                           | Seitengang in der 1. Klasse; 1912 Umbau in Ci (Gr. 93k)                               |
| 71                                                                        | 35                                                                        | 1893                                                                      | D.E.                                                                      | 6                                                                         | ABi                                                                       | 10742–10747                                                               |                                                                           | Bi Bad 93                                                                 | 36034–36038                                                               | 2                                                                         | 7.000 (5.000)                                                             | 11.160                                                                    | E                                                                         | (A4)                                                                      | Sp (Wsbr)                                                                 | G                                                                         | D                                                                         | 1                                                                         | 1 6                                                                       | 3 24                                                                      |                                                                           |                                                                           | ?                                                                         |                                                                           | mit dem Einbau von Lenkaschen auch eine Vergrößerung des Radstandes                   |
| 72                                                                        | 36                                                                        | 1898                                                                      | Sch.M.                                                                    | 10                                                                        | ABi                                                                       | 12305–12314                                                               | 3                                                                         | Bi Bad 98                                                                 | 36040–36043                                                               | 2                                                                         | 7.400                                                                     | 11.610                                                                    | E                                                                         | A4                                                                        | Sp Wsbr                                                                   | G                                                                         | D                                                                         | 1                                                                         | 1 6                                                                       | 3 24                                                                      |                                                                           |                                                                           | ?                                                                         |                                                                           | Anfang 1920er Jahre zu reinen Bi umgebaut                                             |
| 91                                                                        | 42                                                                        | 1895                                                                      | Sch.M.                                                                    | 3                                                                         | ABCi                                                                      | 1397–1399                                                                 | 1                                                                         | BCi Bad 95                                                                | 37010–37011                                                               | 2                                                                         | 7.400                                                                     | 12.030                                                                    | E                                                                         | A4                                                                        | Sp Wsbr                                                                   | G                                                                         | D                                                                         |                                                                           | ½ 3                                                                       | 2 15                                                                      | 3 24                                                                      |                                                                           | ?                                                                         | ?                                                                         | Anfang 1920er Jahre zu BCi umgebaut                                                   |
| Zweiachsige Wagen mit offenen Endplattformen und breiten Fenstern         |                                                                           |                                                                           |                                                                           |                                                                           |                                                                           |                                                                           |                                                                           |                                                                           |                                                                           |                                                                           |                                                                           |                                                                           |                                                                           |                                                                           |                                                                           |                                                                           |                                                                           |                                                                           |                                                                           |                                                                           |                                                                           |                                                                           |                                                                           |                                                                           |                                                                                       |
| 85b                                                                       | 38                                                                        | 1912                                                                      | W.R.                                                                      | 12                                                                        | Bi                                                                        | 1200–1211                                                                 | 2                                                                         | Bi Bad 12                                                                 | 36057–36066                                                               | 2                                                                         | 8.500                                                                     | 13.930                                                                    | E                                                                         | A4                                                                        | Sp Wsbr Hnbr                                                              | G                                                                         | D                                                                         | 1                                                                         |                                                                           | 5 40                                                                      |                                                                           |                                                                           | 20                                                                        |                                                                           | in den 1920er Jahren teilweise mit elektr. Heizung ausgestattet                       |
| 85b                                                                       | 38                                                                        | 1913                                                                      | W.R.                                                                      | 10                                                                        | Bi                                                                        | 1212–1221                                                                 | 3                                                                         | Bi Bad 12                                                                 | 36067–36073                                                               | 2                                                                         | 8.500                                                                     | 13.930                                                                    | E                                                                         | A4                                                                        | Sp Wsbr Hnbr                                                              | G                                                                         | D                                                                         | 1                                                                         |                                                                           | 5 40                                                                      |                                                                           |                                                                           | 20                                                                        |                                                                           | in den 1920er Jahren teilweise mit elektr. Heizung ausgestattet                       |
| 85b                                                                       | 38                                                                        | 1914                                                                      | W.R.                                                                      | 5                                                                         | Bi                                                                        | 1222–1226                                                                 |                                                                           | Bi Bad 12                                                                 | 36074–36078                                                               | 2                                                                         | 8.500                                                                     | 13.930                                                                    | E                                                                         | A4                                                                        | Sp Wsbr Hnbr                                                              | G                                                                         | D                                                                         | 1                                                                         |                                                                           | 5 40                                                                      |                                                                           |                                                                           | 20                                                                        |                                                                           | in den 1920er Jahren teilweise mit elektr. Heizung ausgestattet                       |
| 85b                                                                       | 38                                                                        | 1914                                                                      | W.R.                                                                      | 4                                                                         | Bi                                                                        | 1227–1230                                                                 |                                                                           | Bi Bad 12                                                                 | 36079–36082                                                               | 2                                                                         | 8.500                                                                     | 13.930                                                                    | E                                                                         | A4                                                                        | Sp Wsbr Hnbr                                                              | G                                                                         | D                                                                         | 1                                                                         |                                                                           | 5 40                                                                      |                                                                           |                                                                           | 20                                                                        |                                                                           | in den 1920er Jahren teilweise mit elektr. Heizung ausgestattet                       |
| 85b                                                                       | 38                                                                        | 1915                                                                      | F.H.                                                                      | 6                                                                         | Bi                                                                        | 1231–1236                                                                 | 1                                                                         | Bi Bad 12                                                                 | 36083–36087                                                               | 2                                                                         | 8.500                                                                     | 13.930                                                                    | E                                                                         | A4                                                                        | Sp Wsbr Hnbr                                                              | G                                                                         | D                                                                         | 1                                                                         |                                                                           | 5 40                                                                      |                                                                           |                                                                           | 20                                                                        |                                                                           | in den 1920er Jahren teilweise mit elektr. Heizung ausgestattet                       |
| 92a                                                                       | 43                                                                        | 1911                                                                      | W.R.                                                                      | 10                                                                        | BCi                                                                       | 1400–1409                                                                 |                                                                           | BCi Bad 11                                                                | 37012–37021                                                               | 2                                                                         | 8.000                                                                     | 12.840                                                                    | E                                                                         | A4                                                                        | Sp Wsbr                                                                   | G                                                                         | D                                                                         | 1                                                                         |                                                                           | 2 16                                                                      | 3 24                                                                      |                                                                           | 16                                                                        | 24                                                                        | später teilweise mit elektr. Heizung ausgestattet                                     |
| 92a                                                                       | 43                                                                        | 1912                                                                      | W.R.                                                                      | 5                                                                         | BCi                                                                       | 1410–1414                                                                 |                                                                           | BCi Bad 11                                                                | 37022–37026                                                               | 2                                                                         | 8.000                                                                     | 12.840                                                                    | E                                                                         | A4                                                                        | Sp Wsbr                                                                   | G                                                                         | D                                                                         | 1                                                                         |                                                                           | 2 16                                                                      | 3 24                                                                      |                                                                           | 16                                                                        | 24                                                                        | später teilweise mit elektr. Heizung ausgestattet                                     |
| 92a                                                                       | 43                                                                        | 1912                                                                      | F.H.                                                                      | 5                                                                         | BCi                                                                       | 1415–1419                                                                 |                                                                           | BCi Bad 11                                                                | 37027–37031                                                               | 2                                                                         | 8.000                                                                     | 12.840                                                                    | E                                                                         | A4                                                                        | Sp Wsbr                                                                   | G                                                                         | D                                                                         | 1                                                                         |                                                                           | 2 16                                                                      | 3 24                                                                      |                                                                           | 16                                                                        | 24                                                                        | später teilweise mit elektr. Heizung ausgestattet                                     |
| 92a                                                                       | 43                                                                        | 1915                                                                      | HAWA.                                                                     | 5                                                                         | BCi                                                                       | 1420–1424                                                                 | 1                                                                         | BCi Bad 11                                                                | 37032–37035                                                               | 2                                                                         | 8.000                                                                     | 12.840                                                                    | E                                                                         | A4                                                                        | Sp Wsbr                                                                   | G                                                                         | D                                                                         | 1                                                                         |                                                                           | 2 16                                                                      | 3 24                                                                      |                                                                           | 16                                                                        | 24                                                                        | später teilweise mit elektr. Heizung ausgestattet                                     |
| 94                                                                        | 73                                                                        | 1910                                                                      | HAWA.                                                                     | 10                                                                        | Ci                                                                        | 13625–13634                                                               |                                                                           | Cid Bad 10                                                                | 50280–50389                                                               | 2                                                                         | 8.000                                                                     | 12.940                                                                    | E                                                                         | A4                                                                        | Sp Wsbr Hnbr                                                              | G                                                                         | D                                                                         | 1                                                                         |                                                                           |                                                                           | 7¼ 70                                                                     |                                                                           |                                                                           | 60                                                                        | nach WWII teilweise Umbau zu Cid Bad 10/51 bzw. Cid Bad 10/52                         |
| 94                                                                        | 73                                                                        | 1910                                                                      | F.H.                                                                      | 8                                                                         | Ci                                                                        | 13635–13642                                                               |                                                                           | Cid Bad 10                                                                | 50290–50397                                                               | 2                                                                         | 8.000                                                                     | 12.940                                                                    | E                                                                         | A4                                                                        | Sp Wsbr Hnbr                                                              | G                                                                         | D                                                                         | 1                                                                         |                                                                           |                                                                           | 7¼ 70                                                                     |                                                                           |                                                                           | 60                                                                        | nach WWII teilweise Umbau zu Cid Bad 10/51 bzw. Cid Bad 10/52                         |
| 94                                                                        | 73                                                                        | 1910                                                                      | F.H.                                                                      | 18                                                                        | Ci                                                                        | 13643–13660                                                               | 1                                                                         | Cid Bad 10                                                                | 50398–50414                                                               | 2                                                                         | 8.000                                                                     | 12.940                                                                    | E                                                                         | A4                                                                        | Sp Wsbr Hnbr                                                              | G                                                                         | D                                                                         | 1                                                                         |                                                                           |                                                                           | 7¼ 70                                                                     |                                                                           |                                                                           | 60                                                                        | nach WWII teilweise Umbau zu Cid Bad 10/51 bzw. Cid Bad 10/52                         |
| 94                                                                        | 73                                                                        | 1910                                                                      | W.R.                                                                      | 24                                                                        | Ci                                                                        | 13661–13684                                                               | 1                                                                         | Cid Bad 10                                                                | 50415–50437                                                               | 2                                                                         | 8.000                                                                     | 12.940                                                                    | E                                                                         | A4                                                                        | Sp Wsbr Hnbr                                                              | G                                                                         | D                                                                         | 1                                                                         |                                                                           |                                                                           | 7¼ 70                                                                     |                                                                           |                                                                           | 60                                                                        | nach WWII teilweise Umbau zu Cid Bad 10/51 bzw. Cid Bad 10/52                         |
| 94a                                                                       | 74                                                                        | 1911                                                                      | W.R.                                                                      | 12                                                                        | Ci od. Di                                                                 | 13600–13611                                                               |                                                                           | Cid Bad 11                                                                | 50553–50563                                                               | 2                                                                         | 8.000 od. 8.500                                                           | 13.680                                                                    | E                                                                         | A4                                                                        | Sp Wsbr Hnbr                                                              | G                                                                         | D                                                                         | 1                                                                         |                                                                           |                                                                           | 7¼ 70                                                                     |                                                                           |                                                                           | 60                                                                        | 1918 mit Einführung der IV. Klasse zu Di umgezeichnet; ab 1930 wieder zu Cid Bd 11/30 |
| 94a                                                                       | 74                                                                        | 1911                                                                      | F.H.                                                                      | 13                                                                        | Ci od. Di                                                                 | 13612–13624                                                               |                                                                           | Cid Bad 11                                                                | 50565–50577                                                               | 2                                                                         | 8.000 od. 8.500                                                           | 13.680                                                                    | E                                                                         | A4                                                                        | Sp Wsbr Hnbr                                                              | G                                                                         | D                                                                         | 1                                                                         |                                                                           |                                                                           | 7¼ 70                                                                     |                                                                           |                                                                           | 60                                                                        | 1918 mit Einführung der IV. Klasse zu Di umgezeichnet; ab 1930 wieder zu Cid Bd 11/30 |
| 94a                                                                       | 74                                                                        | 1912                                                                      | W.R.                                                                      | 6                                                                         | Ci od. Di                                                                 | 13576–13581                                                               |                                                                           | Cid Bad 11                                                                | 50529–50534                                                               | 2                                                                         | 8.000 od. 8.500                                                           | 13.680                                                                    | E                                                                         | A4                                                                        | Sp Wsbr Hnbr                                                              | G                                                                         | D                                                                         | 1                                                                         |                                                                           |                                                                           | 7¼ 70                                                                     |                                                                           |                                                                           | 60                                                                        | 1918 mit Einführung der IV. Klasse zu Di umgezeichnet; ab 1930 wieder zu Cid Bd 11/30 |
| 94a                                                                       | 74                                                                        | 1912                                                                      | W.R.                                                                      | 6                                                                         | Ci od. Di                                                                 | 13582–13587                                                               |                                                                           | Cid Bad 11                                                                | 50535–50540                                                               | 2                                                                         | 8.000 od. 8.500                                                           | 13.680                                                                    | E                                                                         | A4                                                                        | Sp Wsbr Hnbr                                                              | G                                                                         | D                                                                         | 1                                                                         |                                                                           |                                                                           | 7¼ 70                                                                     |                                                                           |                                                                           | 60                                                                        | 1918 mit Einführung der IV. Klasse zu Di umgezeichnet; ab 1930 wieder zu Cid Bd 11/30 |
| 94a                                                                       | 74                                                                        | 1913                                                                      | W.R.                                                                      | 25                                                                        | Ci od. Di                                                                 | 13541–13565                                                               |                                                                           | Cid Bad 11                                                                | 50494–50518                                                               | 2                                                                         | 8.000 od. 8.500                                                           | 13.680                                                                    | E                                                                         | A4                                                                        | Sp Wsbr Hnbr                                                              | G                                                                         | D                                                                         | 1                                                                         |                                                                           |                                                                           | 7¼ 70                                                                     |                                                                           |                                                                           | 60                                                                        | 1918 mit Einführung der IV. Klasse zu Di umgezeichnet; ab 1930 wieder zu Cid Bd 11/30 |
| 94a                                                                       | 74                                                                        | 1913                                                                      | HAWA.                                                                     | 10                                                                        | Ci od. Di                                                                 | 13566–13575                                                               |                                                                           | Cid Bad 11                                                                | 50519–50528                                                               | 2                                                                         | 8.000 od. 8.500                                                           | 13.680                                                                    | E                                                                         | A4                                                                        | Sp Wsbr Hnbr                                                              | G                                                                         | D                                                                         | 1                                                                         |                                                                           |                                                                           | 7¼ 70                                                                     |                                                                           |                                                                           | 60                                                                        | 1918 mit Einführung der IV. Klasse zu Di umgezeichnet; ab 1930 wieder zu Cid Bd 11/30 |
| 94a                                                                       | 74                                                                        | 1912                                                                      | F.H.                                                                      | 12                                                                        | Ci od. Di                                                                 | 13588–13599                                                               |                                                                           | Cid Bad 11                                                                | 50541–50552                                                               | 2                                                                         | 8.000 od. 8.500                                                           | 13.680                                                                    | E                                                                         | A4                                                                        | Sp Wsbr Hnbr                                                              | G                                                                         | D                                                                         | 1                                                                         |                                                                           |                                                                           | 7¼ 70                                                                     |                                                                           |                                                                           | 60                                                                        | 1918 mit Einführung der IV. Klasse zu Di umgezeichnet; ab 1930 wieder zu Cid Bd 11/30 |
| 94a                                                                       | 74                                                                        | 1914                                                                      | F.H.                                                                      | 25                                                                        | Ci od. Di                                                                 | 13479–13508                                                               |                                                                           | Cid Bad 11                                                                | 50438–50462                                                               | 2                                                                         | 8.000 od. 8.500                                                           | 13.680                                                                    | E                                                                         | A4                                                                        | Sp Wsbr Hnbr                                                              | G                                                                         | D                                                                         | 1                                                                         |                                                                           |                                                                           | 7¼ 70                                                                     |                                                                           |                                                                           | 60                                                                        | 1918 mit Einführung der IV. Klasse zu Di umgezeichnet; ab 1930 wieder zu Cid Bd 11/30 |
| 94a                                                                       | 74                                                                        | 1914                                                                      | W.R.                                                                      | 32                                                                        | Ci od. Di                                                                 | 13509–13540                                                               | 1                                                                         | Cid Bad 11                                                                | 50463–50493                                                               | 2                                                                         | 8.000 od. 8.500                                                           | 13.680                                                                    | E                                                                         | A4                                                                        | Sp Wsbr Hnbr                                                              | G                                                                         | D                                                                         | 1                                                                         |                                                                           |                                                                           | 7¼ 70                                                                     |                                                                           |                                                                           | 60                                                                        | 1918 mit Einführung der IV. Klasse zu Di umgezeichnet; ab 1930 wieder zu Cid Bd 11/30 |
| 94a                                                                       | 74                                                                        | 1915                                                                      | W.R.                                                                      | 25                                                                        | Ci od. Di                                                                 | 13090–13114                                                               |                                                                           | Cid Bad 11                                                                | 50588–50612                                                               | 2                                                                         | 8.000 od. 8.500                                                           | 13.680                                                                    | E                                                                         | A4                                                                        | Sp Wsbr Hnbr                                                              | G                                                                         | D                                                                         | 1                                                                         |                                                                           |                                                                           | 7¼ 70                                                                     |                                                                           |                                                                           | 60                                                                        | 1918 mit Einführung der IV. Klasse zu Di umgezeichnet; ab 1930 wieder zu Cid Bd 11/30 |
| 94a                                                                       | 74                                                                        | 1915                                                                      | HAWA.                                                                     | 10                                                                        | Ci od. Di                                                                 | 13080–13089                                                               |                                                                           | Cid Bad 11                                                                | 50578–50587                                                               | 2                                                                         | 8.000 od. 8.500                                                           | 13.680                                                                    | E                                                                         | A4                                                                        | Sp Wsbr Hnbr                                                              | G                                                                         | D                                                                         | 1                                                                         |                                                                           |                                                                           | 7¼ 70                                                                     |                                                                           |                                                                           | 60                                                                        | 1918 mit Einführung der IV. Klasse zu Di umgezeichnet; ab 1930 wieder zu Cid Bd 11/30 |
| 94a                                                                       | 74                                                                        | 1915                                                                      | W.R.                                                                      | 9                                                                         | Ci od. Di                                                                 | 13115–13123                                                               |                                                                           | Cid Bad 11                                                                | 50613–50621                                                               | 2                                                                         | 8.000 od. 8.500                                                           | 13.680                                                                    | E                                                                         | A4                                                                        | Sp Wsbr Hnbr                                                              | G                                                                         | D                                                                         | 1                                                                         |                                                                           |                                                                           | 7¼ 70                                                                     |                                                                           |                                                                           | 60                                                                        | 1918 mit Einführung der IV. Klasse zu Di umgezeichnet; ab 1930 wieder zu Cid Bd 11/30 |
| 94a                                                                       | 74                                                                        | 1915                                                                      | W.R.                                                                      | 16                                                                        | Ci od. Di                                                                 | 13124–13139                                                               |                                                                           | Cid Bad 11                                                                | 50622–50637                                                               | 2                                                                         | 8.000 od. 8.500                                                           | 13.680                                                                    | E                                                                         | A4                                                                        | Sp Wsbr Hnbr                                                              | G                                                                         | D                                                                         | 1                                                                         |                                                                           |                                                                           | 7¼ 70                                                                     |                                                                           |                                                                           | 60                                                                        | 1918 mit Einführung der IV. Klasse zu Di umgezeichnet; ab 1930 wieder zu Cid Bd 11/30 |
| 94a                                                                       | 74                                                                        | 1915                                                                      | F.H.                                                                      | 15                                                                        | Ci od. Di                                                                 | 13140–13154                                                               |                                                                           | Cid Bad 11                                                                | 50638–50652                                                               | 2                                                                         | 8.000 od. 8.500                                                           | 13.680                                                                    | E                                                                         | A4                                                                        | Sp Wsbr Hnbr                                                              | G                                                                         | D                                                                         | 1                                                                         |                                                                           |                                                                           | 7¼ 70                                                                     |                                                                           |                                                                           | 60                                                                        | 1918 mit Einführung der IV. Klasse zu Di umgezeichnet; ab 1930 wieder zu Cid Bd 11/30 |
| 94a                                                                       | 74                                                                        | 1916                                                                      | F.H.                                                                      | 36                                                                        | Ci od. Di                                                                 | 13155–13190                                                               |                                                                           | Cid Bad 11                                                                | 50653–50688                                                               | 2                                                                         | 8.000 od. 8.500                                                           | 13.680                                                                    | E                                                                         | A4                                                                        | Sp Wsbr Hnbr                                                              | G                                                                         | D                                                                         | 1                                                                         |                                                                           |                                                                           | 7¼ 70                                                                     |                                                                           |                                                                           | 60                                                                        | 1918 mit Einführung der IV. Klasse zu Di umgezeichnet; ab 1930 wieder zu Cid Bd 11/30 |
| 94a                                                                       | 74                                                                        | 1919                                                                      | W.R.                                                                      | 10                                                                        | Ci od. Di                                                                 | 13211–13221                                                               |                                                                           | Cid Bad 11                                                                | 50709–50719                                                               | 2                                                                         | 8.000 od. 8.500                                                           | 13.680                                                                    | E                                                                         | A4                                                                        | Sp Wsbr Hnbr                                                              | G                                                                         | D                                                                         | 1                                                                         |                                                                           |                                                                           | 7¼ 70                                                                     |                                                                           |                                                                           | 60                                                                        | 1918 mit Einführung der IV. Klasse zu Di umgezeichnet; ab 1930 wieder zu Cid Bd 11/30 |
| 94a                                                                       | 74                                                                        | 1919                                                                      | W.R.                                                                      | 9                                                                         | Ci od. Di                                                                 | 13222–13230                                                               |                                                                           | Cid Bad 11                                                                | 50720–50728                                                               | 2                                                                         | 8.000 od. 8.500                                                           | 13.680                                                                    | E                                                                         | A4                                                                        | Sp Wsbr Hnbr                                                              | G                                                                         | D                                                                         | 1                                                                         |                                                                           |                                                                           | 7¼ 70                                                                     |                                                                           |                                                                           | 60                                                                        | 1918 mit Einführung der IV. Klasse zu Di umgezeichnet; ab 1930 wieder zu Cid Bd 11/30 |
| 94a                                                                       | 74                                                                        | 1919                                                                      | F.H.                                                                      | 40                                                                        | Ci od. Di                                                                 | 13191–13219 13231–13250                                                   |                                                                           | Cid Bad 11                                                                | 50689–50708 50729–50748                                                   | 2                                                                         | 8.000 od. 8.500                                                           | 13.680                                                                    | E                                                                         | A4                                                                        | Sp Wsbr Hnbr                                                              | G                                                                         | D                                                                         | 1                                                                         |                                                                           |                                                                           | 7¼ 70                                                                     |                                                                           |                                                                           | 60                                                                        | 1918 mit Einführung der IV. Klasse zu Di umgezeichnet; ab 1930 wieder zu Cid Bd 11/30 |
| 94a                                                                       | 74                                                                        | 1920                                                                      | W.R.                                                                      | 20                                                                        | Ci od. Di                                                                 | 13251–13270                                                               |                                                                           | Cid Bad 11                                                                | 50749–50768                                                               | 2                                                                         | 8.000 od. 8.500                                                           | 13.680                                                                    | E                                                                         | A4                                                                        | Sp Wsbr Hnbr                                                              | G                                                                         | D                                                                         | 1                                                                         |                                                                           |                                                                           | 7¼ 70                                                                     |                                                                           |                                                                           | 60                                                                        | 1918 mit Einführung der IV. Klasse zu Di umgezeichnet; ab 1930 wieder zu Cid Bd 11/30 |
| 94a                                                                       | 74                                                                        | 1921                                                                      | W.R.                                                                      | 7                                                                         | Ci od. Di                                                                 | 13271–13277                                                               |                                                                           | Cid Bad 11                                                                | 50769–50775                                                               | 2                                                                         | 8.000 od. 8.500                                                           | 13.680                                                                    | E                                                                         | A4                                                                        | Sp Wsbr Hnbr                                                              | G                                                                         | D                                                                         | 1                                                                         |                                                                           |                                                                           | 7¼ 70                                                                     |                                                                           |                                                                           | 60                                                                        | 1918 mit Einführung der IV. Klasse zu Di umgezeichnet; ab 1930 wieder zu Cid Bd 11/30 |
| 94a                                                                       | 74                                                                        | 1922                                                                      | W.R.                                                                      | 8                                                                         | Ci od. Di                                                                 | 13278–13285                                                               |                                                                           | Cid Bad 11                                                                | 50776–50783                                                               | 2                                                                         | 8.000 od. 8.500                                                           | 13.680                                                                    | E                                                                         | A4                                                                        | Sp Wsbr Hnbr                                                              | G                                                                         | D                                                                         | 1                                                                         |                                                                           |                                                                           | 7¼ 70                                                                     |                                                                           |                                                                           | 60                                                                        | 1918 mit Einführung der IV. Klasse zu Di umgezeichnet; ab 1930 wieder zu Cid Bd 11/30 |

| Drehgestell Durchgangswagen, Beschaffungszeitraum 1892 bis 1923 | Drehgestell Durchgangswagen, Beschaffungszeitraum 1892 bis 1923 | Drehgestell Durchgangswagen, Beschaffungszeitraum 1892 bis 1923 | Drehgestell Durchgangswagen, Beschaffungszeitraum 1892 bis 1923 | Drehgestell Durchgangswagen, Beschaffungszeitraum 1892 bis 1923 | Drehgestell Durchgangswagen, Beschaffungszeitraum 1892 bis 1923 | Drehgestell Durchgangswagen, Beschaffungszeitraum 1892 bis 1923 | Drehgestell Durchgangswagen, Beschaffungszeitraum 1892 bis 1923 | Drehgestell Durchgangswagen, Beschaffungszeitraum 1892 bis 1923 | Drehgestell Durchgangswagen, Beschaffungszeitraum 1892 bis 1923 | Drehgestell Durchgangswagen, Beschaffungszeitraum 1892 bis 1923 | Drehgestell Durchgangswagen, Beschaffungszeitraum 1892 bis 1923 | Drehgestell Durchgangswagen, Beschaffungszeitraum 1892 bis 1923 | Drehgestell Durchgangswagen, Beschaffungszeitraum 1892 bis 1923 | Drehgestell Durchgangswagen, Beschaffungszeitraum 1892 bis 1923 | Drehgestell Durchgangswagen, Beschaffungszeitraum 1892 bis 1923 | Drehgestell Durchgangswagen, Beschaffungszeitraum 1892 bis 1923 | Drehgestell Durchgangswagen, Beschaffungszeitraum 1892 bis 1923 | Drehgestell Durchgangswagen, Beschaffungszeitraum 1892 bis 1923 | Drehgestell Durchgangswagen, Beschaffungszeitraum 1892 bis 1923 | Drehgestell Durchgangswagen, Beschaffungszeitraum 1892 bis 1923 | Drehgestell Durchgangswagen, Beschaffungszeitraum 1892 bis 1923 | Drehgestell Durchgangswagen, Beschaffungszeitraum 1892 bis 1923 | Drehgestell Durchgangswagen, Beschaffungszeitraum 1892 bis 1923 | Drehgestell Durchgangswagen, Beschaffungszeitraum 1892 bis 1923 | Drehgestell Durchgangswagen, Beschaffungszeitraum 1892 bis 1923                                     |
| Grup- pe                                                        | Blatt                                                           | Bau- jahr                                                       | Her- steller                                                    | Anz.                                                            | GBStsB                                                          | GBStsB                                                          | Rep. (1919)                                                     | DRG (ab 1923)                                                   | DRG (ab 1923)                                                   | Anz. Achs.                                                      | Rad- stand (Drehg.)                                             | LüP                                                             | Unt. Gest.                                                      | LA.                                                             | Brem- sen                                                       | Bl.                                                             | Hz.                                                             | Art u.Anz. Abteile (Sitze je Klasse)                            | Art u.Anz. Abteile (Sitze je Klasse)                            | Art u.Anz. Abteile (Sitze je Klasse)                            | Art u.Anz. Abteile (Sitze je Klasse)                            | Art u.Anz. Abteile (Sitze je Klasse)                            | Art u.Anz. Abteile (Sitze je Klasse)                            | Art u.Anz. Abteile (Sitze je Klasse)                            | Bemerkung                                                                                           |
| Grup- pe                                                        | Blatt                                                           | Bau- jahr                                                       | Her- steller                                                    | Anz.                                                            | Gattung                                                         | Wagen-Nr.                                                       | Rep. (1919)                                                     | Gattung                                                         | Wagen-Nr.                                                       | Anz. Achs.                                                      | Rad- stand (Drehg.)                                             | LüP                                                             | (siehe jeweilige Legende)                                       | (siehe jeweilige Legende)                                       | (siehe jeweilige Legende)                                       | (siehe jeweilige Legende)                                       | (siehe jeweilige Legende)                                       | A                                                               | 1.                                                              | 2.                                                              | 3.                                                              | 4.                                                              | O.                                                              | M.                                                              | |
| mit offenen Übergängen und Fensterpaaren                        | mit offenen Übergängen und Fensterpaaren                        | mit offenen Übergängen und Fensterpaaren                        | mit offenen Übergängen und Fensterpaaren                        | mit offenen Übergängen und Fensterpaaren                        | mit offenen Übergängen und Fensterpaaren                        | mit offenen Übergängen und Fensterpaaren                        | mit offenen Übergängen und Fensterpaaren                        | mit offenen Übergängen und Fensterpaaren                        | mit offenen Übergängen und Fensterpaaren                        | mit offenen Übergängen und Fensterpaaren                        | mit offenen Übergängen und Fensterpaaren                        | mit offenen Übergängen und Fensterpaaren                        | mit offenen Übergängen und Fensterpaaren                        | mit offenen Übergängen und Fensterpaaren                        | mit offenen Übergängen und Fensterpaaren                        | mit offenen Übergängen und Fensterpaaren                        | mit offenen Übergängen und Fensterpaaren                        | mit offenen Übergängen und Fensterpaaren                        | mit offenen Übergängen und Fensterpaaren                        | mit offenen Übergängen und Fensterpaaren                        | mit offenen Übergängen und Fensterpaaren                        | mit offenen Übergängen und Fensterpaaren                        | mit offenen Übergängen und Fensterpaaren                        | mit offenen Übergängen und Fensterpaaren                        | mit offenen Übergängen und Fensterpaaren                                                            |
| --------------------------------------------------------------- | --------------------------------------------------------------- | --------------------------------------------------------------- | --------------------------------------------------------------- | --------------------------------------------------------------- | --------------------------------------------------------------- | --------------------------------------------------------------- | --------------------------------------------------------------- | --------------------------------------------------------------- | --------------------------------------------------------------- | --------------------------------------------------------------- | --------------------------------------------------------------- | --------------------------------------------------------------- | --------------------------------------------------------------- | --------------------------------------------------------------- | --------------------------------------------------------------- | --------------------------------------------------------------- | --------------------------------------------------------------- | --------------------------------------------------------------- | --------------------------------------------------------------- | --------------------------------------------------------------- | --------------------------------------------------------------- | --------------------------------------------------------------- | --------------------------------------------------------------- | --------------------------------------------------------------- | --------------------------------------------------------------------------------------------------- |
| 73                                                              | 21                                                              | 1896                                                            | L.M.B.                                                          | 6                                                               | ABBi                                                            | 11110–11115                                                     |                                                                 | B4i Bad 96                                                      | 30001–30005                                                     | 4                                                               | 11.500 2.500                                                    | 17.310                                                          | E                                                               |                                                                 | Sp Wsbr                                                         | G                                                               | D                                                               | 1                                                               | 2 (12)                                                          | 5 (40)                                                          |                                                                 |                                                                 | 32                                                              |                                                                 | 1908/9 Umbau des Aborts; ab 1923 zu B4i ungezeichnet                                                |
| 74                                                              | 22                                                              | 1899                                                            | Sch.M.                                                          | 15                                                              | ABBi                                                            | 13017–13031                                                     |                                                                 | B4i Bad 99 (BC4i Bad 99/27)                                     | 30006–30020                                                     | 4                                                               | 11.000 2.500                                                    | 17.310                                                          | E                                                               |                                                                 | Sp Wsbr Hnbr                                                    | G                                                               | D                                                               | 1                                                               | 2 (12)                                                          | 5 (40)                                                          |                                                                 |                                                                 | 32                                                              |                                                                 | 1908/9 Umbau Abort; 1923 zu B4i umgezeichnet; 1927 zu BC4i umgezeichnet                             |
| 74                                                              | 22                                                              | 1900                                                            | Sch.M.                                                          | 7                                                               | ABBi                                                            | 13073–13079                                                     |                                                                 | B4i Bad 99 (BC4i Bad 99/27)                                     | 30021–30027                                                     | 4                                                               | 11.000 2.500                                                    | 17.310                                                          | E                                                               |                                                                 | Sp Wsbr Hnbr                                                    | G                                                               | D                                                               | 1                                                               | 2 (12)                                                          | 5 (40)                                                          |                                                                 |                                                                 | 32                                                              |                                                                 | 1908/9 Umbau Abort; 1923 zu B4i umgezeichnet; 1927 zu BC4i umgezeichnet                             |
| 109                                                             | 25                                                              | 1897                                                            | F.H.                                                            | 6                                                               | CCi                                                             | 11811–11816                                                     |                                                                 | C4i Bad 97                                                      | 32001–32006                                                     | 4                                                               | 11.500 2.500                                                    | 17.310                                                          | E                                                               |                                                                 | Sp Wsbr                                                         | G                                                               | D                                                               | 1                                                               |                                                                 |                                                                 | 8½ 68                                                           |                                                                 |                                                                 | 68                                                              | 1908/9 Umbau des Aborts                                                                             |
| 110                                                             | 26                                                              | 1899/00                                                         | F.H.                                                            | 35                                                              | CCi                                                             | 13038–13053                                                     | 2                                                               | C4i Bad 99                                                      | 30007–30020                                                     | 4                                                               | 11.000 2.500                                                    | 17.300                                                          | E                                                               |                                                                 | Sp Wsbr                                                         | G                                                               | D                                                               | 1                                                               |                                                                 |                                                                 | 9 72                                                            |                                                                 |                                                                 | 72                                                              | 1908 Umbau des Aborts                                                                               |
| 110                                                             | 26                                                              | 1899/00                                                         | Sch.M.                                                          | 35                                                              | CCi                                                             | 13054–13066                                                     | 2                                                               | C4i Bad 99                                                      | 30021–30031                                                     | 4                                                               | 11.000 2.500                                                    | 17.300                                                          | E                                                               |                                                                 | Sp Wsbr                                                         | G                                                               | D                                                               | 1                                                               |                                                                 |                                                                 | 9 72                                                            |                                                                 |                                                                 | 72                                                              | 1908 Umbau des Aborts                                                                               |
| 110                                                             | 26                                                              | 1899/00                                                         | W.E.                                                            | 35                                                              | CCi                                                             | 13067–13072                                                     |                                                                 | C4i Bad 99                                                      | 30032–30037                                                     | 4                                                               | 11.000 2.500                                                    | 17.300                                                          | E                                                               |                                                                 | Sp Wsbr                                                         | G                                                               | D                                                               | 1                                                               |                                                                 |                                                                 | 9 72                                                            |                                                                 |                                                                 | 72                                                              | 1908 Umbau des Aborts                                                                               |
| mit offenen Übergängen und großen Einzelfenstern                |                                                                 |                                                                 |                                                                 |                                                                 |                                                                 |                                                                 |                                                                 |                                                                 |                                                                 |                                                                 |                                                                 |                                                                 |                                                                 |                                                                 |                                                                 |                                                                 |                                                                 |                                                                 |                                                                 |                                                                 |                                                                 |                                                                 |                                                                 |                                                                 | |
| 74a                                                             | 23                                                              | 1903                                                            | Sch.M.                                                          | 24                                                              | ABBi                                                            | 14424–14447                                                     |                                                                 | B4i Bad 03                                                      | 30028–30051                                                     | 4                                                               | 11.600 2.500                                                    | 18.240                                                          | E                                                               |                                                                 | Sp Wsbr Hnbr                                                    | G                                                               | D                                                               | 1                                                               | 2 10                                                            | 5 39                                                            |                                                                 |                                                                 | 24                                                              |                                                                 | 1920 1.-Klasse Abteile zu 2. Klasse umgezeichnet bei gleicher Sitzaufteilung                        |
| 79a                                                             | 24                                                              | 1902                                                            | F.H.                                                            | 10                                                              | ABCCi                                                           | 14448–14457                                                     |                                                                 | BC4i Bad 02                                                     | 31001–31010                                                     | 4                                                               | 11.400 2.500                                                    | 17.830                                                          | E                                                               |                                                                 | Sp Wsbr Hnbr                                                    | G                                                               | D                                                               | 2                                                               | 1 6                                                             | 2 16                                                            | 4 30                                                            |                                                                 | 12                                                              | 29                                                              | 1908 Umbau der Aborte; 1920 1.-Klasse Abteile zu 2. Klasse umgezeichnet bei gleicher Sitzaufteilung |
| 110a                                                            | 27                                                              | 1902                                                            | F.H.                                                            | 34                                                              | CCi                                                             | 14467–14476                                                     | 1                                                               | C4i Bad 02                                                      | 32038–32046                                                     | 4                                                               | 11.600 2.500                                                    | 18.080                                                          | E                                                               |                                                                 | Sp Wsbr Hnbr                                                    | G                                                               | D                                                               | 1                                                               |                                                                 |                                                                 | 9 72                                                            |                                                                 |                                                                 | 72                                                              | 1908 Umbau des Aborts                                                                               |
| 110a                                                            | 27                                                              | 1902                                                            | W.R.                                                            | 34                                                              | CCi                                                             | 14477–14481                                                     | 1                                                               | C4i Bad 02                                                      | 32047–32050                                                     | 4                                                               | 11.600 2.500                                                    | 18.080                                                          | E                                                               |                                                                 | Sp Wsbr Hnbr                                                    | G                                                               | D                                                               | 1                                                               |                                                                 |                                                                 | 9 72                                                            |                                                                 |                                                                 | 72                                                              | 1908 Umbau des Aborts                                                                               |
| 110a                                                            | 27                                                              | 1902                                                            | 14482–14500                                                     | 34                                                              | CCi                                                             |                                                                 | 32051–32069                                                     | C4i Bad 02                                                      |                                                                 | 4                                                               | 11.600 2.500                                                    | 18.080                                                          | E                                                               |                                                                 | Sp Wsbr Hnbr                                                    | G                                                               | D                                                               | 1                                                               |                                                                 |                                                                 | 9 72                                                            |                                                                 |                                                                 | 72                                                              | 1908 Umbau des Aborts                                                                               |

### Abteilwagen

#### Beschaffungszeitraum 1856 bis 1878
| ältere Abteilwagen Beschaffundszeitraum 1855 bis 1878 | ältere Abteilwagen Beschaffundszeitraum 1855 bis 1878 | ältere Abteilwagen Beschaffundszeitraum 1855 bis 1878 | ältere Abteilwagen Beschaffundszeitraum 1855 bis 1878 | ältere Abteilwagen Beschaffundszeitraum 1855 bis 1878 | ältere Abteilwagen Beschaffundszeitraum 1855 bis 1878 | ältere Abteilwagen Beschaffundszeitraum 1855 bis 1878 | ältere Abteilwagen Beschaffundszeitraum 1855 bis 1878 | ältere Abteilwagen Beschaffundszeitraum 1855 bis 1878 | ältere Abteilwagen Beschaffundszeitraum 1855 bis 1878 | ältere Abteilwagen Beschaffundszeitraum 1855 bis 1878 | ältere Abteilwagen Beschaffundszeitraum 1855 bis 1878 | ältere Abteilwagen Beschaffundszeitraum 1855 bis 1878 | ältere Abteilwagen Beschaffundszeitraum 1855 bis 1878 | ältere Abteilwagen Beschaffundszeitraum 1855 bis 1878 | ältere Abteilwagen Beschaffundszeitraum 1855 bis 1878 | ältere Abteilwagen Beschaffundszeitraum 1855 bis 1878 | ältere Abteilwagen Beschaffundszeitraum 1855 bis 1878 | ältere Abteilwagen Beschaffundszeitraum 1855 bis 1878 | ältere Abteilwagen Beschaffundszeitraum 1855 bis 1878 | ältere Abteilwagen Beschaffundszeitraum 1855 bis 1878 | ältere Abteilwagen Beschaffundszeitraum 1855 bis 1878 | ältere Abteilwagen Beschaffundszeitraum 1855 bis 1878 | ältere Abteilwagen Beschaffundszeitraum 1855 bis 1878 | ältere Abteilwagen Beschaffundszeitraum 1855 bis 1878 | ältere Abteilwagen Beschaffundszeitraum 1855 bis 1878                                                              |
| Grup- pe                                              | Blatt                                                 | Bau- jahr                                             | Her- steller                                          | Anz.                                                  | GBStsB                                                | GBStsB                                                | Rep. (1919)                                           | DRG (ab 1923)                                         | DRG (ab 1923)                                         | Anz. Achs.                                            | Rad- stand (Drehg.)                                   | LüP                                                   | Unt. Gest.                                            | LA.                                                   | Brem- sen                                             | Bl.                                                   | Hz.                                                   | Art u.Anz. Abteile (Sitze je Klasse)                  | Art u.Anz. Abteile (Sitze je Klasse)                  | Art u.Anz. Abteile (Sitze je Klasse)                  | Art u.Anz. Abteile (Sitze je Klasse)                  | Art u.Anz. Abteile (Sitze je Klasse)                  | Art u.Anz. Abteile (Sitze je Klasse)                  | Art u.Anz. Abteile (Sitze je Klasse)                  | Bemerkung |
| Grup- pe                                              | Blatt                                                 | Bau- jahr                                             | Her- steller                                          | Anz.                                                  | Gattung                                               | Wagen-Nr.                                             | Rep. (1919)                                           | Gattung                                               | Wagen-Nr.                                             | Anz. Achs.                                            | Rad- stand (Drehg.)                                   | LüP                                                   | (siehe jeweilige Legende)                             | (siehe jeweilige Legende)                             | (siehe jeweilige Legende)                             | (siehe jeweilige Legende)                             | (siehe jeweilige Legende)                             | A                                                     | 1.                                                    | 2.                                                    | 3.                                                    | 4.                                                    | O.                                                    | M.                                                    | |
| 2-achsige Wagen mit kurzem Radstand                   | 2-achsige Wagen mit kurzem Radstand                   | 2-achsige Wagen mit kurzem Radstand                   | 2-achsige Wagen mit kurzem Radstand                   | 2-achsige Wagen mit kurzem Radstand                   | 2-achsige Wagen mit kurzem Radstand                   | 2-achsige Wagen mit kurzem Radstand                   | 2-achsige Wagen mit kurzem Radstand                   | 2-achsige Wagen mit kurzem Radstand                   | 2-achsige Wagen mit kurzem Radstand                   | 2-achsige Wagen mit kurzem Radstand                   | 2-achsige Wagen mit kurzem Radstand                   | 2-achsige Wagen mit kurzem Radstand                   | 2-achsige Wagen mit kurzem Radstand                   | 2-achsige Wagen mit kurzem Radstand                   | 2-achsige Wagen mit kurzem Radstand                   | 2-achsige Wagen mit kurzem Radstand                   | 2-achsige Wagen mit kurzem Radstand                   | 2-achsige Wagen mit kurzem Radstand                   | 2-achsige Wagen mit kurzem Radstand                   | 2-achsige Wagen mit kurzem Radstand                   | 2-achsige Wagen mit kurzem Radstand                   | 2-achsige Wagen mit kurzem Radstand                   | 2-achsige Wagen mit kurzem Radstand                   | 2-achsige Wagen mit kurzem Radstand                   | 2-achsige Wagen mit kurzem Radstand                                                                                |
| ----------------------------------------------------- | ----------------------------------------------------- | ----------------------------------------------------- | ----------------------------------------------------- | ----------------------------------------------------- | ----------------------------------------------------- | ----------------------------------------------------- | ----------------------------------------------------- | ----------------------------------------------------- | ----------------------------------------------------- | ----------------------------------------------------- | ----------------------------------------------------- | ----------------------------------------------------- | ----------------------------------------------------- | ----------------------------------------------------- | ----------------------------------------------------- | ----------------------------------------------------- | ----------------------------------------------------- | ----------------------------------------------------- | ----------------------------------------------------- | ----------------------------------------------------- | ----------------------------------------------------- | ----------------------------------------------------- | ----------------------------------------------------- | ----------------------------------------------------- | --- |
| 15                                                    |                                                       | 1861                                                  | Sch.M.                                                | 3                                                     | AB                                                    | 1538–1540                                             |                                                       | C Bad 61(?)                                           |                                                       | 2                                                     | 4.000                                                 | 8.000                                                 | H                                                     |                                                       |                                                       | Öl                                                    | (D?)                                                  |                                                       | 1½ 9                                                  | 2 16                                                  |                                                       |                                                       |                                                       |                                                       | ohne Bremserhaus; bis 1911 ausgemustert                                                                            |
| 13 14                                                 |                                                       | 1861– 1874                                            | Sch.M.                                                | 157                                                   | AB                                                    | 1…6047                                                |                                                       | C Bab 61                                              |                                                       | 2                                                     | 4.500                                                 | 8.520                                                 | H                                                     |                                                       |                                                       | Öl                                                    | WL (D)                                                |                                                       | 1 6                                                   | 3 24                                                  |                                                       |                                                       |                                                       |                                                       | ohne Bremserhaus; ab 1905 Umbau in C (Gr. 49a/b)                                                                   |
| 16 17                                                 |                                                       | 1861– 1873                                            | Sch.M.                                                | 50                                                    | AB                                                    | 84…6056                                               |                                                       | C Bad 61b                                             |                                                       | 2                                                     | 4.500                                                 | 8.520                                                 | H                                                     |                                                       |                                                       | Öl                                                    | WL (D)                                                |                                                       | 1 6                                                   | 3 24                                                  |                                                       |                                                       |                                                       |                                                       | mit Bremserhaus; ab 1905 Umbau in C (Gr. 49c)                                                                      |
| 24                                                    |                                                       | 1860                                                  | Sch.M.                                                | 3                                                     | ABC                                                   | 1533–1535                                             |                                                       | BC Bad 60                                             |                                                       | 2                                                     | 4.200                                                 | 8.260                                                 | H                                                     |                                                       | Sp (Wsbr)                                             | Öl                                                    | WL (D)                                                |                                                       | ½ 3                                                   | 1 8                                                   | 2 20                                                  |                                                       |                                                       |                                                       | Halbcoupee der 1. Klasse Betard-Coupee mit Strinwandfenstern; Postkutschenform der Abteile angedeutet; Bremserhaus |
| 25                                                    |                                                       | 1860                                                  | Sch.M.                                                | 2                                                     | B                                                     | 1487–1488                                             |                                                       | B Bad 60                                              |                                                       | 2                                                     | 3.900                                                 | 8.160                                                 | H                                                     |                                                       | (Wsbr)                                                | Öl                                                    | WL (D)                                                |                                                       |                                                       | 4 32                                                  |                                                       |                                                       |                                                       |                                                       | Postkutschenform der Abteile angedeutet                                                                            |
| 26                                                    |                                                       | 1861                                                  | Sch.M.                                                | 2                                                     | B                                                     | 536, 561                                              |                                                       | B Bad 61                                              |                                                       | 2                                                     | 4.000                                                 | 8.260                                                 | H                                                     |                                                       | (Wsbr)                                                | Öl                                                    | WL (D)                                                |                                                       |                                                       | 4 32                                                  |                                                       |                                                       |                                                       |                                                       | |
| 27                                                    |                                                       | 1863                                                  | Sch.M.                                                | 1                                                     | B                                                     | 550                                                   |                                                       | B Bad 63                                              |                                                       | 2                                                     | 4.500                                                 | 8.490                                                 | H                                                     |                                                       | (Wsbr)                                                | Öl                                                    | WL (D)                                                |                                                       |                                                       | 4 32                                                  |                                                       |                                                       |                                                       |                                                       | ggf. Umbau aus einem Salonwagen?                                                                                   |
|                                                       |                                                       | 1878                                                  | SIG                                                   | 1 ?                                                   | AB                                                    | 1635                                                  |                                                       |                                                       |                                                       | 2                                                     |                                                       |                                                       |                                                       |                                                       |                                                       |                                                       |                                                       |                                                       | 1                                                     | 3                                                     |                                                       |                                                       |                                                       |                                                       | |

#### Beschaffungszeitraum 1879 bis 1895
| 2- und 3-achsige Abteilwagen, Beschaffungszeitraum 1879 bis 1895 | 2- und 3-achsige Abteilwagen, Beschaffungszeitraum 1879 bis 1895 | 2- und 3-achsige Abteilwagen, Beschaffungszeitraum 1879 bis 1895 | 2- und 3-achsige Abteilwagen, Beschaffungszeitraum 1879 bis 1895 | 2- und 3-achsige Abteilwagen, Beschaffungszeitraum 1879 bis 1895 | 2- und 3-achsige Abteilwagen, Beschaffungszeitraum 1879 bis 1895 | 2- und 3-achsige Abteilwagen, Beschaffungszeitraum 1879 bis 1895 | 2- und 3-achsige Abteilwagen, Beschaffungszeitraum 1879 bis 1895 | 2- und 3-achsige Abteilwagen, Beschaffungszeitraum 1879 bis 1895 | 2- und 3-achsige Abteilwagen, Beschaffungszeitraum 1879 bis 1895 | 2- und 3-achsige Abteilwagen, Beschaffungszeitraum 1879 bis 1895 | 2- und 3-achsige Abteilwagen, Beschaffungszeitraum 1879 bis 1895 | 2- und 3-achsige Abteilwagen, Beschaffungszeitraum 1879 bis 1895 | 2- und 3-achsige Abteilwagen, Beschaffungszeitraum 1879 bis 1895 | 2- und 3-achsige Abteilwagen, Beschaffungszeitraum 1879 bis 1895 | 2- und 3-achsige Abteilwagen, Beschaffungszeitraum 1879 bis 1895 | 2- und 3-achsige Abteilwagen, Beschaffungszeitraum 1879 bis 1895 | 2- und 3-achsige Abteilwagen, Beschaffungszeitraum 1879 bis 1895 | 2- und 3-achsige Abteilwagen, Beschaffungszeitraum 1879 bis 1895 | 2- und 3-achsige Abteilwagen, Beschaffungszeitraum 1879 bis 1895 | 2- und 3-achsige Abteilwagen, Beschaffungszeitraum 1879 bis 1895 | 2- und 3-achsige Abteilwagen, Beschaffungszeitraum 1879 bis 1895 | 2- und 3-achsige Abteilwagen, Beschaffungszeitraum 1879 bis 1895 | 2- und 3-achsige Abteilwagen, Beschaffungszeitraum 1879 bis 1895 | 2- und 3-achsige Abteilwagen, Beschaffungszeitraum 1879 bis 1895 | 2- und 3-achsige Abteilwagen, Beschaffungszeitraum 1879 bis 1895 |
| Grup- pe                                                         | Blatt                                                            | Bau- jahr                                                        | Her- steller                                                     | Anz.                                                             | GBStsB                                                           | GBStsB                                                           | Rep. (1919)                                                      | DRG (ab 1923)                                                    | DRG (ab 1923)                                                    | Anz. Achs.                                                       | Rad- stand (Drehg.)                                              | LüP                                                              | Unt. Gest.                                                       | LA.                                                              | Brem- sen                                                        | Bl.                                                              | Hz.                                                              | Art u.Anz. Abteile (Sitze je Klasse)                             | Art u.Anz. Abteile (Sitze je Klasse)                             | Art u.Anz. Abteile (Sitze je Klasse)                             | Art u.Anz. Abteile (Sitze je Klasse)                             | Art u.Anz. Abteile (Sitze je Klasse)                             | Art u.Anz. Abteile (Sitze je Klasse)                             | Art u.Anz. Abteile (Sitze je Klasse)                             | Bemerkung                                                        |
| Grup- pe                                                         | Blatt                                                            | Bau- jahr                                                        | Her- steller                                                     | Anz.                                                             | Gattung                                                          | Wagen-Nr.                                                        | Rep. (1919)                                                      | Gattung                                                          | Wagen-Nr.                                                        | Anz. Achs.                                                       | Rad- stand (Drehg.)                                              | LüP                                                              | (siehe jeweilige Legende)                                        | (siehe jeweilige Legende)                                        | (siehe jeweilige Legende)                                        | (siehe jeweilige Legende)                                        | (siehe jeweilige Legende)                                        | A                                                                | 1.                                                               | 2.                                                               | 3.                                                               | 4.                                                               | O.                                                               | M.                                                               |                                                                  |
| 2-achsige Abteilwagen                                            | 2-achsige Abteilwagen                                            | 2-achsige Abteilwagen                                            | 2-achsige Abteilwagen                                            | 2-achsige Abteilwagen                                            | 2-achsige Abteilwagen                                            | 2-achsige Abteilwagen                                            | 2-achsige Abteilwagen                                            | 2-achsige Abteilwagen                                            | 2-achsige Abteilwagen                                            | 2-achsige Abteilwagen                                            | 2-achsige Abteilwagen                                            | 2-achsige Abteilwagen                                            | 2-achsige Abteilwagen                                            | 2-achsige Abteilwagen                                            | 2-achsige Abteilwagen                                            | 2-achsige Abteilwagen                                            | 2-achsige Abteilwagen                                            | 2-achsige Abteilwagen                                            | 2-achsige Abteilwagen                                            | 2-achsige Abteilwagen                                            | 2-achsige Abteilwagen                                            | 2-achsige Abteilwagen                                            | 2-achsige Abteilwagen                                            | 2-achsige Abteilwagen                                            | 2-achsige Abteilwagen                                            |
| ---------------------------------------------------------------- | ---------------------------------------------------------------- | ---------------------------------------------------------------- | ---------------------------------------------------------------- | ---------------------------------------------------------------- | ---------------------------------------------------------------- | ---------------------------------------------------------------- | ---------------------------------------------------------------- | ---------------------------------------------------------------- | ---------------------------------------------------------------- | ---------------------------------------------------------------- | ---------------------------------------------------------------- | ---------------------------------------------------------------- | ---------------------------------------------------------------- | ---------------------------------------------------------------- | ---------------------------------------------------------------- | ---------------------------------------------------------------- | ---------------------------------------------------------------- | ---------------------------------------------------------------- | ---------------------------------------------------------------- | ---------------------------------------------------------------- | ---------------------------------------------------------------- | ---------------------------------------------------------------- | ---------------------------------------------------------------- | ---------------------------------------------------------------- | ---------------------------------------------------------------- |
| 21                                                               | 86                                                               | 1895                                                             | Sch.M.                                                           | 6                                                                | AB                                                               | 11116–11121                                                      | 2                                                                | B Bad 95                                                         | 64078–64081                                                      | 2                                                                | 7.400                                                            | 11.610                                                           | E                                                                | A4                                                               | Sp Wsbr Hnbr                                                     | G                                                                | D                                                                | 2                                                                | 2 (10)                                                           | 2 (14)                                                           |                                                                  |                                                                  | 18                                                               |                                                                  | mit Bremserhaus; ab 1923 zu Gattung B umgezeichnet               |
| 21                                                               | 86                                                               | 1895                                                             | Sch.M.                                                           | 5                                                                | AB                                                               | 11823–11827                                                      | 1                                                                | B Bad 95                                                         | 64082 64035–64037                                                | 2                                                                | 7.400                                                            | 11.610                                                           | E                                                                | A4                                                               | Sp Wsbr Hnbr                                                     | G                                                                | D                                                                | 2                                                                | 2 (10)                                                           | 2 (14)                                                           |                                                                  |                                                                  | 18                                                               |                                                                  | mit Bremserhaus; ab 1923 zu Gattung B umgezeichnet               |
| 3-achsige Abteilwagen                                            |                                                                  |                                                                  |                                                                  |                                                                  |                                                                  |                                                                  |                                                                  |                                                                  |                                                                  |                                                                  |                                                                  |                                                                  |                                                                  |                                                                  |                                                                  |                                                                  |                                                                  |                                                                  |                                                                  |                                                                  |                                                                  |                                                                  |                                                                  |                                                                  |                                                                  |

#### Beschaffungszeitraum 1896 bis 1923

##### Drehgestell-Abteilwagen
| Drehgestell-Abteilwagen, Beschaffungszeitraum von 1896 bis 1923 | Drehgestell-Abteilwagen, Beschaffungszeitraum von 1896 bis 1923 | Drehgestell-Abteilwagen, Beschaffungszeitraum von 1896 bis 1923 | Drehgestell-Abteilwagen, Beschaffungszeitraum von 1896 bis 1923 | Drehgestell-Abteilwagen, Beschaffungszeitraum von 1896 bis 1923 | Drehgestell-Abteilwagen, Beschaffungszeitraum von 1896 bis 1923 | Drehgestell-Abteilwagen, Beschaffungszeitraum von 1896 bis 1923 | Drehgestell-Abteilwagen, Beschaffungszeitraum von 1896 bis 1923 | Drehgestell-Abteilwagen, Beschaffungszeitraum von 1896 bis 1923 | Drehgestell-Abteilwagen, Beschaffungszeitraum von 1896 bis 1923 | Drehgestell-Abteilwagen, Beschaffungszeitraum von 1896 bis 1923 | Drehgestell-Abteilwagen, Beschaffungszeitraum von 1896 bis 1923 | Drehgestell-Abteilwagen, Beschaffungszeitraum von 1896 bis 1923 | Drehgestell-Abteilwagen, Beschaffungszeitraum von 1896 bis 1923 | Drehgestell-Abteilwagen, Beschaffungszeitraum von 1896 bis 1923 | Drehgestell-Abteilwagen, Beschaffungszeitraum von 1896 bis 1923 | Drehgestell-Abteilwagen, Beschaffungszeitraum von 1896 bis 1923 | Drehgestell-Abteilwagen, Beschaffungszeitraum von 1896 bis 1923 | Drehgestell-Abteilwagen, Beschaffungszeitraum von 1896 bis 1923 | Drehgestell-Abteilwagen, Beschaffungszeitraum von 1896 bis 1923 | Drehgestell-Abteilwagen, Beschaffungszeitraum von 1896 bis 1923 | Drehgestell-Abteilwagen, Beschaffungszeitraum von 1896 bis 1923 | Drehgestell-Abteilwagen, Beschaffungszeitraum von 1896 bis 1923 | Drehgestell-Abteilwagen, Beschaffungszeitraum von 1896 bis 1923 | Drehgestell-Abteilwagen, Beschaffungszeitraum von 1896 bis 1923 | Drehgestell-Abteilwagen, Beschaffungszeitraum von 1896 bis 1923 |
| Grup- pe                                                        | Blatt                                                           | Bau- jahr                                                       | Her- steller                                                    | Anz.                                                            | GBStsB                                                          | GBStsB                                                          | Rep. (1919)                                                     | DRG (ab 1923)                                                   | DRG (ab 1923)                                                   | Anz. Achs.                                                      | Rad- stand (Drehg.)                                             | LüP                                                             | Unt. Gest.                                                      | LA.                                                             | Brem- sen                                                       | Bl.                                                             | Hz.                                                             | Art u.Anz. Abteile (Sitze je Klasse)                            | Art u.Anz. Abteile (Sitze je Klasse)                            | Art u.Anz. Abteile (Sitze je Klasse)                            | Art u.Anz. Abteile (Sitze je Klasse)                            | Art u.Anz. Abteile (Sitze je Klasse)                            | Art u.Anz. Abteile (Sitze je Klasse)                            | Art u.Anz. Abteile (Sitze je Klasse)                            | Bemerkung                                                       |
| Grup- pe                                                        | Blatt                                                           | Bau- jahr                                                       | Her- steller                                                    | Anz.                                                            | Gattung                                                         | Wagen-Nr.                                                       | Rep. (1919)                                                     | Gattung                                                         | Wagen-Nr.                                                       | Anz. Achs.                                                      | Rad- stand (Drehg.)                                             | LüP                                                             | (siehe jeweilige Legende)                                       | (siehe jeweilige Legende)                                       | (siehe jeweilige Legende)                                       | (siehe jeweilige Legende)                                       | (siehe jeweilige Legende)                                       | A                                                               | 1.                                                              | 2.                                                              | 3.                                                              | 4.                                                              | O.                                                              | M.                                                              |                                                                 |
| --------------------------------------------------------------- | --------------------------------------------------------------- | --------------------------------------------------------------- | --------------------------------------------------------------- | --------------------------------------------------------------- | --------------------------------------------------------------- | --------------------------------------------------------------- | --------------------------------------------------------------- | --------------------------------------------------------------- | --------------------------------------------------------------- | --------------------------------------------------------------- | --------------------------------------------------------------- | --------------------------------------------------------------- | --------------------------------------------------------------- | --------------------------------------------------------------- | --------------------------------------------------------------- | --------------------------------------------------------------- | --------------------------------------------------------------- | --------------------------------------------------------------- | --------------------------------------------------------------- | --------------------------------------------------------------- | --------------------------------------------------------------- | --------------------------------------------------------------- | --------------------------------------------------------------- | --------------------------------------------------------------- | --------------------------------------------------------------- |
| 22                                                              | 75                                                              | 1896                                                            | Zyp                                                             | 5                                                               | ABB                                                             | 10752–10756                                                     | 2                                                               | B4 Bad 93                                                       | 60001–60003                                                     | 4                                                               | 10.500 2.500                                                    | 16.300                                                          | E                                                               |                                                                 | Sp Wsbr Hnbr                                                    | G                                                               | D                                                               | 3                                                               | 2 (8)                                                           | 4 (28)                                                          |                                                                 |                                                                 | 26                                                              | (42)                                                            | ohne Bremserhaus; ab 1923 zu B4 umgezeichnet                    |
| 23                                                              | 76                                                              | 1896                                                            | Zyp                                                             | 5                                                               | ABB                                                             | 10757–10761                                                     | 2                                                               | B4 Bad 93                                                       | 60004–60006                                                     | 4                                                               | 10.500 2.500                                                    | 16.300                                                          | E                                                               |                                                                 | Sp Wsbr Hnbr                                                    | G                                                               | D                                                               | 3                                                               | 2 (8)                                                           | 4 (28)                                                          |                                                                 |                                                                 | 26                                                              | (42)                                                            | mit Bremserhaus; ab 1923 zu B4 umgezeichnet                     |
| 56                                                              | 77                                                              | 1893                                                            | Zyp                                                             | 4                                                               | CC                                                              | 10748–10751                                                     | 1                                                               | C4 Bad 93                                                       | 62001–62003                                                     | 4                                                               | 11.400 2.500                                                    | 17.200                                                          | E                                                               |                                                                 | Sp Wsbr Hnbr                                                    | G                                                               | D                                                               | 3                                                               |                                                                 |                                                                 | 10 (74)                                                         |                                                                 |                                                                 | 60                                                              | mit Bremserhaus; 62002 in 1931 zu C4kr umgebaut                 |
| 57                                                              | 78                                                              | 1898                                                            | MAN                                                             | 6                                                               | CC                                                              | 10817–10822                                                     | 4                                                               | C4 Bad 98                                                       | 62004–62005                                                     | 4                                                               | 11.500 2.500                                                    | 17.300                                                          | E                                                               |                                                                 | Sp Wsbr Hnbr                                                    | G                                                               | D                                                               | 3                                                               |                                                                 |                                                                 | 10 (74)                                                         |                                                                 |                                                                 | 60                                                              | mit Bremserhaus; ein Wagen in 1930 zu C4kr umgebaut             |

##### 2- und 3-achsige Abteilwagen
| 2- und 3-achsige Abteilwagen, Beschaffungszeitraum 1896 bis 1923 | 2- und 3-achsige Abteilwagen, Beschaffungszeitraum 1896 bis 1923 | 2- und 3-achsige Abteilwagen, Beschaffungszeitraum 1896 bis 1923 | 2- und 3-achsige Abteilwagen, Beschaffungszeitraum 1896 bis 1923 | 2- und 3-achsige Abteilwagen, Beschaffungszeitraum 1896 bis 1923 | 2- und 3-achsige Abteilwagen, Beschaffungszeitraum 1896 bis 1923 | 2- und 3-achsige Abteilwagen, Beschaffungszeitraum 1896 bis 1923 | 2- und 3-achsige Abteilwagen, Beschaffungszeitraum 1896 bis 1923 | 2- und 3-achsige Abteilwagen, Beschaffungszeitraum 1896 bis 1923 | 2- und 3-achsige Abteilwagen, Beschaffungszeitraum 1896 bis 1923 | 2- und 3-achsige Abteilwagen, Beschaffungszeitraum 1896 bis 1923 | 2- und 3-achsige Abteilwagen, Beschaffungszeitraum 1896 bis 1923 | 2- und 3-achsige Abteilwagen, Beschaffungszeitraum 1896 bis 1923 | 2- und 3-achsige Abteilwagen, Beschaffungszeitraum 1896 bis 1923 | 2- und 3-achsige Abteilwagen, Beschaffungszeitraum 1896 bis 1923 | 2- und 3-achsige Abteilwagen, Beschaffungszeitraum 1896 bis 1923 | 2- und 3-achsige Abteilwagen, Beschaffungszeitraum 1896 bis 1923 | 2- und 3-achsige Abteilwagen, Beschaffungszeitraum 1896 bis 1923 | 2- und 3-achsige Abteilwagen, Beschaffungszeitraum 1896 bis 1923 | 2- und 3-achsige Abteilwagen, Beschaffungszeitraum 1896 bis 1923 | 2- und 3-achsige Abteilwagen, Beschaffungszeitraum 1896 bis 1923 | 2- und 3-achsige Abteilwagen, Beschaffungszeitraum 1896 bis 1923 | 2- und 3-achsige Abteilwagen, Beschaffungszeitraum 1896 bis 1923 | 2- und 3-achsige Abteilwagen, Beschaffungszeitraum 1896 bis 1923 | 2- und 3-achsige Abteilwagen, Beschaffungszeitraum 1896 bis 1923 | 2- und 3-achsige Abteilwagen, Beschaffungszeitraum 1896 bis 1923                                   |
| Grup- pe                                                         | Blatt                                                            | Bau- jahr                                                        | Her- steller                                                     | Anz.                                                             | GBStsB                                                           | GBStsB                                                           | Rep. (1919)                                                      | DRG (ab 1923)                                                    | DRG (ab 1923)                                                    | Anz. Achs.                                                       | Rad- stand (Drehg.)                                              | LüP                                                              | Unt. Gest.                                                       | LA.                                                              | Brem- sen                                                        | Bl.                                                              | Hz.                                                              | Art u.Anz. Abteile (Sitze je Klasse)                             | Art u.Anz. Abteile (Sitze je Klasse)                             | Art u.Anz. Abteile (Sitze je Klasse)                             | Art u.Anz. Abteile (Sitze je Klasse)                             | Art u.Anz. Abteile (Sitze je Klasse)                             | Art u.Anz. Abteile (Sitze je Klasse)                             | Art u.Anz. Abteile (Sitze je Klasse)                             | Bemerkung                                                                                          |
| Grup- pe                                                         | Blatt                                                            | Bau- jahr                                                        | Her- steller                                                     | Anz.                                                             | Gattung                                                          | Wagen-Nr.                                                        | Rep. (1919)                                                      | Gattung                                                          | Wagen-Nr.                                                        | Anz. Achs.                                                       | Rad- stand (Drehg.)                                              | LüP                                                              | (siehe jeweilige Legende)                                        | (siehe jeweilige Legende)                                        | (siehe jeweilige Legende)                                        | (siehe jeweilige Legende)                                        | (siehe jeweilige Legende)                                        | A                                                                | 1.                                                               | 2.                                                               | 3.                                                               | 4.                                                               | O.                                                               | M.                                                               | |
| 2-achsige Abteilwagen                                            | 2-achsige Abteilwagen                                            | 2-achsige Abteilwagen                                            | 2-achsige Abteilwagen                                            | 2-achsige Abteilwagen                                            | 2-achsige Abteilwagen                                            | 2-achsige Abteilwagen                                            | 2-achsige Abteilwagen                                            | 2-achsige Abteilwagen                                            | 2-achsige Abteilwagen                                            | 2-achsige Abteilwagen                                            | 2-achsige Abteilwagen                                            | 2-achsige Abteilwagen                                            | 2-achsige Abteilwagen                                            | 2-achsige Abteilwagen                                            | 2-achsige Abteilwagen                                            | 2-achsige Abteilwagen                                            | 2-achsige Abteilwagen                                            | 2-achsige Abteilwagen                                            | 2-achsige Abteilwagen                                            | 2-achsige Abteilwagen                                            | 2-achsige Abteilwagen                                            | 2-achsige Abteilwagen                                            | 2-achsige Abteilwagen                                            | 2-achsige Abteilwagen                                            | 2-achsige Abteilwagen                                                                              |
| ---------------------------------------------------------------- | ---------------------------------------------------------------- | ---------------------------------------------------------------- | ---------------------------------------------------------------- | ---------------------------------------------------------------- | ---------------------------------------------------------------- | ---------------------------------------------------------------- | ---------------------------------------------------------------- | ---------------------------------------------------------------- | ---------------------------------------------------------------- | ---------------------------------------------------------------- | ---------------------------------------------------------------- | ---------------------------------------------------------------- | ---------------------------------------------------------------- | ---------------------------------------------------------------- | ---------------------------------------------------------------- | ---------------------------------------------------------------- | ---------------------------------------------------------------- | ---------------------------------------------------------------- | ---------------------------------------------------------------- | ---------------------------------------------------------------- | ---------------------------------------------------------------- | ---------------------------------------------------------------- | ---------------------------------------------------------------- | ---------------------------------------------------------------- | -------------------------------------------------------------------------------------------------- |
| 21                                                               | 86                                                               | 1895                                                             | Sch.M.                                                           | 11                                                               | AB                                                               | 11116–11121 11823–11827                                          | 2                                                                | B Bad 95                                                         | 64078–64081                                                      | 2                                                                | 7.400                                                            | 11.610                                                           | E                                                                | A4                                                               | Sp (Wsbr)                                                        | G                                                                | D                                                                | 2                                                                | 2 10                                                             | 2 14                                                             |                                                                  |                                                                  | 18                                                               |                                                                  | offener Bremsersitz                                                                                |
| 21                                                               | 86                                                               | 1897                                                             | Rg.                                                              | 11                                                               | AB                                                               | 11823–11827                                                      | 1                                                                | B Bad 95                                                         | 64082–64037                                                      | 2                                                                | 7.400                                                            | 11.610                                                           | E                                                                | A4                                                               | Sp (Wsbr)                                                        | G                                                                | D                                                                | 2                                                                | 2 10                                                             | 2 14                                                             |                                                                  |                                                                  | 18                                                               |                                                                  | offener Bremsersitz                                                                                |
| 3-achsige Abteilwagen                                            |                                                                  |                                                                  |                                                                  |                                                                  |                                                                  |                                                                  |                                                                  |                                                                  |                                                                  |                                                                  |                                                                  |                                                                  |                                                                  |                                                                  |                                                                  |                                                                  |                                                                  |                                                                  |                                                                  |                                                                  |                                                                  |                                                                  |                                                                  |                                                                  | |
| 21a                                                              | 79                                                               | 1902                                                             | MN                                                               | 5                                                                | AB                                                               | 14404–14408                                                      |                                                                  | B3 Bad 02                                                        | 64001–64005                                                      | 3                                                                | 8.900                                                            | 14220                                                            | E                                                                | A4                                                               | Sp Wsbr                                                          | G                                                                | D                                                                | 2                                                                | 2 10                                                             | 3 20                                                             |                                                                  |                                                                  | 22                                                               |                                                                  | mit Bremserhaus; ab 1923 zu B3 umgezeichnet                                                        |
| 21b                                                              | 80                                                               | 1906                                                             | F.H.                                                             | 13                                                               | AB3                                                              | 86–98                                                            | 1                                                                | B3 Bad 06 BC3 Bad 06/26                                          | 64006–64017                                                      | 3                                                                | 8.900 4.450                                                      | 14.220                                                           | E                                                                | A4                                                               | Sp Wsbr                                                          | G                                                                | D                                                                | 2                                                                | 1 5                                                              | 4 27                                                             |                                                                  |                                                                  | 22                                                               |                                                                  | mit Bremserhaus; ab 1923 zu BC3 umgezeichnet; nach Ausmusterung Basis für 3yg-Wagen                |
| 21c                                                              | 81                                                               | 1911                                                             | F.H.                                                             | 10                                                               | AB3                                                              | 562–571                                                          | 3                                                                | B3 Bad 11 BC3 Bad 11/25                                          | 64018–64024                                                      | 3                                                                | 8.900 4.450                                                      | 14.220                                                           | E                                                                | A4                                                               | Sp Wsbr                                                          | G                                                                | D                                                                | 2                                                                | 1 5                                                              | 4 27                                                             |                                                                  |                                                                  | 22                                                               |                                                                  | mit Bremserhaus; ab 1925 zu BC3 umgezeichnet; nach Ausmusterung teilweise Basis für 3yg-Wagen      |
| 21c                                                              | 81                                                               | 1913                                                             | F.H.                                                             | 5                                                                | AB3                                                              | 572–576                                                          |                                                                  | B3 Bad 11 BC3 Bad 11/25                                          | 64025–64029                                                      | 3                                                                | 8.900 4.450                                                      | 14.220                                                           | E                                                                | A4                                                               | Sp Wsbr                                                          | G                                                                | D                                                                | 2                                                                | 1 5                                                              | 4 27                                                             |                                                                  |                                                                  | 22                                                               |                                                                  | mit Bremserhaus; ab 1925 zu BC3 umgezeichnet; nach Ausmusterung teilweise Basis für 3yg-Wagen      |
| 34                                                               | 87                                                               | 1909                                                             | HAWA.                                                            | 5                                                                | BC3                                                              | 135–138                                                          |                                                                  | BC3 Bad 09 BC3 Bad 09/25                                         | 68001–68004                                                      | 3                                                                | 8.900 4.450                                                      | 13.730                                                           | E                                                                | A4                                                               | Sp Wsbr                                                          | G                                                                | D                                                                | 2                                                                |                                                                  | 2 20                                                             | 3 24                                                             |                                                                  | 14                                                               | 14                                                               | mit Bremserhaus; ab 1925 zu BC3 umgezeichnet; nach Ausmusterung teilweise Basis für 3yg-Wagen      |
| 34                                                               | 87                                                               | 1909                                                             | HAWA.                                                            | 6                                                                | BC3                                                              | 139–144                                                          | 1                                                                | BC3 Bad 09 BC3 Bad 09/25                                         | 68005–68009                                                      | 3                                                                | 8.900 4.450                                                      | 13.730                                                           | E                                                                | A4                                                               | Sp Wsbr                                                          | G                                                                | D                                                                | 2                                                                |                                                                  | 2 20                                                             | 3 24                                                             |                                                                  | 14                                                               | 14                                                               | mit Bremserhaus; ab 1925 zu BC3 umgezeichnet; nach Ausmusterung teilweise Basis für 3yg-Wagen      |
| 34                                                               | 87                                                               | 1910                                                             | HAWA.                                                            | 10                                                               | BC3                                                              | 175–184                                                          | 2                                                                | BC3 Bad 09 BC3 Bad 09/25                                         | 68010–68017                                                      | 3                                                                | 8.900 4.450                                                      | 13.730                                                           | E                                                                | A4                                                               | Sp Wsbr                                                          | G                                                                | D                                                                | 2                                                                |                                                                  | 2 20                                                             | 3 24                                                             |                                                                  | 14                                                               | 14                                                               | mit Bremserhaus; ab 1925 zu BC3 umgezeichnet; nach Ausmusterung teilweise Basis für 3yg-Wagen      |
| 34                                                               | 87                                                               | 1913                                                             | HAWA.                                                            | 5                                                                | BC3                                                              | 185–190                                                          | 2                                                                | BC3 Bad 09 BC3 Bad 09/25                                         | 68018–68020                                                      | 3                                                                | 8.900 4.450                                                      | 13.730                                                           | E                                                                | A4                                                               | Sp Wsbr                                                          | G                                                                | D                                                                | 2                                                                |                                                                  | 2 20                                                             | 3 24                                                             |                                                                  | 14                                                               | 14                                                               | mit Bremserhaus; ab 1925 zu BC3 umgezeichnet; nach Ausmusterung teilweise Basis für 3yg-Wagen      |
| 34                                                               | 87                                                               | 1914                                                             | HAWA.                                                            | 11                                                               | BC3                                                              | 170–174 194–198 202                                              | 3                                                                | BC3 Bad 09 BC3 Bad 09/25                                         | 68021–68028                                                      | 3                                                                | 8.900 4.450                                                      | 13.730                                                           | E                                                                | A4                                                               | Sp Wsbr                                                          | G                                                                | D                                                                | 2                                                                |                                                                  | 2 20                                                             | 3 24                                                             |                                                                  | 14                                                               | 14                                                               | mit Bremserhaus; ab 1925 zu BC3 umgezeichnet; nach Ausmusterung teilweise Basis für 3yg-Wagen      |
| 55a                                                              | 88                                                               | 1902                                                             | MN                                                               | 5                                                                | C3                                                               | 14409–14413                                                      | 1                                                                | C3 Bad 02                                                        | 70001–70004                                                      | 3                                                                | 8.900                                                            | 14.500                                                           | E                                                                | A4                                                               | Sp Wsbr                                                          | G                                                                | D                                                                | 2                                                                |                                                                  |                                                                  | 8 60                                                             |                                                                  |                                                                  | 44                                                               | mit Bremserhaus; nach Ausmusterung teilweise als Basis für 3yg-Wagen                               |
| 55b                                                              | 89                                                               | 1907                                                             | F.H.                                                             | 20                                                               | C3                                                               | 204–223                                                          | 5                                                                | C3 Bad 07                                                        | 70005–70019                                                      | 3                                                                | 8.900 4.450                                                      | 14.500                                                           | E                                                                | A4                                                               | Sp Wsbr                                                          | G                                                                | D                                                                | 2                                                                |                                                                  |                                                                  | 8 60                                                             |                                                                  |                                                                  | 40                                                               | mit Bremserhaus; nach 1945 Bremserhäuser entfernt; nach Ausmusterung teilweise Basis für 3yg-Wagen |
| 55b                                                              | 89                                                               | 1907                                                             | W.R.                                                             | 24                                                               | C3                                                               | 224–247                                                          | 3                                                                | C3 Bad 07                                                        | 70020–70038                                                      | 3                                                                | 8.900 4.450                                                      | 14.500                                                           | E                                                                | A4                                                               | Sp Wsbr                                                          | G                                                                | D                                                                | 2                                                                |                                                                  |                                                                  | 8 60                                                             |                                                                  |                                                                  | 40                                                               | mit Bremserhaus; nach 1945 Bremserhäuser entfernt; nach Ausmusterung teilweise Basis für 3yg-Wagen |
| 55b                                                              | 89                                                               | 1908                                                             | G.W.                                                             | 10                                                               | C3                                                               | 248–257                                                          | 4                                                                | C3 Bad 07                                                        | 70041–70046                                                      | 3                                                                | 8.900 4.450                                                      | 14.500                                                           | E                                                                | A4                                                               | Sp Wsbr                                                          | G                                                                | D                                                                | 2                                                                |                                                                  |                                                                  | 8 60                                                             |                                                                  |                                                                  | 40                                                               | mit Bremserhaus; nach 1945 Bremserhäuser entfernt; nach Ausmusterung teilweise Basis für 3yg-Wagen |
| 55b                                                              | 89                                                               | 1909                                                             | G.W.                                                             | 3                                                                | C3                                                               | 258–260                                                          |                                                                  | C3 Bad 07                                                        | 70047–70049                                                      | 3                                                                | 8.900 4.450                                                      | 14.500                                                           | E                                                                | A4                                                               | Sp Wsbr                                                          | G                                                                | D                                                                | 2                                                                |                                                                  |                                                                  | 8 60                                                             |                                                                  |                                                                  | 40                                                               | mit Bremserhaus; nach 1945 Bremserhäuser entfernt; nach Ausmusterung teilweise Basis für 3yg-Wagen |
| 55b                                                              | 89                                                               | 1909                                                             | G.W.                                                             | 8                                                                | C3                                                               | 261–267                                                          | 2                                                                | C3 Bad 07                                                        | 70050–70054                                                      | 3                                                                | 8.900 4.450                                                      | 14.500                                                           | E                                                                | A4                                                               | Sp Wsbr                                                          | G                                                                | D                                                                | 2                                                                |                                                                  |                                                                  | 8 60                                                             |                                                                  |                                                                  | 40                                                               | mit Bremserhaus; nach 1945 Bremserhäuser entfernt; nach Ausmusterung teilweise Basis für 3yg-Wagen |
| 55b                                                              | 89                                                               | 1908                                                             | W.R.                                                             | 40                                                               | C3                                                               | 268–307                                                          | 10                                                               | C3 Bad 07                                                        | 70055–70084                                                      | 3                                                                | 8.900 4.450                                                      | 14.500                                                           | E                                                                | A4                                                               | Sp Wsbr                                                          | G                                                                | D                                                                | 2                                                                |                                                                  |                                                                  | 8 60                                                             |                                                                  |                                                                  | 40                                                               | mit Bremserhaus; nach 1945 Bremserhäuser entfernt; nach Ausmusterung teilweise Basis für 3yg-Wagen |
| 55b                                                              | 89                                                               | 1909                                                             | W.R.                                                             | 28                                                               | C3                                                               | 308–335                                                          | 4                                                                | C3 Bad 07                                                        | 70085–70107                                                      | 3                                                                | 8.900 4.450                                                      | 14.500                                                           | E                                                                | A4                                                               | Sp Wsbr                                                          | G                                                                | D                                                                | 2                                                                |                                                                  |                                                                  | 8 60                                                             |                                                                  |                                                                  | 40                                                               | mit Bremserhaus; nach 1945 Bremserhäuser entfernt; nach Ausmusterung teilweise Basis für 3yg-Wagen |
| 55b                                                              | 89                                                               | 1909                                                             | W.R.                                                             | 17                                                               | C3                                                               | 336–352                                                          | 7                                                                | C3 Bad 07                                                        | 70108–70117                                                      | 3                                                                | 8.900 4.450                                                      | 14.500                                                           | E                                                                | A4                                                               | Sp Wsbr                                                          | G                                                                | D                                                                | 2                                                                |                                                                  |                                                                  | 8 60                                                             |                                                                  |                                                                  | 40                                                               | mit Bremserhaus; nach 1945 Bremserhäuser entfernt; nach Ausmusterung teilweise Basis für 3yg-Wagen |
| 55b                                                              | 89                                                               | 1909                                                             | W.L.A.                                                           | 10                                                               | C3                                                               | 353–380                                                          | 2                                                                | C3 Bad 07                                                        | 70118–70125                                                      | 3                                                                | 8.900 4.450                                                      | 14.500                                                           | E                                                                | A4                                                               | Sp Wsbr                                                          | G                                                                | D                                                                | 2                                                                |                                                                  |                                                                  | 8 60                                                             |                                                                  |                                                                  | 40                                                               | mit Bremserhaus; nach 1945 Bremserhäuser entfernt; nach Ausmusterung teilweise Basis für 3yg-Wagen |
| 55b                                                              | 89                                                               | 1909                                                             | HAWA.                                                            | 10                                                               | C3                                                               | 381–390                                                          | 1                                                                | C3 Bad 07                                                        | 70126–70133                                                      | 3                                                                | 8.900 4.450                                                      | 14.500                                                           | E                                                                | A4                                                               | Sp Wsbr                                                          | G                                                                | D                                                                | 2                                                                |                                                                  |                                                                  | 8 60                                                             |                                                                  |                                                                  | 40                                                               | mit Bremserhaus; nach 1945 Bremserhäuser entfernt; nach Ausmusterung teilweise Basis für 3yg-Wagen |
| 55b                                                              | 89                                                               | 1910                                                             | W.R.                                                             | 18                                                               | C3                                                               | 391–408                                                          | 3                                                                | C3 Bad 07                                                        | 70134–70148                                                      | 3                                                                | 8.900 4.450                                                      | 14.500                                                           | E                                                                | A4                                                               | Sp Wsbr                                                          | G                                                                | D                                                                | 2                                                                |                                                                  |                                                                  | 8 60                                                             |                                                                  |                                                                  | 40                                                               | mit Bremserhaus; nach 1945 Bremserhäuser entfernt; nach Ausmusterung teilweise Basis für 3yg-Wagen |
| 55b                                                              | 89                                                               | 1910                                                             | F.H.                                                             | 17                                                               | C3                                                               | 409–425                                                          | 4                                                                | C3 Bad 07                                                        | 70149–70161                                                      | 3                                                                | 8.900 4.450                                                      | 14.500                                                           | E                                                                | A4                                                               | Sp Wsbr                                                          | G                                                                | D                                                                | 2                                                                |                                                                  |                                                                  | 8 60                                                             |                                                                  |                                                                  | 40                                                               | mit Bremserhaus; nach 1945 Bremserhäuser entfernt; nach Ausmusterung teilweise Basis für 3yg-Wagen |
| 55b                                                              | 89                                                               | 1910                                                             | W.R.                                                             | 4                                                                | C3                                                               | 426–429                                                          |                                                                  | C3 Bad 07                                                        | 70162–70165                                                      | 3                                                                | 8.900 4.450                                                      | 14.500                                                           | E                                                                | A4                                                               | Sp Wsbr                                                          | G                                                                | D                                                                | 2                                                                |                                                                  |                                                                  | 8 60                                                             |                                                                  |                                                                  | 40                                                               | mit Bremserhaus; nach 1945 Bremserhäuser entfernt; nach Ausmusterung teilweise Basis für 3yg-Wagen |
| 55b                                                              | 89                                                               | 1911                                                             | F.H.                                                             | 15                                                               | C3                                                               | 430–444                                                          | 2                                                                | C3 Bad 07                                                        | 70166–70178                                                      | 3                                                                | 8.900 4.450                                                      | 14.500                                                           | E                                                                | A4                                                               | Sp Wsbr                                                          | G                                                                | D                                                                | 2                                                                |                                                                  |                                                                  | 8 60                                                             |                                                                  |                                                                  | 40                                                               | mit Bremserhaus; nach 1945 Bremserhäuser entfernt; nach Ausmusterung teilweise Basis für 3yg-Wagen |
| 55b                                                              | 89                                                               | 1912                                                             | HAWA.                                                            | 5                                                                | C3                                                               | 445–449                                                          | 1                                                                | C3 Bad 07                                                        | 70179–70182                                                      | 3                                                                | 8.900 4.450                                                      | 14.500                                                           | E                                                                | A4                                                               | Sp Wsbr                                                          | G                                                                | D                                                                | 2                                                                |                                                                  |                                                                  | 8 60                                                             |                                                                  |                                                                  | 40                                                               | mit Bremserhaus; nach 1945 Bremserhäuser entfernt; nach Ausmusterung teilweise Basis für 3yg-Wagen |
| 55b                                                              | 89                                                               | 1912                                                             | WEI.                                                             | 5                                                                | C3                                                               | 450–454                                                          |                                                                  | C3 Bad 07                                                        | 70183–70187                                                      | 3                                                                | 8.900 4.450                                                      | 14.500                                                           | E                                                                | A4                                                               | Sp Wsbr                                                          | G                                                                | D                                                                | 2                                                                |                                                                  |                                                                  | 8 60                                                             |                                                                  |                                                                  | 40                                                               | mit Bremserhaus; nach 1945 Bremserhäuser entfernt; nach Ausmusterung teilweise Basis für 3yg-Wagen |
| 55b                                                              | 89                                                               | 1912                                                             | W.R.                                                             | 8                                                                | C3                                                               | 455–462                                                          | 1                                                                | C3 Bad 07                                                        | 70188–70194                                                      | 3                                                                | 8.900 4.450                                                      | 14.500                                                           | E                                                                | A4                                                               | Sp Wsbr                                                          | G                                                                | D                                                                | 2                                                                |                                                                  |                                                                  | 8 60                                                             |                                                                  |                                                                  | 40                                                               | mit Bremserhaus; nach 1945 Bremserhäuser entfernt; nach Ausmusterung teilweise Basis für 3yg-Wagen |
| 55b                                                              | 89                                                               | 1912                                                             | F.H.                                                             | 16                                                               | C3                                                               | 463–479                                                          | 5                                                                | C3 Bad 07                                                        | 70195–70206                                                      | 3                                                                | 8.900 4.450                                                      | 14.500                                                           | E                                                                | A4                                                               | Sp Wsbr                                                          | G                                                                | D                                                                | 2                                                                |                                                                  |                                                                  | 8 60                                                             |                                                                  |                                                                  | 40                                                               | mit Bremserhaus; nach 1945 Bremserhäuser entfernt; nach Ausmusterung teilweise Basis für 3yg-Wagen |
| 55b                                                              | 89                                                               | 1913                                                             | F.H.                                                             | 15                                                               | C3                                                               | 480–488 848–853                                                  | 3                                                                | C3 Bad 07                                                        | 70207–70218                                                      | 3                                                                | 8.900 4.450                                                      | 14.500                                                           | E                                                                | A4                                                               | Sp Wsbr                                                          | G                                                                | D                                                                | 2                                                                |                                                                  |                                                                  | 8 60                                                             |                                                                  |                                                                  | 40                                                               | mit Bremserhaus; nach 1945 Bremserhäuser entfernt; nach Ausmusterung teilweise Basis für 3yg-Wagen |
| 55b                                                              | 89                                                               | 1914                                                             | F.H.                                                             | 8                                                                | C3                                                               | 838–845                                                          | 2                                                                | C3 Bad 07                                                        | 70219–70224                                                      | 3                                                                | 8.900 4.450                                                      | 14.500                                                           | E                                                                | A4                                                               | Sp Wsbr                                                          | G                                                                | D                                                                | 2                                                                |                                                                  |                                                                  | 8 60                                                             |                                                                  |                                                                  | 40                                                               | mit Bremserhaus; nach 1945 Bremserhäuser entfernt; nach Ausmusterung teilweise Basis für 3yg-Wagen |
| 55b                                                              | 89                                                               | 1914                                                             | W.R.                                                             | 2                                                                | C3                                                               | 846–847                                                          | 1                                                                | C3 Bad 07                                                        | 70225                                                            | 3                                                                | 8.900 4.450                                                      | 14.500                                                           | E                                                                | A4                                                               | Sp Wsbr                                                          | G                                                                | D                                                                | 2                                                                |                                                                  |                                                                  | 8 60                                                             |                                                                  |                                                                  | 40                                                               | mit Bremserhaus; nach 1945 Bremserhäuser entfernt; nach Ausmusterung teilweise Basis für 3yg-Wagen |
| 55b                                                              | 89                                                               | 1918                                                             | F.H.                                                             | 14                                                               | C3                                                               | 660–673                                                          | 2                                                                | C3 Bad 07                                                        | 70226–70237                                                      | 3                                                                | 8.900 4.450                                                      | 14.500                                                           | E                                                                | A4                                                               | Sp Wsbr                                                          | G                                                                | D                                                                | 2                                                                |                                                                  |                                                                  | 8 60                                                             |                                                                  |                                                                  | 40                                                               | mit Bremserhaus; nach 1945 Bremserhäuser entfernt; nach Ausmusterung teilweise Basis für 3yg-Wagen |
| 55b                                                              | 89                                                               | 1918                                                             | W.R.                                                             | 21                                                               | C3                                                               | 674–694                                                          | 14                                                               | C3 Bad 07                                                        | 70238–70243                                                      | 3                                                                | 8.900 4.450                                                      | 14.500                                                           | E                                                                | A4                                                               | Sp Wsbr                                                          | G                                                                | D                                                                | 2                                                                |                                                                  |                                                                  | 8 60                                                             |                                                                  |                                                                  | 40                                                               | mit Bremserhaus; nach 1945 Bremserhäuser entfernt; nach Ausmusterung teilweise Basis für 3yg-Wagen |
| 55b                                                              | 89                                                               | 1921                                                             | F.H.                                                             | 30                                                               | C3                                                               | 695–724                                                          |                                                                  | C3 Bad 07                                                        | 70245–70274                                                      | 3                                                                | 8.900 4.450                                                      | 14.500                                                           | E                                                                | A4                                                               | Sp Wsbr                                                          | G                                                                | D                                                                | 2                                                                |                                                                  |                                                                  | 8 60                                                             |                                                                  |                                                                  | 40                                                               | mit Bremserhaus; nach 1945 Bremserhäuser entfernt; nach Ausmusterung teilweise Basis für 3yg-Wagen |
| 55b                                                              | 89                                                               | 1921                                                             | W.R.                                                             | 9                                                                | C3                                                               | 725–733                                                          |                                                                  | C3 Bad 07                                                        | 70275–70283                                                      | 3                                                                | 8.900 4.450                                                      | 14.500                                                           | E                                                                | A4                                                               | Sp Wsbr                                                          | G                                                                | D                                                                | 2                                                                |                                                                  |                                                                  | 8 60                                                             |                                                                  |                                                                  | 40                                                               | mit Bremserhaus; nach 1945 Bremserhäuser entfernt; nach Ausmusterung teilweise Basis für 3yg-Wagen |
| 55b                                                              | 89                                                               | 1921                                                             | W.R.                                                             | 21                                                               | C3                                                               | 734–754                                                          |                                                                  | C3 Bad 07                                                        | 70284–70304                                                      | 3                                                                | 8.900 4.450                                                      | 14.500                                                           | E                                                                | A4                                                               | Sp Wsbr                                                          | G                                                                | D                                                                | 2                                                                |                                                                  |                                                                  | 8 60                                                             |                                                                  |                                                                  | 40                                                               | mit Bremserhaus; nach 1945 Bremserhäuser entfernt; nach Ausmusterung teilweise Basis für 3yg-Wagen |

## Sonderwagen

### Speisewagen
| Herstelldaten | Herstelldaten | Herstelldaten | Herstelldaten | Herstelldaten | Gattungszeichen und Wagennummern je Epoche | Gattungszeichen und Wagennummern je Epoche | Gattungszeichen und Wagennummern je Epoche | Gattungszeichen und Wagennummern je Epoche | Gattungszeichen und Wagennummern je Epoche | Fahrwerk   | Fahrwerk            | Fahrwerk | Fahrwerk                  | Fahrwerk                  | Fahrwerk                  | Ausstattung               | Ausstattung               | Ausstattung                          | Ausstattung                          | Ausstattung                          | Ausstattung                          | Ausstattung                          | Ausstattung                          | Ausstattung                          | Zusatzinfos |
| Grup- pe      | Blatt         | Bau- jahr     | Her- steller  | Anz.          | GBStsB                                     | GBStsB                                     | Rep. (1919)                                | DRG (ab 1923)                              | DRG (ab 1923)                              | Anz. Achs. | Rad- stand (Drehg.) | LüP      | Unt. Gest.                | LA.                       | Brem- sen                 | Bl.                       | Hz.                       | Art u.Anz. Abteile (Sitze je Klasse) | Art u.Anz. Abteile (Sitze je Klasse) | Art u.Anz. Abteile (Sitze je Klasse) | Art u.Anz. Abteile (Sitze je Klasse) | Art u.Anz. Abteile (Sitze je Klasse) | Art u.Anz. Abteile (Sitze je Klasse) | Art u.Anz. Abteile (Sitze je Klasse) | Bemerkung |
| Grup- pe      | Blatt         | Bau- jahr     | Her- steller  | Anz.          | Gattung                                    | Wagen-Nr.                                  | Rep. (1919)                                | Gattung                                    | Wagen-Nr.                                  | Anz. Achs. | Rad- stand (Drehg.) | LüP      | (siehe jeweilige Legende) | (siehe jeweilige Legende) | (siehe jeweilige Legende) | (siehe jeweilige Legende) | (siehe jeweilige Legende) | A                                    | 1.                                   | 2.                                   | 3.                                   | 4.                                   | O.                                   | M.                                   | |
| ------------- | ------------- | ------------- | ------------- | ------------- | ------------------------------------------ | ------------------------------------------ | ------------------------------------------ | ------------------------------------------ | ------------------------------------------ | ---------- | ------------------- | -------- | ------------------------- | ------------------------- | ------------------------- | ------------------------- | ------------------------- | ------------------------------------ | ------------------------------------ | ------------------------------------ | ------------------------------------ | ------------------------------------ | ------------------------------------ | ------------------------------------ | --- |
| 76(b?)        |               | 1896          | Güs.          | 2             | AB4ü(k)                                    | 11732–11733                                |                                            | AB4ük Bad 96                               |                                            | 4          | 12.000 2.500        | 18.600   | E                         |                           | Sp Wsbr                   | G                         | D                         | 1                                    | 3 18                                 | 2 16                                 |                                      |                                      | 26?                                  |                                      | Einsatz in der „Basler Gruppe“ für D-Züge mit Laufweg Berlin-Basel; 1902 Umbau zu Vollspeisewagen; 1916 Übergang zur MITROPA |
| 76(b?)        |               | 1897          | Sch.M.        | 1             | 11810                                      |                                            |                                            | AB4ük Bad 96                               |                                            | 4          | 12.000 2.500        | 18.600   | E                         |                           | Sp Wsbr                   | G                         | D                         | 1                                    | 3 18                                 | 2 16                                 |                                      |                                      | 26?                                  |                                      | Einsatz in der „Basler Gruppe“ für D-Züge mit Laufweg Berlin-Basel; 1902 Umbau zu Vollspeisewagen; 1916 Übergang zur MITROPA |

### Aussichtswagen
| Herstelldaten                                    | Herstelldaten                                  | Herstelldaten                                  | Herstelldaten                                  | Herstelldaten                                  | Gattungszeichen und Wagennummern je Epoche     | Gattungszeichen und Wagennummern je Epoche     | Gattungszeichen und Wagennummern je Epoche     | Gattungszeichen und Wagennummern je Epoche     | Gattungszeichen und Wagennummern je Epoche     | Fahrwerk                                       | Fahrwerk                                       | Fahrwerk                                       | Fahrwerk                                       | Fahrwerk                                       | Fahrwerk                                       | Ausstattung                                    | Ausstattung                                    | Ausstattung                                    | Ausstattung                                    | Ausstattung                                    | Ausstattung                                    | Ausstattung                                    | Ausstattung                                    | Ausstattung                                    | Zusatzinfos                                    |
| Grup- pe                                         | Blatt                                          | Bau- jahr                                      | Her- steller                                   | Anz.                                           | GBStsB                                         | GBStsB                                         | Rep. (1919)                                    | DRG (ab 1923)                                  | DRG (ab 1923)                                  | Anz. Achs.                                     | Rad- stand (Drehg.)                            | LüP                                            | Unt. Gest.                                     | LA.                                            | Brem- sen                                      | Bl.                                            | Hz.                                            | Art u.Anz. Abteile (Sitze je Klasse)           | Art u.Anz. Abteile (Sitze je Klasse)           | Art u.Anz. Abteile (Sitze je Klasse)           | Art u.Anz. Abteile (Sitze je Klasse)           | Art u.Anz. Abteile (Sitze je Klasse)           | Art u.Anz. Abteile (Sitze je Klasse)           | Art u.Anz. Abteile (Sitze je Klasse)           | Bemerkung                                      |
| Grup- pe                                         | Blatt                                          | Bau- jahr                                      | Her- steller                                   | Anz.                                           | Gattung                                        | Wagen-Nr.                                      | Rep. (1919)                                    | Gattung                                        | Wagen-Nr.                                      | Anz. Achs.                                     | Rad- stand (Drehg.)                            | LüP                                            | (siehe jeweilige Legende)                      | (siehe jeweilige Legende)                      | (siehe jeweilige Legende)                      | (siehe jeweilige Legende)                      | (siehe jeweilige Legende)                      | A                                              | 1.                                             | 2.                                             | 3.                                             | 4.                                             | O.                                             | M.                                             |                                                |
| 2-achsige Aussichtswagen für die Höllentalbahn   | 2-achsige Aussichtswagen für die Höllentalbahn | 2-achsige Aussichtswagen für die Höllentalbahn | 2-achsige Aussichtswagen für die Höllentalbahn | 2-achsige Aussichtswagen für die Höllentalbahn | 2-achsige Aussichtswagen für die Höllentalbahn | 2-achsige Aussichtswagen für die Höllentalbahn | 2-achsige Aussichtswagen für die Höllentalbahn | 2-achsige Aussichtswagen für die Höllentalbahn | 2-achsige Aussichtswagen für die Höllentalbahn | 2-achsige Aussichtswagen für die Höllentalbahn | 2-achsige Aussichtswagen für die Höllentalbahn | 2-achsige Aussichtswagen für die Höllentalbahn | 2-achsige Aussichtswagen für die Höllentalbahn | 2-achsige Aussichtswagen für die Höllentalbahn | 2-achsige Aussichtswagen für die Höllentalbahn | 2-achsige Aussichtswagen für die Höllentalbahn | 2-achsige Aussichtswagen für die Höllentalbahn | 2-achsige Aussichtswagen für die Höllentalbahn | 2-achsige Aussichtswagen für die Höllentalbahn | 2-achsige Aussichtswagen für die Höllentalbahn | 2-achsige Aussichtswagen für die Höllentalbahn | 2-achsige Aussichtswagen für die Höllentalbahn | 2-achsige Aussichtswagen für die Höllentalbahn | 2-achsige Aussichtswagen für die Höllentalbahn | 2-achsige Aussichtswagen für die Höllentalbahn |
| ------------------------------------------------ | ---------------------------------------------- | ---------------------------------------------- | ---------------------------------------------- | ---------------------------------------------- | ---------------------------------------------- | ---------------------------------------------- | ---------------------------------------------- | ---------------------------------------------- | ---------------------------------------------- | ---------------------------------------------- | ---------------------------------------------- | ---------------------------------------------- | ---------------------------------------------- | ---------------------------------------------- | ---------------------------------------------- | ---------------------------------------------- | ---------------------------------------------- | ---------------------------------------------- | ---------------------------------------------- | ---------------------------------------------- | ---------------------------------------------- | ---------------------------------------------- | ---------------------------------------------- | ---------------------------------------------- | ---------------------------------------------- |
| 85a                                              | 37                                             | 1902                                           | G.G.                                           | 10                                             | Bi                                             | 14414–14423                                    |                                                | Bi Bad 02                                      | 36047–36056                                    | 2                                              | 8.000                                          | 13.300                                         | E                                              | A4                                             | Sp Wsbr Hnbr                                   | G                                              | D                                              | 1                                              |                                                | 5 (40)                                         |                                                |                                                | 20                                             |                                                | große Seitenfenster                            |
| 3-achsige Aussichtswagen für die Schwarzwaldbahn |                                                |                                                |                                                |                                                |                                                |                                                |                                                |                                                |                                                |                                                |                                                |                                                |                                                |                                                |                                                |                                                |                                                |                                                |                                                |                                                |                                                |                                                |                                                |                                                |                                                |
| 72a                                              | 28                                             | 1904                                           | F.H.                                           | 4                                              | ABi3                                           | 18–21                                          |                                                | B3i Bad 04                                     | 36001–36004                                    | 3                                              | 8.900 4.450                                    | 14.140                                         | E                                              |                                                | Sp Wsbr Hnbr                                   | G                                              | D                                              | 1                                              | 1 (6)                                          | 4 (30)                                         |                                                |                                                | 20                                             |                                                | Seitengang in der 1. Klasse                    |

### Gefangenentransportwagen
| Herstelldaten                                    | Herstelldaten                                    | Herstelldaten                                    | Herstelldaten                                    | Herstelldaten                                    | Gattungszeichen und Wagennummern je Epoche       | Gattungszeichen und Wagennummern je Epoche       | Gattungszeichen und Wagennummern je Epoche       | Gattungszeichen und Wagennummern je Epoche       | Gattungszeichen und Wagennummern je Epoche       | Fahrwerk                                         | Fahrwerk                                         | Fahrwerk                                         | Fahrwerk                                         | Fahrwerk                                         | Fahrwerk                                         | Ausstattung                                      | Ausstattung                                      | Ausstattung                                      | Ausstattung                                      | Ausstattung                                      | Ausstattung                                      | Ausstattung                                      | Ausstattung                                      | Ausstattung                                      | Zusatzinfos                                                                                                  |
| Grup- pe                                         | Blatt                                            | Bau- jahr                                        | Her- steller                                     | Anz.                                             | GBStsB                                           | GBStsB                                           | Rep. (1919)                                      | DRG (ab 1923)                                    | DRG (ab 1923)                                    | Anz. Achs.                                       | Rad- stand (Drehg.)                              | LüP                                              | Unt. Gest.                                       | LA.                                              | Brem- sen                                        | Bl.                                              | Hz.                                              | Art u.Anz. Abteile (Sitze je Klasse)             | Art u.Anz. Abteile (Sitze je Klasse)             | Art u.Anz. Abteile (Sitze je Klasse)             | Art u.Anz. Abteile (Sitze je Klasse)             | Art u.Anz. Abteile (Sitze je Klasse)             | Art u.Anz. Abteile (Sitze je Klasse)             | Art u.Anz. Abteile (Sitze je Klasse)             | Bemerkung |
| Grup- pe                                         | Blatt                                            | Bau- jahr                                        | Her- steller                                     | Anz.                                             | Gattung                                          | Wagen-Nr.                                        | Rep. (1919)                                      | Gattung                                          | Wagen-Nr.                                        | Anz. Achs.                                       | Rad- stand (Drehg.)                              | LüP                                              | (siehe jeweilige Legende)                        | (siehe jeweilige Legende)                        | (siehe jeweilige Legende)                        | (siehe jeweilige Legende)                        | (siehe jeweilige Legende)                        | A                                                | 1.                                               | 2.                                               | 3.                                               | 4.                                               | O.                                               | M.                                               | |
| 2-achsig, Beschaffungszeitraum von 1859 bis 1899 | 2-achsig, Beschaffungszeitraum von 1859 bis 1899 | 2-achsig, Beschaffungszeitraum von 1859 bis 1899 | 2-achsig, Beschaffungszeitraum von 1859 bis 1899 | 2-achsig, Beschaffungszeitraum von 1859 bis 1899 | 2-achsig, Beschaffungszeitraum von 1859 bis 1899 | 2-achsig, Beschaffungszeitraum von 1859 bis 1899 | 2-achsig, Beschaffungszeitraum von 1859 bis 1899 | 2-achsig, Beschaffungszeitraum von 1859 bis 1899 | 2-achsig, Beschaffungszeitraum von 1859 bis 1899 | 2-achsig, Beschaffungszeitraum von 1859 bis 1899 | 2-achsig, Beschaffungszeitraum von 1859 bis 1899 | 2-achsig, Beschaffungszeitraum von 1859 bis 1899 | 2-achsig, Beschaffungszeitraum von 1859 bis 1899 | 2-achsig, Beschaffungszeitraum von 1859 bis 1899 | 2-achsig, Beschaffungszeitraum von 1859 bis 1899 | 2-achsig, Beschaffungszeitraum von 1859 bis 1899 | 2-achsig, Beschaffungszeitraum von 1859 bis 1899 | 2-achsig, Beschaffungszeitraum von 1859 bis 1899 | 2-achsig, Beschaffungszeitraum von 1859 bis 1899 | 2-achsig, Beschaffungszeitraum von 1859 bis 1899 | 2-achsig, Beschaffungszeitraum von 1859 bis 1899 | 2-achsig, Beschaffungszeitraum von 1859 bis 1899 | 2-achsig, Beschaffungszeitraum von 1859 bis 1899 | 2-achsig, Beschaffungszeitraum von 1859 bis 1899 | 2-achsig, Beschaffungszeitraum von 1859 bis 1899                                                             |
| ------------------------------------------------ | ------------------------------------------------ | ------------------------------------------------ | ------------------------------------------------ | ------------------------------------------------ | ------------------------------------------------ | ------------------------------------------------ | ------------------------------------------------ | ------------------------------------------------ | ------------------------------------------------ | ------------------------------------------------ | ------------------------------------------------ | ------------------------------------------------ | ------------------------------------------------ | ------------------------------------------------ | ------------------------------------------------ | ------------------------------------------------ | ------------------------------------------------ | ------------------------------------------------ | ------------------------------------------------ | ------------------------------------------------ | ------------------------------------------------ | ------------------------------------------------ | ------------------------------------------------ | ------------------------------------------------ | --- |
| 59                                               |                                                  | 1859                                             |                                                  | 2                                                | GF.                                              |                                                  |                                                  | Z Bad 59                                         |                                                  | 2                                                | 3.300                                            | 7.030                                            | H                                                |                                                  | Sp                                               | Öl                                               | O                                                | 1                                                |                                                  |                                                  |                                                  | 4 24                                             |                                                  |                                                  | mit hochgesetztem Bremserhaus; 1906 u. 1914 ausgemustert                                                     |
| 61                                               | 3                                                | 1865                                             |                                                  | 2                                                | GF.                                              |                                                  |                                                  | Z Bad 65                                         |                                                  | 2                                                | 4.500                                            | 8.110                                            | E                                                |                                                  | Sp                                               | Öl                                               | O                                                | 1                                                |                                                  |                                                  | 1 9                                              | 4 11                                             |                                                  |                                                  | mit hochgesetztem Bremserhaus; durchgehende Trittbretter und Anhaltestangen; zusätzlich ein Abteil 3. Klasse |
| 60                                               | 2                                                | 1871                                             |                                                  | 1                                                | GF.                                              |                                                  |                                                  | Z Bad 71                                         |                                                  | 2                                                | 3.600                                            | 7.630                                            | E                                                |                                                  | Sp                                               | Öl                                               | O                                                | 1                                                |                                                  |                                                  |                                                  | 4 20                                             |                                                  |                                                  | mit hochgesetztem Bremserhaus; durchgehende Trittbretter und Anhaltestangen                                  |
| 2-achsig, Beschaffungszeitraum von 1900 bis 1923 |                                                  |                                                  |                                                  |                                                  |                                                  |                                                  |                                                  |                                                  |                                                  |                                                  |                                                  |                                                  |                                                  |                                                  |                                                  |                                                  |                                                  |                                                  |                                                  |                                                  |                                                  |                                                  |                                                  |                                                  | |
| 61a                                              | 4                                                | 1906                                             | F.H.                                             | 3                                                | GF.                                              | 133, 124                                         |                                                  | Zi Bad 06                                        | 9005–9006                                        | 2                                                | 3.300                                            | 12.340                                           | E                                                | A4                                               | Sp Wsbr                                          | G                                                | D                                                | 2                                                |                                                  |                                                  |                                                  | 10 24                                            |                                                  |                                                  | offene Übergänge an den Stirnseiten                                                                          |
| 61a                                              | 4                                                | 1906                                             | F.H.                                             | 3                                                | GF.                                              | 135                                              |                                                  | Zi Bad 06                                        | 9007                                             | 2                                                | 3.300                                            | 12.300                                           | E                                                | A4                                               | Sp Wsbr                                          | G                                                | D                                                | 2                                                |                                                  |                                                  |                                                  | 10 24                                            |                                                  |                                                  | offene Übergänge an den Stirnseiten                                                                          |

## Triebwagen

### Dampftriebwagen
Im Gegensatz zu dem Elektrotriebwagen war man sich bei den Badischen Staatseisenbahnen sicher, sich mit der Wahl des Dampftriebwagens auf der sicheren Seite zu bewegen. Der Maschinenmeister der Bahn (Herr Kittel) hatte schon um 1904/05 einen Stehkessel für Einmannbetrieb entwickelt der sich bei verschiedenen Bahnen – insbesondere in der Schweiz – sehr bewährt hatte. Zudem setzte der Einsatz von Dampftriebwagen keine zusätzlichen Investitionen für Infrastruktur (Ladestationen) voraus. Die Wagen waren daher im Einsatz sehr erfolgreich und kamen auch alle noch zur Reichsbahn. Der letzte wurde 1954 ausgemustert.
| Dampftriebwagen Bauart Kittel | Dampftriebwagen Bauart Kittel | Dampftriebwagen Bauart Kittel | Dampftriebwagen Bauart Kittel | Dampftriebwagen Bauart Kittel | Dampftriebwagen Bauart Kittel | Dampftriebwagen Bauart Kittel | Dampftriebwagen Bauart Kittel | Dampftriebwagen Bauart Kittel | Dampftriebwagen Bauart Kittel | Dampftriebwagen Bauart Kittel | Dampftriebwagen Bauart Kittel | Dampftriebwagen Bauart Kittel | Dampftriebwagen Bauart Kittel | Dampftriebwagen Bauart Kittel | Dampftriebwagen Bauart Kittel | Dampftriebwagen Bauart Kittel | Dampftriebwagen Bauart Kittel | Dampftriebwagen Bauart Kittel        | Dampftriebwagen Bauart Kittel        | Dampftriebwagen Bauart Kittel        | Dampftriebwagen Bauart Kittel        | Dampftriebwagen Bauart Kittel        | Dampftriebwagen Bauart Kittel        | Dampftriebwagen Bauart Kittel                                          |
| Grup- pe                      | Blatt                         | Bau- jahr                     | Her- steller                  | Anz.                          | GBStsB                        | GBStsB                        | Rep. (1919)                   | DRG (ab 1923)                 | DRG (ab 1923)                 | Anz. Achs.                    | Rad- stand (Drehg.)           | LüP                           | Unt. Gest.                    | LA.                           | Brem- sen                     | Bl.                           | Hz.                           | Art u.Anz. Abteile (Sitze je Klasse) | Art u.Anz. Abteile (Sitze je Klasse) | Art u.Anz. Abteile (Sitze je Klasse) | Art u.Anz. Abteile (Sitze je Klasse) | Art u.Anz. Abteile (Sitze je Klasse) | Art u.Anz. Abteile (Sitze je Klasse) | Bemerkung                                                              |
| Grup- pe                      | Blatt                         | Bau- jahr                     | Her- steller                  | Anz.                          | Gattung                       | Wagen-Nr.                     | Rep. (1919)                   | Gattung                       | Wagen-Nr.                     | Anz. Achs.                    | Rad- stand (Drehg.)           | LüP                           | (siehe jeweilige Legende)     | (siehe jeweilige Legende)     | (siehe jeweilige Legende)     | (siehe jeweilige Legende)     | (siehe jeweilige Legende)     | A                                    | 1.                                   | 2.                                   | 3.                                   | 4.                                   | G.                                   |                                                                        |
| ----------------------------- | ----------------------------- | ----------------------------- | ----------------------------- | ----------------------------- | ----------------------------- | ----------------------------- | ----------------------------- | ----------------------------- | ----------------------------- | ----------------------------- | ----------------------------- | ----------------------------- | ----------------------------- | ----------------------------- | ----------------------------- | ----------------------------- | ----------------------------- | ------------------------------------ | ------------------------------------ | ------------------------------------ | ------------------------------------ | ------------------------------------ | ------------------------------------ | ---------------------------------------------------------------------- |
| 121a                          | 1                             | 1914                          | M.E.                          | 8                             | CiD                           | 3692–3694                     |                               | CidT Bad 14                   | 1000–1002                     | 2                             | 5.500                         | 11.612                        | E                             | A4                            | Sp Wsbr                       | G                             | D                             |                                      |                                      |                                      | 40 48                                |                                      | 1                                    | eine offene Übergangsplattform; Gepäckabteil mit Klappbänken (8 Sitze) |
| 121a                          | 1                             | 1915                          | M.E.                          | 8                             | CiD                           | 3749–3753                     |                               | CidT Bad 14                   | 1003–1007                     | 2                             | 5.500                         | 11.612                        | E                             | A4                            | Sp Wsbr                       | G                             | D                             |                                      |                                      |                                      | 40 48                                |                                      | 1                                    | eine offene Übergangsplattform; Gepäckabteil mit Klappbänken (8 Sitze) |

### Elektrotriebwagen
Der erfolgreiche Einsatz von Akkumulatorentriebwagen bei den benachbarten Pfälzischen Eisenbahnen veranlasste das Lieferwerk, die Waggonfabrick Raststatt, ein Angebot für ein solches Gefährt bei der Verwaltung der Badischen Staatsbahnen abzugeben. Im Gegensatz zu dem erfolgreichen Einsatz in der Pfalz (dort wurden die Triebwagen bis in die 1930er Jahre betrieben) kam man offenbar bei den Badischen Staatsbahnen mít der neuen Technologie nicht so gut zu Rande, so dass der Versuch schon 1905 abgebrochen und der Wagen zu einem „normalen“ Drehgestell-Abteilwagen umgebaut wurde.
| Akkumulatorten Triebwagen | Akkumulatorten Triebwagen | Akkumulatorten Triebwagen | Akkumulatorten Triebwagen | Akkumulatorten Triebwagen | Akkumulatorten Triebwagen | Akkumulatorten Triebwagen | Akkumulatorten Triebwagen | Akkumulatorten Triebwagen | Akkumulatorten Triebwagen | Akkumulatorten Triebwagen | Akkumulatorten Triebwagen | Akkumulatorten Triebwagen | Akkumulatorten Triebwagen | Akkumulatorten Triebwagen | Akkumulatorten Triebwagen | Akkumulatorten Triebwagen | Akkumulatorten Triebwagen | Akkumulatorten Triebwagen            | Akkumulatorten Triebwagen            | Akkumulatorten Triebwagen            | Akkumulatorten Triebwagen            | Akkumulatorten Triebwagen            | Akkumulatorten Triebwagen            | Akkumulatorten Triebwagen            | Akkumulatorten Triebwagen                    |
| Grup- pe                  | Blatt                     | Bau- jahr                 | Her- steller              | Anz.                      | GBStsB                    | GBStsB                    | Rep. (1919)               | DRG (ab 1923)             | DRG (ab 1923)             | Anz. Achs.                | Rad- stand (Drehg.)       | LüP                       | Unt. Gest.                | LA.                       | Brem- sen                 | Bl.                       | Hz.                       | Art u.Anz. Abteile (Sitze je Klasse) | Art u.Anz. Abteile (Sitze je Klasse) | Art u.Anz. Abteile (Sitze je Klasse) | Art u.Anz. Abteile (Sitze je Klasse) | Art u.Anz. Abteile (Sitze je Klasse) | Art u.Anz. Abteile (Sitze je Klasse) | Art u.Anz. Abteile (Sitze je Klasse) | Bemerkung                                    |
| Grup- pe                  | Blatt                     | Bau- jahr                 | Her- steller              | Anz.                      | Gattung                   | Wagen-Nr.                 | Rep. (1919)               | Gattung                   | Wagen-Nr.                 | Anz. Achs.                | Rad- stand (Drehg.)       | LüP                       | (siehe jeweilige Legende) | (siehe jeweilige Legende) | (siehe jeweilige Legende) | (siehe jeweilige Legende) | (siehe jeweilige Legende) | A                                    | 1.                                   | 2.                                   | 3.                                   | 4.                                   | O.                                   | M.                                   |                                              |
| ------------------------- | ------------------------- | ------------------------- | ------------------------- | ------------------------- | ------------------------- | ------------------------- | ------------------------- | ------------------------- | ------------------------- | ------------------------- | ------------------------- | ------------------------- | ------------------------- | ------------------------- | ------------------------- | ------------------------- | ------------------------- | ------------------------------------ | ------------------------------------ | ------------------------------------ | ------------------------------------ | ------------------------------------ | ------------------------------------ | ------------------------------------ | -------------------------------------------- |
| 133d                      |                           | 1903                      |                           | 1                         | el.(?)                    | 6607                      |                           | (BC4i Bad 06 ?)           |                           | 4                         | 11.000 2.500              | 18.870                    | E                         |                           | Sp El                     | El                        | Pr                        |                                      |                                      |                                      | 10 112                               |                                      |                                      |                                      | 1906 Rückbau zu Drehgestell-Abteilwagen BC4i |

## Postwagen
Die Badischen Staatseisenbahnen hatten nur in dem Zeitraum zwischen 1848 und 1872 eigene Bahnpostwagen. Tatsächlich waren sie sogar Vorreiter mit der Beschaffung einer für den Postdienst hergerichteten Wagenart. Ab dem 1. April 1848 verkehrten die ersten Wagen ab Heidelberg. Zum 1. Januar 1872 ging die Großherzoglich Badische Post in der Deutschen Reichspost auf. Die bis dato beschafften Wagen wurde an die Reichspostverwaltung verkauft und in deren Wagenpark eingereiht.
Die kombinierten Personen- bzw. Gepäckwagen mit Postabteil blieben dagegen im Bestand der Großherzoglich Badischen Staatseisenbahnen.

### Zwei-. und dreiachsige Briefpostwagen
| Herstelldaten              | Herstelldaten              | Herstelldaten              | Herstelldaten              | Herstelldaten              | Gattungszeichen und Wagennummern je Epoche | Gattungszeichen und Wagennummern je Epoche | Gattungszeichen und Wagennummern je Epoche | Gattungszeichen und Wagennummern je Epoche | Gattungszeichen und Wagennummern je Epoche | Fahrwerk                   | Fahrwerk                   | Fahrwerk                   | Fahrwerk                   | Fahrwerk                   | Fahrwerk                   | Ausstattung                | Ausstattung                | Ausstattung                          | Ausstattung                          | Ausstattung                          | Ausstattung                          | Ausstattung                          | Ausstattung                          | Ausstattung                          | Zusatzinfos |
| Grup- pe                   | Blatt                      | Bau- jahr                  | Her- steller               | Anz.                       | GBStsB                                     | GBStsB                                     | Rep. (1919)                                | DRG (ab 1923)                              | DRG (ab 1923)                              | Anz. Achs.                 | Rad- stand (Drehg.)        | LüP                        | Unt. Gest.                 | LA.                        | Brem- sen                  | Bl.                        | Hz.                        | Art u.Anz. Abteile (Sitze je Klasse) | Art u.Anz. Abteile (Sitze je Klasse) | Art u.Anz. Abteile (Sitze je Klasse) | Art u.Anz. Abteile (Sitze je Klasse) | Art u.Anz. Abteile (Sitze je Klasse) | Art u.Anz. Abteile (Sitze je Klasse) | Art u.Anz. Abteile (Sitze je Klasse) | Bemerkung |
| Grup- pe                   | Blatt                      | Bau- jahr                  | Her- steller               | Anz.                       | Gattung                                    | Wagen-Nr.                                  | Rep. (1919)                                | Gattung                                    | Wagen-Nr.                                  | Anz. Achs.                 | Rad- stand (Drehg.)        | LüP                        | (siehe jeweilige Legende)  | (siehe jeweilige Legende)  | (siehe jeweilige Legende)  | (siehe jeweilige Legende)  | (siehe jeweilige Legende)  | A                                    | 1.                                   | 2.                                   | 3.                                   | 4.                                   | D.                                   | B.                                   | |
| Zweiachsige Briefpostwagen | Zweiachsige Briefpostwagen | Zweiachsige Briefpostwagen | Zweiachsige Briefpostwagen | Zweiachsige Briefpostwagen | Zweiachsige Briefpostwagen                 | Zweiachsige Briefpostwagen                 | Zweiachsige Briefpostwagen                 | Zweiachsige Briefpostwagen                 | Zweiachsige Briefpostwagen                 | Zweiachsige Briefpostwagen | Zweiachsige Briefpostwagen | Zweiachsige Briefpostwagen | Zweiachsige Briefpostwagen | Zweiachsige Briefpostwagen | Zweiachsige Briefpostwagen | Zweiachsige Briefpostwagen | Zweiachsige Briefpostwagen | Zweiachsige Briefpostwagen           | Zweiachsige Briefpostwagen           | Zweiachsige Briefpostwagen           | Zweiachsige Briefpostwagen           | Zweiachsige Briefpostwagen           | Zweiachsige Briefpostwagen           | Zweiachsige Briefpostwagen           | Zweiachsige Briefpostwagen |
| -------------------------- | -------------------------- | -------------------------- | -------------------------- | -------------------------- | ------------------------------------------ | ------------------------------------------ | ------------------------------------------ | ------------------------------------------ | ------------------------------------------ | -------------------------- | -------------------------- | -------------------------- | -------------------------- | -------------------------- | -------------------------- | -------------------------- | -------------------------- | ------------------------------------ | ------------------------------------ | ------------------------------------ | ------------------------------------ | ------------------------------------ | ------------------------------------ | ------------------------------------ | --- |
|                            |                            | 1848                       | W.V.                       | 6                          | BPost                                      | 4–9                                        |                                            | Post Bad 48/62                             |                                            | 2                          |                            |                            | H                          |                            |                            | Öl                         | O                          |                                      |                                      | ?                                    |                                      |                                      |                                      | 1                                    | ursprünglich als kombinierte Wagen in Betrieb genommen, 1862 zu reinen Postwagen umgebaut durch die Hauptwerkstätte Karlsruhe |
| Dreiachsige Briefpostwagen |                            |                            |                            |                            |                                            |                                            |                                            |                                            |                                            |                            |                            |                            |                            |                            |                            |                            |                            |                                      |                                      |                                      |                                      |                                      |                                      |                                      | |
|                            |                            | 1848                       | Sch.M.                     | 9                          | BPost3                                     | 26–34                                      |                                            | Post3 Bad 48/64                            |                                            | 3                          |                            |                            | H                          |                            |                            | Öl                         | O                          |                                      |                                      | ?                                    |                                      |                                      |                                      | 1                                    | ursprünglich als kombinierte Wagen in Betrieb genommen, 1864 zu reinen Postwagen umgebaut durch die Hauptwerkstätte Karlsruhe |

### Zweiachsige Postpackwagen
Neben der Wagen für die Briefpost gab es auch noch Wagen für die sogenannte „Fahrpost“ die zur Beförderung von Paketen dienten.
| Herstelldaten | Herstelldaten | Herstelldaten | Herstelldaten | Herstelldaten | Gattungszeichen und Wagennummern je Epoche | Gattungszeichen und Wagennummern je Epoche | Gattungszeichen und Wagennummern je Epoche | Gattungszeichen und Wagennummern je Epoche | Gattungszeichen und Wagennummern je Epoche | Fahrwerk   | Fahrwerk            | Fahrwerk | Fahrwerk                  | Fahrwerk                  | Fahrwerk                  | Ausstattung               | Ausstattung               | Ausstattung                          | Ausstattung                          | Ausstattung                          | Ausstattung                          | Ausstattung                          | Ausstattung                          | Ausstattung                          | Zusatzinfos            |
| Grup- pe      | Blatt         | Bau- jahr     | Her- steller  | Anz.          | GBStsB                                     | GBStsB                                     | Rep. (1919)                                | DRG (ab 1923)                              | DRG (ab 1923)                              | Anz. Achs. | Rad- stand (Drehg.) | LüP      | Unt. Gest.                | LA.                       | Brem- sen                 | Bl.                       | Hz.                       | Art u.Anz. Abteile (Sitze je Klasse) | Art u.Anz. Abteile (Sitze je Klasse) | Art u.Anz. Abteile (Sitze je Klasse) | Art u.Anz. Abteile (Sitze je Klasse) | Art u.Anz. Abteile (Sitze je Klasse) | Art u.Anz. Abteile (Sitze je Klasse) | Art u.Anz. Abteile (Sitze je Klasse) | Bemerkung              |
| Grup- pe      | Blatt         | Bau- jahr     | Her- steller  | Anz.          | Gattung                                    | Wagen-Nr.                                  | Rep. (1919)                                | Gattung                                    | Wagen-Nr.                                  | Anz. Achs. | Rad- stand (Drehg.) | LüP      | (siehe jeweilige Legende) | (siehe jeweilige Legende) | (siehe jeweilige Legende) | (siehe jeweilige Legende) | (siehe jeweilige Legende) | A                                    | 1.                                   | 2.                                   | 3.                                   | 4.                                   | D.                                   | P.                                   |                        |
| ------------- | ------------- | ------------- | ------------- | ------------- | ------------------------------------------ | ------------------------------------------ | ------------------------------------------ | ------------------------------------------ | ------------------------------------------ | ---------- | ------------------- | -------- | ------------------------- | ------------------------- | ------------------------- | ------------------------- | ------------------------- | ------------------------------------ | ------------------------------------ | ------------------------------------ | ------------------------------------ | ------------------------------------ | ------------------------------------ | ------------------------------------ | ---------------------- |
| 126           |               | 1873          | F.H.          | 1             | Ppost                                      | 494                                        |                                            | Ppost Bad (?)                              |                                            | 2          |                     |          | E                         |                           |                           | Öl                        | O                         |                                      |                                      |                                      |                                      |                                      | 1                                    | 1                                    |                        |
| 126           | 1863          | HWK.          | 1             | 489           | Ppost                                      |                                            |                                            | Ppost Bad (?)                              |                                            | 2          |                     |          | E                         |                           |                           | Öl                        | O                         |                                      |                                      |                                      |                                      |                                      | 1                                    | 1                                    |                        |
| 126           | 1862          | HWK.          | 1             | 496           | Ppost                                      |                                            |                                            | Ppost Bad (?)                              |                                            | 2          |                     |          | E                         |                           |                           | Öl                        | O                         |                                      |                                      |                                      |                                      |                                      | 1                                    | 1                                    |                        |
| 128           | (150?)        | 1865          | F.H.          | 2             | Pposti                                     | 930–931                                    |                                            | Pposti Bad (?)                             |                                            | 2          |                     |          | E                         |                           |                           | Öl                        | O                         |                                      |                                      |                                      |                                      |                                      | 1                                    | 1                                    | mit offenen Übergängen |
| 128           | (150?)        | 1862          | HWK.          | 1             | Pposti                                     | 932                                        |                                            | Pposti Bad (?)                             |                                            | 2          |                     |          | E                         |                           |                           | Öl                        | O                         |                                      |                                      |                                      |                                      |                                      | 1                                    | 1                                    | mit offenen Übergängen |
| 128           | (150?)        | 1865          | F.H.          | 1             | Pposti                                     | 933                                        |                                            | Pposti Bad (?)                             |                                            | 2          |                     |          | E                         |                           |                           | Öl                        | O                         |                                      |                                      |                                      |                                      |                                      | 1                                    | 1                                    | mit offenen Übergängen |
| 128           | (150?)        | 1862          | HWK.          | 1             | Pposti                                     | 936                                        |                                            | Pposti Bad (?)                             |                                            | 2          |                     |          | E                         |                           |                           | Öl                        | O                         |                                      |                                      |                                      |                                      |                                      | 1                                    | 1                                    | mit offenen Übergängen |
| 128           | (150?)        | 1865          | F.H.          | 1             | Pposti                                     | 937                                        |                                            | Pposti Bad (?)                             |                                            | 2          |                     |          | E                         |                           |                           | Öl                        | O                         |                                      |                                      |                                      |                                      |                                      | 1                                    | 1                                    | mit offenen Übergängen |
| 128           | (150?)        | 1862          | HWK.          | 1             | Pposti                                     | 938                                        |                                            | Pposti Bad (?)                             |                                            | 2          |                     |          | E                         |                           |                           | Öl                        | O                         |                                      |                                      |                                      |                                      |                                      | 1                                    | 1                                    | mit offenen Übergängen |

### Kombinierte Post- und Personenwagen
| Herstelldaten | Herstelldaten | Herstelldaten | Herstelldaten | Herstelldaten | Gattungszeichen und Wagennummern je Epoche | Gattungszeichen und Wagennummern je Epoche | Gattungszeichen und Wagennummern je Epoche | Gattungszeichen und Wagennummern je Epoche | Gattungszeichen und Wagennummern je Epoche | Fahrwerk   | Fahrwerk            | Fahrwerk | Fahrwerk                  | Fahrwerk                  | Fahrwerk                  | Ausstattung               | Ausstattung               | Ausstattung                          | Ausstattung                          | Ausstattung                          | Ausstattung                          | Ausstattung                          | Ausstattung                          | Ausstattung                          | Zusatzinfos |
| Grup- pe      | Blatt         | Bau- jahr     | Her- steller  | Anz.          | GBStsB                                     | GBStsB                                     | Rep. (1919)                                | DRG (ab 1923)                              | DRG (ab 1923)                              | Anz. Achs. | Rad- stand (Drehg.) | LüP      | Unt. Gest.                | LA.                       | Brem- sen                 | Bl.                       | Hz.                       | Art u.Anz. Abteile (Sitze je Klasse) | Art u.Anz. Abteile (Sitze je Klasse) | Art u.Anz. Abteile (Sitze je Klasse) | Art u.Anz. Abteile (Sitze je Klasse) | Art u.Anz. Abteile (Sitze je Klasse) | Art u.Anz. Abteile (Sitze je Klasse) | Art u.Anz. Abteile (Sitze je Klasse) | Bemerkung   |
| Grup- pe      | Blatt         | Bau- jahr     | Her- steller  | Anz.          | Gattung                                    | Wagen-Nr.                                  | Rep. (1919)                                | Gattung                                    | Wagen-Nr.                                  | Anz. Achs. | Rad- stand (Drehg.) | LüP      | (siehe jeweilige Legende) | (siehe jeweilige Legende) | (siehe jeweilige Legende) | (siehe jeweilige Legende) | (siehe jeweilige Legende) | A                                    | 1.                                   | 2.                                   | 3.                                   | 4.                                   | D.                                   | P.                                   |             |
| ------------- | ------------- | ------------- | ------------- | ------------- | ------------------------------------------ | ------------------------------------------ | ------------------------------------------ | ------------------------------------------ | ------------------------------------------ | ---------- | ------------------- | -------- | ------------------------- | ------------------------- | ------------------------- | ------------------------- | ------------------------- | ------------------------------------ | ------------------------------------ | ------------------------------------ | ------------------------------------ | ------------------------------------ | ------------------------------------ | ------------------------------------ | ----------- |
|               |               | 1846          | V&V.          | 4             | BP                                         |                                            |                                            | BPost Bad 48                               |                                            | 2          |                     |          | H                         |                           |                           | Öl                        | O                         |                                      |                                      | ?                                    |                                      |                                      |                                      | 1                                    |             |
| 58            |               | 1862          | HWK.          | 1             | CPost                                      | 372                                        |                                            | CPost Bad (?)                              |                                            | 2          |                     |          | E                         |                           |                           | G                         | D                         |                                      |                                      |                                      | ?                                    |                                      |                                      | 1                                    |             |
| 58            |               | 1864          | F.H.          | 2             | CPost                                      | 531, 532                                   |                                            | CPost Bad (?)                              |                                            | 2          |                     |          | E                         |                           |                           | G                         | D                         |                                      |                                      |                                      | ?                                    |                                      |                                      | 1                                    |             |
| 58            |               | 1865          | V&V.          | 1             | CPost                                      | 533                                        |                                            | CPost Bad (?)                              |                                            | 2          |                     |          | E                         |                           |                           | G                         | D                         |                                      |                                      |                                      | ?                                    |                                      |                                      | 1                                    |             |
| 119           | 138           | 1896          | HWK.          | 1             | CPost                                      | 1383                                       |                                            | CPostid Bad 96                             | 99005                                      | 2          |                     |          | E                         |                           |                           | G                         | D                         |                                      |                                      |                                      | ?                                    |                                      |                                      | 1                                    |             |

## Gepäckwagen

### Zweiachsige Gepäckwagen
| Herstelldaten | Herstelldaten | Herstelldaten | Herstelldaten | Herstelldaten | Gattungszeichen und Wagennummern je Epoche | Gattungszeichen und Wagennummern je Epoche              | Gattungszeichen und Wagennummern je Epoche | Gattungszeichen und Wagennummern je Epoche | Gattungszeichen und Wagennummern je Epoche | Fahrwerk   | Fahrwerk            | Fahrwerk | Fahrwerk                  | Fahrwerk                  | Fahrwerk                  | Ausstattung               | Ausstattung               | Ausstattung                          | Ausstattung                          | Ausstattung                          | Ausstattung                          | Ausstattung                          | Ausstattung                          | Zusatzinfos                                                                 |
| Grup- pe      | Blatt         | Bau- jahr     | Her- steller  | Anz.          | GBStsB                                     | GBStsB                                                  | Rep. (1919)                                | DRG (ab 1923)                              | DRG (ab 1923)                              | Anz. Achs. | Rad- stand (Drehg.) | LüP      | Unt. Gest.                | LA.                       | Brem- sen                 | Bl.                       | Hz.                       | Art u.Anz. Abteile (Sitze je Klasse) | Art u.Anz. Abteile (Sitze je Klasse) | Art u.Anz. Abteile (Sitze je Klasse) | Art u.Anz. Abteile (Sitze je Klasse) | Art u.Anz. Abteile (Sitze je Klasse) | Art u.Anz. Abteile (Sitze je Klasse) | Bemerkung                                                                   |
| Grup- pe      | Blatt         | Bau- jahr     | Her- steller  | Anz.          | Gattung                                    | Wagen-Nr.                                               | Rep. (1919)                                | Gattung                                    | Wagen-Nr.                                  | Anz. Achs. | Rad- stand (Drehg.) | LüP      | (siehe jeweilige Legende) | (siehe jeweilige Legende) | (siehe jeweilige Legende) | (siehe jeweilige Legende) | (siehe jeweilige Legende) | A                                    | D.                                   | G.                                   | P.                                   | V.                                   | Z.                                   |                                                                             |
| ------------- | ------------- | ------------- | ------------- | ------------- | ------------------------------------------ | ------------------------------------------------------- | ------------------------------------------ | ------------------------------------------ | ------------------------------------------ | ---------- | ------------------- | -------- | ------------------------- | ------------------------- | ------------------------- | ------------------------- | ------------------------- | ------------------------------------ | ------------------------------------ | ------------------------------------ | ------------------------------------ | ------------------------------------ | ------------------------------------ | --------------------------------------------------------------------------- |
| 123           | (117?)        | 1863          | HWK.          | 1             | Pw                                         | 490                                                     |                                            | Pw Bad 63(?)                               |                                            | 2          | 4.500               | 8.910    | E,H                       |                           | Sp (Wsbr)                 | Öl (G)                    | O (D)                     | 1                                    | 1                                    | 1                                    | 1                                    | 1                                    |                                      | Zugführerkanzel; durchgehende Laufbretter mit Anhaltestangen                |
| 123           | (117?)        | 1863          | Sch.M.        | 4             | Pw                                         | 2702                                                    |                                            | Pw Bad 63(?)                               |                                            | 2          | 4.500               | 8.910    | E,H                       |                           | Sp (Wsbr)                 | Öl (G)                    | O (D)                     | 1                                    | 1                                    | 1                                    | 1                                    | 1                                    |                                      | Zugführerkanzel; durchgehende Laufbretter mit Anhaltestangen                |
| 123           | (117?)        | 1863          | Sch.M.        | 4             | Pw                                         | 2707–2709                                               |                                            | Pw Bad 63(?)                               |                                            | 2          | 4.500               | 8.910    | E,H                       |                           | Sp (Wsbr)                 | Öl (G)                    | O (D)                     | 1                                    | 1                                    | 1                                    | 1                                    | 1                                    |                                      | Zugführerkanzel; durchgehende Laufbretter mit Anhaltestangen                |
| 123           | (117?)        | 1863          | MBG.          | 19            | Pw                                         | 2614–2616                                               |                                            | Pw Bad 63(?)                               |                                            | 2          | 4.500               | 8.910    | E,H                       |                           | Sp (Wsbr)                 | Öl (G)                    | O (D)                     | 1                                    | 1                                    | 1                                    | 1                                    | 1                                    |                                      | Zugführerkanzel; durchgehende Laufbretter mit Anhaltestangen                |
| 123           | (117?)        | 1863          | MBG.          | 19            | Pw                                         | 2618–2624                                               |                                            | Pw Bad 63(?)                               |                                            | 2          | 4.500               | 8.910    | E,H                       |                           | Sp (Wsbr)                 | Öl (G)                    | O (D)                     | 1                                    | 1                                    | 1                                    | 1                                    | 1                                    |                                      | Zugführerkanzel; durchgehende Laufbretter mit Anhaltestangen                |
| 123           | (117?)        | 1863          | MBG.          | 19            | Pw                                         | 2627–2635                                               |                                            | Pw Bad 63(?)                               |                                            | 2          | 4.500               | 8.910    | E,H                       |                           | Sp (Wsbr)                 | Öl (G)                    | O (D)                     | 1                                    | 1                                    | 1                                    | 1                                    | 1                                    |                                      | Zugführerkanzel; durchgehende Laufbretter mit Anhaltestangen                |
| 132           | 127           | 1894          | Sch.M.        | 16            | Pw                                         | 10794–10809                                             | 3                                          | Pw Bad 94                                  | 93605–93617                                | 2          | 7.400               | 11.260   | E                         | A4                        | Sp Wsbr                   | G                         | D                         | 1                                    | 1                                    | 2                                    |                                      | 1                                    |                                      | Zugführerkanzel; durchgehende Laufbretter mit Anhaltestangen; 3 Dachfenster |
| 132           | 127           | 1896          | HWK.          | 5             | Pw                                         | 935 2617 2704 2716 2916                                 |                                            | Pw Bad 94                                  | 93600–93604                                | 2          | 7.400               | 11.260   | E                         | A4                        | Sp Wsbr                   | G                         | D                         | 1                                    | 1                                    | 2                                    |                                      | 1                                    |                                      | Zugführerkanzel; durchgehende Laufbretter mit Anhaltestangen; 3 Dachfenster |
| 133           | 128           | 1897          | Sch.M.        | 10            | Pw                                         | 1389, 1481 2003, 2009 2237, 5909 6029, 8574 11828–11829 | 1                                          | Pw Bad 97                                  | 93618–93626                                | 2          | 7.400               | 11.260   | E                         | A4                        | Sp Wsbr                   | G                         | D                         | 1                                    | 1                                    | 2                                    |                                      | 1                                    |                                      | Zugführerkanzel; durchgehende Laufbretter mit Anhaltestangen; 3 Dachfenster |
| 133           | 128           | 1899          | Sch.M.        | 7             | Pw                                         | 12935–12941                                             | 1                                          | Pw Bad 97                                  | 93627–93632                                | 2          | 7.400               | 11.260   | E                         | A4                        | Sp Wsbr                   | G                         | D                         | 1                                    | 1                                    | 2                                    |                                      | 1                                    |                                      | Zugführerkanzel; durchgehende Laufbretter mit Anhaltestangen; 3 Dachfenster |
| 133           | 128           | 1900          | Sch.M.        | 3             | Pw                                         | 13785–13787                                             |                                            | Pw Bad 97                                  | 93633–93635                                | 2          | 7.400               | 11.260   | E                         | A4                        | Sp Wsbr                   | G                         | D                         | 1                                    | 1                                    | 2                                    |                                      | 1                                    |                                      | Zugführerkanzel; durchgehende Laufbretter mit Anhaltestangen; 3 Dachfenster |
| 133           | 128           | 1900          | Sch.M.        | 12            | Pw                                         | 13788–13799                                             | 3                                          | Pw Bad 97                                  | 93636–93644                                | 2          | 7.400               | 11.260   | E                         | A4                        | Sp Wsbr                   | G                         | D                         | 1                                    | 1                                    | 2                                    |                                      | 1                                    |                                      | Zugführerkanzel; durchgehende Laufbretter mit Anhaltestangen; 3 Dachfenster |
| 133           | 128           | 1902          | W.R.          | 25            | Pw                                         | 14358–14382                                             | 7                                          | Pw Bad 97                                  | 93645–93662                                | 2          | 7.400               | 11.260   | E                         | A4                        | Sp Wsbr                   | G                         | D                         | 1                                    | 1                                    | 2                                    |                                      | 1                                    |                                      | Zugführerkanzel; durchgehende Laufbretter mit Anhaltestangen; 3 Dachfenster |
| 133e          | 121           | 1909          | F.H.          | 114           | Pw                                         | 14625–14692                                             | 7                                          | Pw Bad 09                                  | 93501–93561                                | 2          | 7.400               | 12.700   | E                         | A4                        | sp Wsbr Hnbr              | G                         | D                         | 1                                    | 1                                    | 2                                    |                                      | 2                                    |                                      | Zugführerkanzel                                                             |
| 122           | 129           | 1911          | W.R.          | 10            | Pw                                         | 14348–14357                                             | 2                                          | Pw Bad 11                                  | 93691–93698                                | 2          | 7.400               | 12.700   | E                         | A4                        | Sp Wsbr Hnbr              | G                         | D                         | 1                                    | 1                                    | 2                                    |                                      | 2                                    |                                      | Zugführerkanzel; 1954 teilweise Umbau auf elekt. Heizung                    |
| 122           | 129           | 1913          | F.H.          | 16            | Pw                                         | 14309–14324                                             | 6                                          | Pw Bad 11                                  | 93663–93672                                | 2          | 7.400               | 12.700   | E                         | A4                        | Sp Wsbr Hnbr              | G                         | D                         | 1                                    | 1                                    | 2                                    |                                      | 2                                    |                                      | Zugführerkanzel; 1954 teilweise Umbau auf elekt. Heizung                    |
| 122           | 129           | 1913          | W.R.          | 23            | Pw                                         | 14325–14347                                             | 5                                          | Pw Bad 11                                  | 93673–93690                                | 2          | 7.400               | 12.700   | E                         | A4                        | Sp Wsbr Hnbr              | G                         | D                         | 1                                    | 1                                    | 2                                    |                                      | 2                                    |                                      | Zugführerkanzel; 1954 teilweise Umbau auf elekt. Heizung                    |
| 122a          | 130           | 1916          | HAWA.         | 7             | Pw                                         | 14180–14186                                             |                                            | Pw Bad 16                                  | 93699–93704                                | 2          | 7.400               | 12.700   | E                         | A4                        | Sp Wsbr Hnbr              | G                         | D                         | 1                                    | 1                                    | 2                                    |                                      | 2                                    |                                      | Zugführerkanzel; 1954 teilweise Umbau auf elekt. Heizung                    |
| 122a          | 130           | 1916          | HAWA.         | 18            | Pw                                         | 14187–14204                                             |                                            | Pw Bad 16                                  | 93705–93722                                | 2          | 7.400               | 12.700   | E                         | A4                        | Sp Wsbr Hnbr              | G                         | D                         | 1                                    | 1                                    | 2                                    |                                      | 2                                    |                                      | Zugführerkanzel; 1954 teilweise Umbau auf elekt. Heizung                    |
| 122a          | 130           | 1917          | HAWA.         | 19            | Pw                                         | 14205–14223                                             | 3                                          | Pw Bad 16                                  | 93723–93738                                | 2          | 7.400               | 12.700   | E                         | A4                        | Sp Wsbr Hnbr              | G                         | D                         | 1                                    | 1                                    | 2                                    |                                      | 2                                    |                                      | Zugführerkanzel; 1954 teilweise Umbau auf elekt. Heizung                    |
| 122a          | 130           | 1918          | W.R.          | 10            | Pw                                         | 14224–14233                                             | 3                                          | Pw Bad 16                                  | 93739–93745                                | 2          | 7.400               | 12.700   | E                         | A4                        | Sp Wsbr Hnbr              | G                         | D                         | 1                                    | 1                                    | 2                                    |                                      | 2                                    |                                      | Zugführerkanzel; 1954 teilweise Umbau auf elekt. Heizung                    |
| 122a          | 130           | 1918          | F.H.          | 10            | Pw                                         | 14234–14243                                             |                                            | Pw Bad 16                                  | 93746–93754 93805                          | 2          | 7.400               | 12.700   | E                         | A4                        | Sp Wsbr Hnbr              | G                         | D                         | 1                                    | 1                                    | 2                                    |                                      | 2                                    |                                      | Zugführerkanzel; 1954 teilweise Umbau auf elekt. Heizung                    |
| 122a          | 130           | 1919          | W.L.A.        | 10            | Pw                                         | 14244–14253                                             |                                            | Pw Bad 16                                  | 93755–93764                                | 2          | 7.400               | 12.700   | E                         | A4                        | Sp Wsbr Hnbr              | G                         | D                         | 1                                    | 1                                    | 2                                    |                                      | 2                                    |                                      | Zugführerkanzel; 1954 teilweise Umbau auf elekt. Heizung                    |
| 122a          | 130           | 1919          | F.H.          | 10            | Pw                                         | 14254–14263                                             |                                            | Pw Bad 16                                  | 93765–93774                                | 2          | 7.400               | 12.700   | E                         | A4                        | Sp Wsbr Hnbr              | G                         | D                         | 1                                    | 1                                    | 2                                    |                                      | 2                                    |                                      | Zugführerkanzel; 1954 teilweise Umbau auf elekt. Heizung                    |
| 122a          | 130           | 1919          | W.R.          | 10            | Pw                                         | 14264–14273                                             |                                            | Pw Bad 16                                  | 93775–93784                                | 2          | 7.400               | 12.700   | E                         | A4                        | Sp Wsbr Hnbr              | G                         | D                         | 1                                    | 1                                    | 2                                    |                                      | 2                                    |                                      | Zugführerkanzel; 1954 teilweise Umbau auf elekt. Heizung                    |
| 122a          | 130           | 1921          | F.H.          | 10            | Pw                                         | 14274–14843                                             |                                            | Pw Bad 16                                  | 93785–93794                                | 2          | 7.400               | 12.700   | E                         | A4                        | Sp Wsbr Hnbr              | G                         | D                         | 1                                    | 1                                    | 2                                    |                                      | 2                                    |                                      | Zugführerkanzel; 1954 teilweise Umbau auf elekt. Heizung                    |
| 122a          | 130           | 1921          | W.R.          | 10            | Pw                                         | 14284–14293                                             |                                            | Pw Bad 16                                  | 93795–93804                                | 2          | 7.400               | 12.700   | E                         | A4                        | Sp Wsbr Hnbr              | G                         | D                         | 1                                    | 1                                    | 2                                    |                                      | 2                                    |                                      | Zugführerkanzel; 1954 teilweise Umbau auf elekt. Heizung                    |

### Dreiachsige Gepäckwagen
Diese „großen“ dreiachsigen Gepäckwagen waren ursprünglich für den Einsatz in Schnellzügen beschafft worden.
| Herstelldaten                                 | Herstelldaten                                 | Herstelldaten                                 | Herstelldaten                                 | Herstelldaten                                 | Gattungszeichen und Wagennummern je Epoche    | Gattungszeichen und Wagennummern je Epoche    | Gattungszeichen und Wagennummern je Epoche    | Gattungszeichen und Wagennummern je Epoche    | Gattungszeichen und Wagennummern je Epoche    | Fahrwerk                                      | Fahrwerk                                      | Fahrwerk                                      | Fahrwerk                                      | Fahrwerk                                      | Fahrwerk                                      | Ausstattung                                   | Ausstattung                                   | Ausstattung                                   | Ausstattung                                   | Ausstattung                                   | Ausstattung                                   | Ausstattung                                   | Ausstattung                                   | Zusatzinfos                                                        |                                               |
| Grup- pe                                      | Blatt                                         | Bau- jahr                                     | Her- steller                                  | Anz.                                          | GBStsB                                        | GBStsB                                        | Rep. (1919)                                   | DRG (ab 1923)                                 | DRG (ab 1923)                                 | Anz. Achs.                                    | Rad- stand (Drehg.)                           | LüP                                           | Unt. Gest.                                    | LA.                                           | Brem- sen                                     | Bl.                                           | Hz.                                           | Art u.Anz. Abteile (Sitze je Klasse)          | Art u.Anz. Abteile (Sitze je Klasse)          | Art u.Anz. Abteile (Sitze je Klasse)          | Art u.Anz. Abteile (Sitze je Klasse)          | Art u.Anz. Abteile (Sitze je Klasse)          | Art u.Anz. Abteile (Sitze je Klasse)          | Bemerkung                                                          |                                               |
| Grup- pe                                      | Blatt                                         | Bau- jahr                                     | Her- steller                                  | Anz.                                          | Gattung                                       | Wagen-Nr.                                     | Rep. (1919)                                   | Gattung                                       | Wagen-Nr.                                     | Anz. Achs.                                    | Rad- stand (Drehg.)                           | LüP                                           | (siehe jeweilige Legende)                     | (siehe jeweilige Legende)                     | (siehe jeweilige Legende)                     | (siehe jeweilige Legende)                     | (siehe jeweilige Legende)                     | A                                             | D.                                            | G.                                            | P.                                            | V.                                            | Z.                                            |                                                                    |                                               |
| mit geschlossenen Übergängen und Faltenbälgen | mit geschlossenen Übergängen und Faltenbälgen | mit geschlossenen Übergängen und Faltenbälgen | mit geschlossenen Übergängen und Faltenbälgen | mit geschlossenen Übergängen und Faltenbälgen | mit geschlossenen Übergängen und Faltenbälgen | mit geschlossenen Übergängen und Faltenbälgen | mit geschlossenen Übergängen und Faltenbälgen | mit geschlossenen Übergängen und Faltenbälgen | mit geschlossenen Übergängen und Faltenbälgen | mit geschlossenen Übergängen und Faltenbälgen | mit geschlossenen Übergängen und Faltenbälgen | mit geschlossenen Übergängen und Faltenbälgen | mit geschlossenen Übergängen und Faltenbälgen | mit geschlossenen Übergängen und Faltenbälgen | mit geschlossenen Übergängen und Faltenbälgen | mit geschlossenen Übergängen und Faltenbälgen | mit geschlossenen Übergängen und Faltenbälgen | mit geschlossenen Übergängen und Faltenbälgen | mit geschlossenen Übergängen und Faltenbälgen | mit geschlossenen Übergängen und Faltenbälgen | mit geschlossenen Übergängen und Faltenbälgen | mit geschlossenen Übergängen und Faltenbälgen | mit geschlossenen Übergängen und Faltenbälgen | mit geschlossenen Übergängen und Faltenbälgen                      | mit geschlossenen Übergängen und Faltenbälgen |
| --------------------------------------------- | --------------------------------------------- | --------------------------------------------- | --------------------------------------------- | --------------------------------------------- | --------------------------------------------- | --------------------------------------------- | --------------------------------------------- | --------------------------------------------- | --------------------------------------------- | --------------------------------------------- | --------------------------------------------- | --------------------------------------------- | --------------------------------------------- | --------------------------------------------- | --------------------------------------------- | --------------------------------------------- | --------------------------------------------- | --------------------------------------------- | --------------------------------------------- | --------------------------------------------- | --------------------------------------------- | --------------------------------------------- | --------------------------------------------- | ------------------------------------------------------------------ | --------------------------------------------- |
| 133a                                          | 114                                           | 1902                                          | Sch.M.                                        | 16                                            | Pü3                                           | 14383–14392                                   | 3                                             | Pü3 Bad 02                                    | 91513–91519                                   | 3                                             | 8.900 4.450                                   | 14.220                                        | E                                             | A4                                            | Sp Wsbr                                       | G                                             | D                                             | 1                                             | 1                                             | 1                                             |                                               | 1                                             |                                               | Zugführerabteil mit Dachaufsatz; mittlere Achse seitenverschiebbar |                                               |
| 133a                                          | 114                                           | 1902                                          | Sch.M.                                        | 16                                            | Pü3                                           | 14393–14397                                   |                                               | Pü3 Bad 02                                    | 91508–91512                                   | 3                                             | 8.900 4.450                                   | 14.220                                        | E                                             | A4                                            | Sp Wsbr                                       | G                                             | D                                             | 1                                             | 1                                             | 1                                             |                                               | 1                                             |                                               | Zugführerabteil mit Dachaufsatz; mittlere Achse seitenverschiebbar |                                               |
| mit offenen Personalübergängen                |                                               |                                               |                                               |                                               |                                               |                                               |                                               |                                               |                                               |                                               |                                               |                                               |                                               |                                               |                                               |                                               |                                               |                                               |                                               |                                               |                                               |                                               |                                               |                                                                    |                                               |
| 133b                                          | 115                                           | 1903                                          | Sch.M.                                        | 16                                            | Pi3                                           | 14501–14508                                   | 1                                             | Pw3i Bad 03                                   | 91513–91519                                   | 3                                             | 9.200 4.600                                   | 14.200                                        | E                                             | A4                                            | Sp Wsbr                                       | G                                             | D                                             | 1                                             | 1                                             | 1                                             |                                               | 2                                             |                                               | Zugführerabteil mit Dachaufsatz; mittlere Achse seitenverschiebbar |                                               |
| 133b                                          | 115                                           | 1903                                          | W.R.                                          | 16                                            | Pi3                                           | 14509–14516                                   |                                               | Pw3i Bad 03                                   | 91520–91527                                   | 3                                             | 9.200 4.600                                   | 14.200                                        | E                                             | A4                                            | Sp Wsbr                                       | G                                             | D                                             | 1                                             | 1                                             | 1                                             |                                               | 2                                             |                                               | Zugführerabteil mit Dachaufsatz; mittlere Achse seitenverschiebbar |                                               |
| ohne Übergänge                                |                                               |                                               |                                               |                                               |                                               |                                               |                                               |                                               |                                               |                                               |                                               |                                               |                                               |                                               |                                               |                                               |                                               |                                               |                                               |                                               |                                               |                                               |                                               |                                                                    |                                               |
| 133e                                          | 121                                           | 1909                                          | F.H.                                          | 68                                            | P3                                            | 14625–14692                                   | 7                                             | Pw3 Bad 09                                    | 93501–93561                                   | 3                                             | 8.900 4.450                                   | 14.220                                        | E                                             | A4                                            | Sp Wsbr                                       | G                                             | D                                             | 1                                             | 1                                             | 2                                             |                                               |                                               |                                               | Zugführerabteil mit Dachaufsatz; mittlere Achse seitenverschiebbar |                                               |

### Drehgestell Gepäckwagen
| D-Zug Gepäckwagen                             | D-Zug Gepäckwagen                             | D-Zug Gepäckwagen                             | D-Zug Gepäckwagen                             | D-Zug Gepäckwagen                             | D-Zug Gepäckwagen                             | D-Zug Gepäckwagen                             | D-Zug Gepäckwagen                             | D-Zug Gepäckwagen                             | D-Zug Gepäckwagen                             | D-Zug Gepäckwagen                             | D-Zug Gepäckwagen                             | D-Zug Gepäckwagen                             | D-Zug Gepäckwagen                             | D-Zug Gepäckwagen                             | D-Zug Gepäckwagen                             | D-Zug Gepäckwagen                             | D-Zug Gepäckwagen                             | D-Zug Gepäckwagen                             | D-Zug Gepäckwagen                             | D-Zug Gepäckwagen                             | D-Zug Gepäckwagen                             | D-Zug Gepäckwagen                             | D-Zug Gepäckwagen                             | D-Zug Gepäckwagen |                                               |
| Grup- pe                                      | Blatt                                         | Bau- jahr                                     | Her- steller                                  | Anz.                                          | GBStsB                                        | GBStsB                                        | Rep. (1919)                                   | DRG (ab 1923)                                 | DRG (ab 1923)                                 | Anz. Achs.                                    | Rad- stand (Drehg.)                           | LüP                                           | Unt. Gest.                                    | LA.                                           | Brem- sen                                     | Bl.                                           | Hz.                                           | Art u.Anz. Abteile (Sitze je Klasse)          | Art u.Anz. Abteile (Sitze je Klasse)          | Art u.Anz. Abteile (Sitze je Klasse)          | Art u.Anz. Abteile (Sitze je Klasse)          | Art u.Anz. Abteile (Sitze je Klasse)          | Art u.Anz. Abteile (Sitze je Klasse)          | Bemerkung |                                               |
| Grup- pe                                      | Blatt                                         | Bau- jahr                                     | Her- steller                                  | Anz.                                          | Gattung                                       | Wagen-Nr.                                     | Rep. (1919)                                   | Gattung                                       | Wagen-Nr.                                     | Anz. Achs.                                    | Rad- stand (Drehg.)                           | LüP                                           | (siehe jeweilige Legende)                     | (siehe jeweilige Legende)                     | (siehe jeweilige Legende)                     | (siehe jeweilige Legende)                     | (siehe jeweilige Legende)                     | A                                             | D.                                            | G.                                            | P.                                            | V.                                            | Z.                                            | |                                               |
| mit geschlossenen Übergängen und Faltenbälgen | mit geschlossenen Übergängen und Faltenbälgen | mit geschlossenen Übergängen und Faltenbälgen | mit geschlossenen Übergängen und Faltenbälgen | mit geschlossenen Übergängen und Faltenbälgen | mit geschlossenen Übergängen und Faltenbälgen | mit geschlossenen Übergängen und Faltenbälgen | mit geschlossenen Übergängen und Faltenbälgen | mit geschlossenen Übergängen und Faltenbälgen | mit geschlossenen Übergängen und Faltenbälgen | mit geschlossenen Übergängen und Faltenbälgen | mit geschlossenen Übergängen und Faltenbälgen | mit geschlossenen Übergängen und Faltenbälgen | mit geschlossenen Übergängen und Faltenbälgen | mit geschlossenen Übergängen und Faltenbälgen | mit geschlossenen Übergängen und Faltenbälgen | mit geschlossenen Übergängen und Faltenbälgen | mit geschlossenen Übergängen und Faltenbälgen | mit geschlossenen Übergängen und Faltenbälgen | mit geschlossenen Übergängen und Faltenbälgen | mit geschlossenen Übergängen und Faltenbälgen | mit geschlossenen Übergängen und Faltenbälgen | mit geschlossenen Übergängen und Faltenbälgen | mit geschlossenen Übergängen und Faltenbälgen | mit geschlossenen Übergängen und Faltenbälgen                                                                               | mit geschlossenen Übergängen und Faltenbälgen |
| --------------------------------------------- | --------------------------------------------- | --------------------------------------------- | --------------------------------------------- | --------------------------------------------- | --------------------------------------------- | --------------------------------------------- | --------------------------------------------- | --------------------------------------------- | --------------------------------------------- | --------------------------------------------- | --------------------------------------------- | --------------------------------------------- | --------------------------------------------- | --------------------------------------------- | --------------------------------------------- | --------------------------------------------- | --------------------------------------------- | --------------------------------------------- | --------------------------------------------- | --------------------------------------------- | --------------------------------------------- | --------------------------------------------- | --------------------------------------------- | --- | --------------------------------------------- |
| 133c                                          | 112                                           | 1905                                          | W.R.                                          | 16                                            | PPü                                           | 14517–14532                                   |                                               | Pw4ü Bad 06                                   | 90001–90016                                   | 4                                             | 12.300 2.500                                  | 18.610                                        | E                                             |                                               | Sp Wsbr Hnbr                                  | G (E)                                         | D                                             | 1                                             | 1                                             | 2                                             |                                               | 4                                             | 1                                             | Zugführerabteil mit Dachaufsatz; Zollabteil wegklappbar                                                                     |                                               |
| 133d                                          | 113                                           | 1906                                          | W.R.                                          | 46                                            | PPü                                           | 14533–14539                                   |                                               | Pw4ü Bad 06                                   | 90017–90023                                   | 4                                             | 12.300 2.500                                  | 18.610                                        | E                                             |                                               | Sp Wsbr Hnbr                                  | G (E)                                         | D                                             | 1                                             | 1                                             | 2                                             |                                               | 4                                             | 1                                             | Zugführerabteil mit Dachaufsatz; Zollabteil wegklappbar; Wagen 90035 und 90051 1930 zu SPw4ü für den Einsatz im „Rheingold“ |                                               |
| 133d                                          | 113                                           | 1907                                          | W.R.                                          | 46                                            | PPü                                           | 14540–14549                                   |                                               | Pw4ü Bad 06                                   | 90024–90033                                   | 4                                             | 12.300 2.500                                  | 18.610                                        | E                                             |                                               | Sp Wsbr Hnbr                                  | G (E)                                         | D                                             | 1                                             | 1                                             | 2                                             |                                               | 4                                             | 1                                             | Zugführerabteil mit Dachaufsatz; Zollabteil wegklappbar; Wagen 90035 und 90051 1930 zu SPw4ü für den Einsatz im „Rheingold“ |                                               |
| 133d                                          | 113                                           | 1909                                          | G.W.                                          | 46                                            | PPü                                           | 14550–14561                                   |                                               | Pw4ü Bad 06                                   | 90034–90043                                   | 4                                             | 12.300 2.500                                  | 18.610                                        | E                                             |                                               | Sp Wsbr Hnbr                                  | G (E)                                         | D                                             | 1                                             | 1                                             | 2                                             |                                               | 4                                             | 1                                             | Zugführerabteil mit Dachaufsatz; Zollabteil wegklappbar; Wagen 90035 und 90051 1930 zu SPw4ü für den Einsatz im „Rheingold“ |                                               |
| 133d                                          | 113                                           | 1914                                          | F.H.                                          | 46                                            | PPü                                           | 14562–14566                                   |                                               | Pw4ü Bad 06                                   | 90044–90048                                   | 4                                             | 12.300 2.500                                  | 18.610                                        | E                                             |                                               | Sp Wsbr Hnbr                                  | G (E)                                         | D                                             | 1                                             | 1                                             | 2                                             |                                               | 4                                             | 1                                             | Zugführerabteil mit Dachaufsatz; Zollabteil wegklappbar; Wagen 90035 und 90051 1930 zu SPw4ü für den Einsatz im „Rheingold“ |                                               |
| 133d                                          | 113                                           | 1916                                          | W.R.                                          | 46                                            | PPü                                           | 14567–14572                                   |                                               | Pw4ü Bad 06                                   | 90049–90054                                   | 4                                             | 12.300 2.500                                  | 18.610                                        | E                                             |                                               | Sp Wsbr Hnbr                                  | G (E)                                         | D                                             | 1                                             | 1                                             | 2                                             |                                               | 4                                             | 1                                             | Zugführerabteil mit Dachaufsatz; Zollabteil wegklappbar; Wagen 90035 und 90051 1930 zu SPw4ü für den Einsatz im „Rheingold“ |                                               |
| 133d                                          | 113                                           | 1916                                          | F.H.                                          | 46                                            | PPü                                           | 14573–14578                                   |                                               | Pw4ü Bad 06                                   | 90055–90060                                   | 4                                             | 12.300 2.500                                  | 18.610                                        | E                                             |                                               | Sp Wsbr Hnbr                                  | G (E)                                         | D                                             | 1                                             | 1                                             | 2                                             |                                               | 4                                             | 1                                             | Zugführerabteil mit Dachaufsatz; Zollabteil wegklappbar; Wagen 90035 und 90051 1930 zu SPw4ü für den Einsatz im „Rheingold“ |                                               |

### Kombinierte Gepäck- und Personenwagen
| Herstelldaten | Herstelldaten | Herstelldaten | Herstelldaten | Herstelldaten | Gattungszeichen und Wagennummern je Epoche | Gattungszeichen und Wagennummern je Epoche | Gattungszeichen und Wagennummern je Epoche | Gattungszeichen und Wagennummern je Epoche | Gattungszeichen und Wagennummern je Epoche | Fahrwerk   | Fahrwerk            | Fahrwerk | Fahrwerk                  | Fahrwerk                  | Fahrwerk                  | Ausstattung               | Ausstattung               | Ausstattung                          | Ausstattung                          | Ausstattung                          | Ausstattung                          | Ausstattung                          | Ausstattung                          | Ausstattung                          | Zusatzinfos                                                                                                 |
| Grup- pe      | Blatt         | Bau- jahr     | Her- steller  | Anz.          | GBStsB                                     | GBStsB                                     | Rep. (1919)                                | DRG (ab 1923)                              | DRG (ab 1923)                              | Anz. Achs. | Rad- stand (Drehg.) | LüP      | Unt. Gest.                | LA.                       | Brem- sen                 | Bl.                       | Hz.                       | Art u.Anz. Abteile (Sitze je Klasse) | Art u.Anz. Abteile (Sitze je Klasse) | Art u.Anz. Abteile (Sitze je Klasse) | Art u.Anz. Abteile (Sitze je Klasse) | Art u.Anz. Abteile (Sitze je Klasse) | Art u.Anz. Abteile (Sitze je Klasse) | Art u.Anz. Abteile (Sitze je Klasse) | Bemerkung                                                                                                   |
| Grup- pe      | Blatt         | Bau- jahr     | Her- steller  | Anz.          | Gattung                                    | Wagen-Nr.                                  | Rep. (1919)                                | Gattung                                    | Wagen-Nr.                                  | Anz. Achs. | Rad- stand (Drehg.) | LüP      | (siehe jeweilige Legende) | (siehe jeweilige Legende) | (siehe jeweilige Legende) | (siehe jeweilige Legende) | (siehe jeweilige Legende) | A                                    | 1.                                   | 2.                                   | 3.                                   | 4.                                   | D.                                   | P.                                   | |
| ------------- | ------------- | ------------- | ------------- | ------------- | ------------------------------------------ | ------------------------------------------ | ------------------------------------------ | ------------------------------------------ | ------------------------------------------ | ---------- | ------------------- | -------- | ------------------------- | ------------------------- | ------------------------- | ------------------------- | ------------------------- | ------------------------------------ | ------------------------------------ | ------------------------------------ | ------------------------------------ | ------------------------------------ | ------------------------------------ | ------------------------------------ | --- |
| 117           |               | 1889          |               | 2             | CiP                                        |                                            |                                            | CiP Bad 89/03                              |                                            | 2          | 4.500               | 9.985    | E                         |                           | S Wsbr                    | G                         | D                         |                                      |                                      |                                      | 3 30                                 |                                      |                                      | 1                                    | 1903 Umbau aus Ci (Gruppe 112); einseitig offene Übergangsbühne; Blechschutzwand mit Übergang am Gepäckteil |
| 118           |               | 1867          | G.G.          | 7             | CiP                                        | 7945–7952                                  |                                            | CiP Bad 67                                 |                                            | 2          | 4.500               | 10.260   | H                         |                           | S Wsbr                    | G                         | D                         |                                      |                                      |                                      | 4 40                                 |                                      |                                      | 1                                    | einseitig offene Übergangsbühne; Blechschutzwand mit Übergang am Gepäckteil                                 |
| 119I          | 146           | 1896          | HWK           | 4             | CP                                         | 1385–1388                                  |                                            | CPwid Bad 96                               | 99215–99218                                | 2          | 7.400               | 11.630   | E                         |                           | Sp Wsbr                   | G                         | D                         |                                      |                                      |                                      |                                      | 5 50                                 |                                      | 1                                    | mit Einführung der 4.-Klasse umgezeichnet                                                                   |
| 120           | 147           | 1893          | F.H.          | 3             | CPw                                        | 10739–10741                                |                                            | PwCid Bad 93                               | 99219–99221                                | 2          | 7.000               | 11.630   | E                         | A4                        | Sp Wsbr                   | G                         | D                         |                                      |                                      |                                      |                                      | 5 50                                 |                                      | 1                                    | mit Einführung der 4.-Klasse umgezeichnet                                                                   |